# Saisons de Plus belle la vie
 (juin 2022).
Si vous disposez d'ouvrages ou d'articles de référence ou si vous connaissez des sites web de qualité traitant du thème abordé ici, merci de compléter l'article en donnant les références utiles à sa vérifiabilité et en les liant à la section « Notes et références ».

Le feuilleton quotidien Plus belle la vie compte plus de 4 600 épisodes. Les différents épisodes sont officiellement répartis en saisons qui, sauf exception, comptent 260 épisodes chacune, sans compter les épisodes « hors-série », qui sont diffusés en première partie de soirée au moins une fois par an à partir de la troisième saison.
Cet article présente les différentes saisons du feuilleton.

## Saison 1 (2004-2005)
La première saison de Plus belle la vie a été diffusée sur France 3 du 30 août 2004 au 2 septembre 2005.
Cette saison se compose de 260 épisodes. Sa diffusion a connu une semaine d'interruption, du 8 août 2005 au 12 août 2005 en raison des championnats du monde d'athlétisme 2005 à Helsinki.

### Distribution
Au début de la saison, le feuilleton compte 17 acteurs principaux, qui sont alors tous systématiquement crédités dans le générique de fin, même dans les épisodes où ils ne jouent pas. Ces acteurs sont crédités dans l’ordre suivant : 
- Colette Renard : Rachel Lévy
- Cécilia Hornus : Blanche Marci
- Sylvie Flepp : Mirta Torres
- Hélène Médigue : Charlotte Le Bihac
- Serge Dupire : Vincent Chaumette
- Michel Cordes : Roland Marci
- Thierry Ragueneau : François Marci
- Pierre Martot : Léo Castelli
- Rebecca Hampton : Céline Frémont
- Geoffrey Sauveaux : Lucas Marci
- Dounia Coesens : Johanna Marci
- Ambroise Michel : Rudy Torres
- Aurélie Vaneck : Ninon Chaumette
- Sofiane Belmouden : Malik Nassri
- Ibtissem Guerda : Aïcha Djella
- Laëtitia Milot : Mélanie Rinato
- Richard Guedj : Charles-Henri Picmal

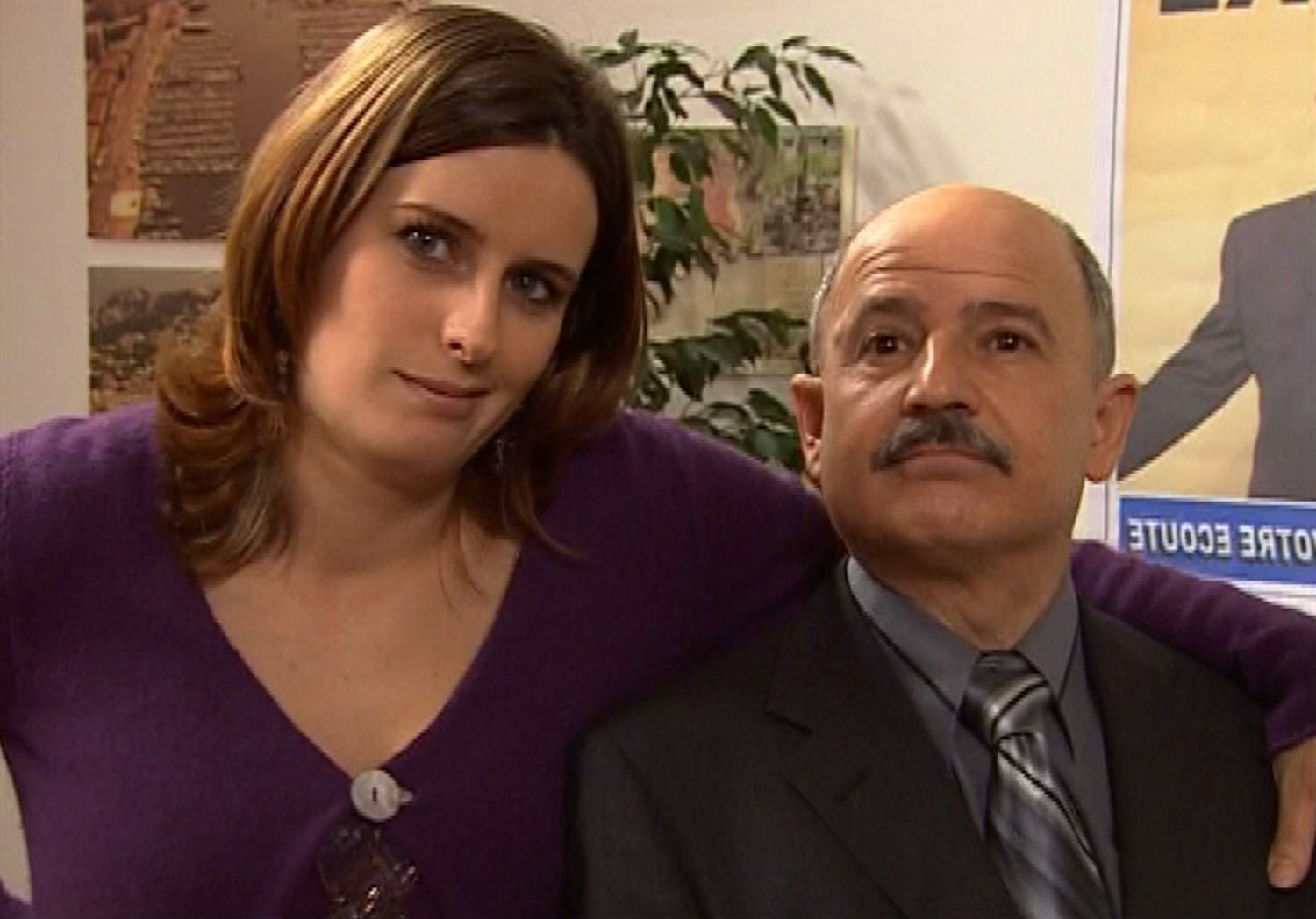
Anne Décis, l'interprète du personnage de Luna Torres, avec Richard Guedj, l'interprète de Picmal.

Lors de l’épisode 26, un dix-huitième acteur principal intègre la distribution, pour être lui aussi systématiquement crédité au générique : il s’agit d’Alexandre Pottier, qui joue le rôle d’Antoine, le cousin de Céline Frémont. Toutefois, l’acteur quitte définitivement la série au cours de la première saison, tout comme Ibtissem Guerda, l’interprète du personnage d’Aïcha. Richard Guedj, qui joue le rôle de Picmal, quitte également son personnage en cours de saison, mais il le retrouvera occasionnellement dans les saisons suivantes, en étant toutefois crédité non pas parmi les acteurs principaux, mais parmi les « guests » (autrement dit, les « acteurs invités »).
D’autres acteurs apparus au cours de la saison vont prendre une importance notable, au point d’être ultérieurement intégrés au groupe des acteurs principaux : il s’agit de Juliette Chêne (dans le rôle de Juliette Frémont), Anne Décis (rôle de Luna Torres), Laurent Kérusoré (rôle de Thomas Marci) et Virgile Bayle (rôle de Guillaume Leserman). Thibaud Vaneck, l’interprète de Nathan Leserman, apparaît lui aussi au cours de cette saison, mais il est crédité parmi les « guests » et n’intègrera le groupe des acteurs principaux qu’à partir de la septième saison. Pour l’anecdote, il est le frère d'Aurélie Vaneck, qui interprète l'un des personnages principaux, Ninon Chaumette. Alexandre Fabre, qui joue le personnage de Charles Frémont, n’était initialement pas censé rester plus de deux jours de tournage, mais son rôle a finalement pris de l'importance et l'acteur apparaît de manière récurrente dans toutes les saisons. Ce n'est toutefois qu'à la fin de la neuvième saison qu'il intègre officiellement le groupe des acteurs principaux.
La première saison marque aussi l’apparition d’autres acteurs récurrents qui n’ont jamais été intégrés au groupe des acteurs principaux, mais qui sont crédités en tant que « guests ». Peuvent être cités Fabienne Carat (qui joue le rôle de Samia Nassri, la sœur de Malik), ou encore Emil Abossolo-Mbo (qui incarne Damien Mara, le père de Rudy Torres), ce dernier intégrant le casting vers la fin de la première saison. À noter aussi que certains personnages récurrents changent d’interprète au cours de la saison : le policier Nicolas Barrel est d’abord interprété par Alexandre Thibault, mais celui-ci est ensuite remplacé par Nicolas Herman, tandis que le personnage d’Astrid Frémont (l'épouse de Charles) est successivement interprété par Florence Brunet et par Laure Sirieix.

### Principales intrigues
- Le secret de Mirta : Roland Marci, le patron du bar du Mistral, demande en mariage Mirta Torres. Mirta, qui prétend être veuve, lui cache un lourd secret : son mari Manuel Aristabal, qui la battait, n'est pas mort. N'ayant pas divorcé, Mirta ne peut pas se marier avec Roland. Voulant régler cette affaire au plus vite, Mirta reprend contact avec Manuel pour demander le divorce. La situation se complique quand Manuel est retrouvé mort ; Roland est accusé du meurtre et emprisonné. François Marci, le fils de Roland, décide d'enquêter lui-même pour retrouver le coupable. En vérité, c'est Sophie Guibal, amante de Manuel, qui l'a tué. Roland va être libéré, pour le grand bonheur de ses petits-enfants, Johanna et Lucas.

- Mistral Gagnant : Vincent Chaumette tombe sous le charme de Céline Frémont, employée à la mairie de Marseille, qui n'est autre que la fille d'Astrid et Charles Frémont, les patrons de Phénicie, la boîte qui vient de le recruter comme architecte. Le capitaine Léo Castelli veut faire tomber Charles Frémont pour diverses magouilles, et la dernière en date risque de faire s'effondrer le quartier du Mistral : son projet Mistral Gagnant consiste à raser la totalité du quartier populaire pour en faire des bâtiments de luxe. Pour aider Léo, Vincent doit poursuivre son histoire d'amour avec Céline, et accepter le mariage imposé par Frémont. Finalement, la supercherie prend fin grâce à Astrid Frémont : abasourdie par la tentative d'assassinat que son mari a commanditée sur elle, elle livre à Léo des documents prouvant que Charles Frémont exerce la profession d'avocat illégalement depuis 36 ans.

- Le corbeau du Mistral : Thomas Lenoir, un jeune homosexuel, se fait engager comme serveur au bar de Roland. Sa mère, Iris Lenoir, a été la maîtresse de Léo Castelli et de Roland, avant d'être assassinée dans de mystérieuses circonstances il y a maintenant 22 ans. Thomas est donc venu au Mistral avant tout pour retrouver son père biologique ainsi que l'assassin de sa mère. Grâce à un test ADN, il est finalement établi que Thomas est le fils de Roland. Ce dernier surmonte ses préjugés homophobes et reconnait officiellement Thomas, qui adopte son nom de famille, devenant ainsi Thomas Marci. Parallèlement, Léo retrouve la trace de l'assassin d'Iris : il s'agit du docteur Livia, le psychiatre de Charlotte Le Bihac. Livia est en fait un tueur en série qui, une fois tous les onze ans, assassine l'une de ses patientes : sa première victime fut Iris et la deuxième fut Khadidja, la femme de Léo. Léo arrive à temps pour sauver Charlotte des griffes de Livia qui, pour s'enfuir, saute d'une falaise. Le psychiatre est porté disparu.

- Le trésor du Mistral : Guillaume Leserman débarque au Mistral et se présente comme le neveu prodige de Rachel Lévy. La doyenne du Mistral tombe des nues en apprenant que sa sœur cadette Judith a échappé de justesse à la Rafle du Vélodrome d'Hiver en 1942. En réalité, Guillaume n'est pas venu au Mistral pour faire la connaissance de sa tante : escroc notoire, il souhaite retrouver le trésor des Tailleroche. Eva Cabestany, qui se présente comme une conservatrice de musée, est elle aussi sur le coup. Gravement malade, elle est convaincue que le trésor, qui renferme les thèses médicales de Louis Sformo, permettrait de la guérir. Une chasse au trésor est lancée : Eva n'hésite pas à enlever Juliette Frémont puis empoisonner Nathan Leserman pour parvenir à ses fins. Finalement, la jeune femme meurt empoisonnée par un faux trésor, et le véritable est retrouvé dans le coffre à jouets de Julien Frémont.

- L'accident de Johanna et Lucas : Après sa rupture avec Ninon, Rudy Torres devient le petit ami de Johanna Marci. Johanna tombe enceinte et décide de garder l'enfant. Alors que Johanna part en week-end avec son frère Lucas, Rudy tombe à nouveau dans les bras de Ninon. Ayant découvert que Rudy la trompe, Johanna veut faire demi-tour et arrache le volant des mains de Lucas, mais leur voiture sort de la route et percute un rocher. Conséquences de cet accident : Johanna perd son bébé et Lucas devient handicapé moteur. Pour se venger, Johanna met de l'acide dans les produits de beauté de Ninon, puis elle tente d'empoisonner Rudy et Ninon. Elle finit par accepter leur relation et renonce à sa vengeance.

## Saison 2 (2005-2006)
La deuxième saison de Plus belle la vie a été diffusée sur France 3 du 5 septembre 2005 au 8 septembre 2006.
Cette saison se compose de 260 épisodes (épisodes 261 à 520). La diffusion a connu une semaine d'interruption, du 7 août 2006 au 11 août 2006, en raison des Championnats d'Europe d'athlétisme 2006 à Göteborg.

### Évolution de la distribution
Acteurs principaux :
Au début de la saison, le feuilleton compte les 18 acteurs principaux suivants, crédités dans cet ordre dans le générique de fin : 
- Colette Renard : Rachel Lévy
- Cécilia Hornus : Blanche Marci
- Sylvie Flepp : Mirta Torres
- Hélène Médigue : Charlotte Le Bihac
- Serge Dupire : Vincent Chaumette
- Michel Cordes : Roland Marci
- Thierry Ragueneau : François Marci
- Pierre Martot : Léo Castelli
- Rebecca Hampton : Céline Frémont
- Geoffrey Sauveaux : Lucas Marci
- Dounia Coesens : Johanna Marci
- Ambroise Michel : Rudy Torres
- Aurélie Vaneck : Ninon Chaumette
- Sofiane Belmouden : Malik Nassri
- Laëtitia Milot : Mélanie Rinato
- Anne Décis : Luna Torres
- Juliette Chêne : Juliette Frémont
- Laurent Kérusoré : Thomas Marci

Thierry Ragueneau (qui joue le rôle de François Marci) et Geoffrey Sauveaux (qui joue le rôle de Lucas Marci) quittent successivement la série au cours de cette saison.

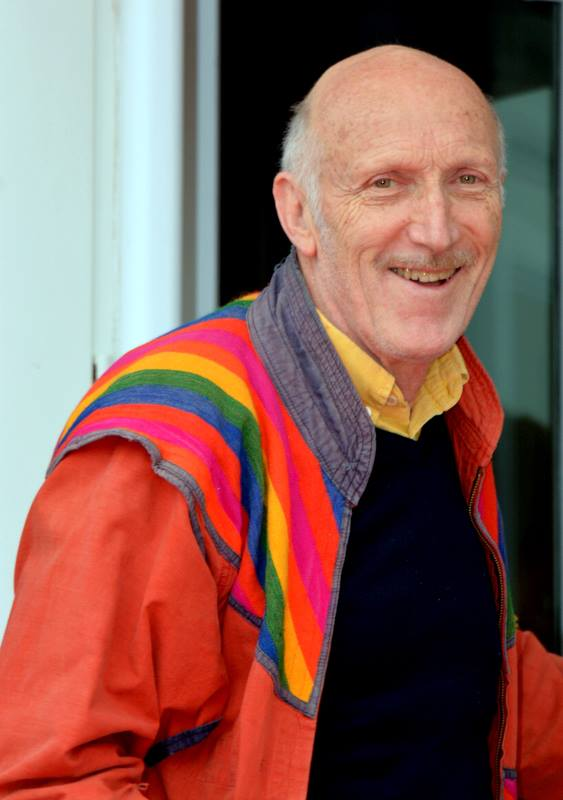
Rufus joue dans cette saison le rôle d'Yves, un ami d'enfance de Roland Marci.

Acteurs récurrents arrivés au cours de la saison :
- Amalric Gérard : Jean-Baptiste Gauthier
- Linda Bouhenni : Nirina Tsiranana
- Valérie Baurens : Agathe Robin
- Jean-François Malet : Jean-François Leroux
- Cécile Auclert : Véra Madigan

Autres acteurs invités notables :
- Sabine Heraud : Carole Lenoir
- Richard Guedj : Charles-Henri Picmal

### Principales intrigues
- Le virus du Mistral : Damien Mara, le père biologique de Rudy Torres, est de retour au Mistral, après plusieurs années passées au Congo. Mirta est contre le retour de Damien, qui était un toxicomane ayant entraîné sa fille Luna dans la drogue quinze ans plus tôt. Mais Damien n'est plus le même homme. Il est devenu prêtre et fait des missions humanitaires en Afrique. Il est venu à Marseille pour lutter contre Florent Barjac, le patron d’un laboratoire pharmaceutique coupable d’expériences de vaccination illégales sur les habitants d'un village africain au Congo. N'hésitant pas à éliminer les éléments gênants, Florent propage le virus de Marburg, un virus mortel, dans le quartier du Mistral, qui est alors mis en quarantaine. C'est à cette occasion que Guillaume Leserman révèle qu'il est médecin de formation et vient en aide aux malades. Une fois démasqué, Florent part en cavale, mais il est rattrapé et tué par un sniper. Quant à Damien, il révèle son secret : il est désormais prêtre. Il se réconcilie avec Rudy et Luna, avant de partir en Afrique pour une nouvelle mission.

- Les cauchemars de Mélanie : Mélanie Rinato, serveuse au bar du Mistral, tombe amoureuse d'Anthony Laroque, un marin. Il s'avère que l'oncle d'Anthony, Henri Laroque, est coupable d'un viol qui a donné naissance à Sandrine, la mère de Mélanie. Henri est donc le grand-père de Mélanie. C'est également Henri qui a tué Sandrine en la poussant par une fenêtre, alors que Mélanie n'était qu'un bébé. Par la suite, Henri a décidé de donner son héritage à Mélanie. Anthony, qui sait tout de cette histoire et veut cet argent, va épouser Mélanie, avant de tuer Henri pour avoir l'héritage. Lors de leur voyage de noces, il demande à Mélanie pourquoi elle a refusé l'héritage d'Henri. Comme Mélanie n'a pas fait ce qu’il voulait, il décide de la tuer. Mais Malik Nassri, qui a découvert la vérité, arrive à temps pour sauver Mélanie.

- La vengeance d'Alice : François Marci revoit un vieil ami du lycée, David Jouvenin. Une fête réunissant leurs amis est organisée à l'initiative d'Alice, la femme de David. Par la suite, David, puis plusieurs autres vieux amis de François, vont être tués. Soupçonnée d'être la coupable, Alice parvient cependant à séduire François et détruit le couple qu'il forme avec Blanche. Parallèlement, Lucas Marci est hanté par le fantôme de Nadine Vautier, une amie de Blanche et François, morte d'une overdose une vingtaine d'années auparavant. Le fantôme fait comprendre à Lucas que son père est en danger : Alice est en fait la demi-sœur de Nadine et veut tuer tous ceux qui étaient impliqués dans la mort de cette dernière, y compris François, à qui elle reproche de ne pas avoir agi à temps pour la sauver. Alice sera arrêtée avant d'avoir pu tuer François. Ce dernier s'installe ensuite à La Nouvelle-Orléans, seul, cette histoire ayant eu raison du couple qu'il formait avec Blanche. Lucas le rejoint quelques semaines plus tard, peu après sa rupture avec sa petite amie Samia.

- Le complot de Picmal : Marc Vernet, un peintre, s'installe au Mistral et rencontre Ninon Chaumette. Entre eux, c'est le coup de foudre et Ninon quitte Rudy pour lui. Mais Marc s'appelle en fait Sébastien Pradès et a passé plusieurs années en prison pour le meurtre de sa compagne, Sylvie Carlier. Marc veut retrouver le meurtrier de Sylvie, car il a été accusé à tort. Il s'avère que le vrai coupable n'est autre que le nouveau compagnon de Mirta Torres : l'adjoint au maire Charles-Henri Picmal. Picmal avait une liaison avec Sylvie ; Sylvie voulait rompre, mais Picmal ne l'a pas accepté et l'a tuée, avant de faire condamner Sébastien avec l'aide du Divisionnaire Beaumont et de Charles Frémont. Il a également tué deux autres femmes, Ann Bocara, une femme qui voulait le quitter pour Roland - en faisant accuser à nouveau Marc, et Agnès Martinez. Cette affaire débouche vers une guerre contre une hiérarchie corrompue où plusieurs personnages se retrouvent en danger, dont Léo Castelli qui est obligé de se faire passer pour mort, avec la complicité de Roland Marci et de Guillaume Leserman, afin de faire triompher la vérité. Léo tend alors un piège à Picmal et Beaumont qui sont finalement emprisonnés.

- La mort d'Astrid Frémont : Astrid Frémont meurt dans un accident de voiture aux Antilles. Elle laisse à ses deux filles un héritage colossal, duquel se retrouve lésé Charles. Les deux sœurs Céline Frémont et Juliette héritent de la villa des Bleuets, laquelle intéresse fortement le couple Mercoeur. Gabriel est ethnologue : avec sa femme Karine, ils souhaitent ouvrir un centre de conférences à Marseille. Pour parvenir à leurs fils, le couple diabolique séduit tour à tour les trois Frémont : Karine s'amourache dans un premier temps de Céline, mais celle-ci n'est pas dupe et voit clair dans leur jeu. Elle fait alors la cour à Charles Frémont, et va jusqu'à le droguer. Gabriel charme Juliette, mais se fait prendre à son propre piège : il tombe réellement amoureux de la cadette de la famille Frémont. Emportés dans leur folie avec Karine, Gabriel va jusqu’à séquestrer son fils Dorvalino mais ne peut aller au bout de ses plans en raison de l'amour naissant qu'il porte pour Juliette Frémont. Karine décide de le tuer pour arriver à ses fins. Incarcérée, elle demande à Frémont de l'aider à mourir.

## Saison 3 (2006-2007)
La troisième saison de Plus belle la vie a été diffusée sur France 3 du 11 septembre 2006 au 7 septembre 2007.
Cette saison se compose de 260 épisodes (épisodes 521 à 780), sans compter les trois épisodes spéciaux diffusés en première partie de soirée le 26 décembre 2006.

### Évolution de la distribution
Acteurs principaux :
Dans cette saison, le feuilleton compte les 17 acteurs principaux suivants, crédités dans cet ordre dans le générique de fin : 
- Colette Renard : Rachel Lévy
- Cécilia Hornus : Blanche Marci
- Sylvie Flepp : Mirta Torres
- Hélène Médigue : Charlotte Le Bihac
- Serge Dupire : Vincent Chaumette
- Michel Cordes : Roland Marci
- Pierre Martot : Léo Castelli
- Rebecca Hampton : Céline Frémont
- Dounia Coesens : Johanna Marci
- Ambroise Michel : Rudy Torres
- Aurélie Vaneck : Ninon Chaumette
- Sofiane Belmouden : Malik Nassri
- Laëtitia Milot : Mélanie Rinato
- Anne Décis : Luna Torres
- Juliette Chêne : Juliette Frémont
- Laurent Kérusoré : Thomas Marci
- Virgile Bayle : Guillaume Leserman

Acteurs récurrents partis au cours de la saison : 
- Nicolas Herman : Nicolas Barrel

Acteurs récurrents arrivés au cours de la saison :
- Élodie Varlet : Estelle Cantorel
- Julien Bravo : Fabien Rinato
- Jean-Charles Chagachbanian : Franck Ruiz
- Franck Borde : Florian Estève

Autres acteurs invités notables :
- Philippe Granarolo : Bruno Livia

### Principales intrigues
- Le retour du Dr Livia : Léo Castelli enquête sur la mort mystérieuse de son oncle, le général Victor Castelli. Son héritage a disparu et Léo pense que cela peut constituer un mobile pour un meurtre. Bientôt, la chasse à l'héritage a lieu avec Léo, Agathe Robin, Guillaume Leserman et Charles Frémont. Il s'avère qu'Aude Estavar, l'infirmière du général, est en fait la complice du docteur Livia, porté disparu depuis un an et demi, qui cherche lui aussi à récupérer l'héritage. Livia finit par tuer Aude, avant d'être arrêté par la police. Léo parvient quant à lui à retrouver l'héritage, un timbre d'une valeur d'un million d'euros. Quant au général Castelli, il n'a en fait pas été assassiné, mais s'est suicidé : atteint d'un cancer, il ne voulait pas vivre une douloureuse agonie.

- Le combat d'une mère : Nathan Leserman est victime d'une machination imaginée par Hélène Cantorel, la sœur jumelle de sa mère Sophie : Hélène se fait passer pour Sophie (que Nathan n'a pas vue depuis des années) afin de se rapprocher de Nathan, car elle recherche un donneur compatible pour sa fille Estelle, celle-ci ayant besoin d'une greffe de foie urgente. Hélène va essayer de faire subir à Nathan une opération clandestine, afin de rendre possible une greffe pour sauver Estelle. Hélène agit avec la complicité de son père adoptif, le docteur Henri Cantorel. Refusant de se soumettre aux folies de sa mère, Estelle simule son suicide avec l'aide de Rudy Torres, devenu son petit ami. Après avoir appris la nouvelle de la mort d'Estelle, Henri se suicide. Hélène va alors essayer de tuer Rudy, qu'elle estime responsable de la situation. Après avoir bu par mégarde un verre de poison qu'elle destinait à Rudy, Hélène apprend qu'Estelle est en fait vivante. Sur son lit de mort, Hélène retrouve enfin sa sœur Sophie, revenue d'un long séjour au Népal, et la convainc de servir de donneur pour sauver Estelle. Nathan espère alors renouer durablement avec sa mère, mais ses espoirs seront vite déçus.

- La mort des fils Barrel : Céline Frémont trompe Vincent Chaumette avec Louis Barrel, le frère de Nicolas. Un soir, une altercation éclate entre Céline et Louis ; Céline fait tomber Louis, qui perd connaissance. Elle revient quelques heures après avec son père Charles et ils le découvrent mort. Thomas, Céline et Vincent seront successivement soupçonnés de l'avoir tué. Nicolas découvre finalement que celui qui a tué son frère n'est autre que leur propre père, Yves Barrel, à qui Louis faisait un chantage : Yves est homosexuel et Louis menaçait de le révéler. Une fois que Nicolas découvre la vérité, Yves lui tire une balle dans le cœur ; Nicolas est alors laissé pour mort. Yves est ensuite arrêté et emprisonné.

- Couple d'escrocs : Alors que sa compagne Luna est en voyage d'affaires, Guillaume Leserman tombe sous le charme de Lorraine Fournier, une femme rencontrée dans un restaurant. Un soir, Guillaume et Lorraine prennent une chambre d'hôtel. Un homme cagoulé entre dans la chambre et frappe Guillaume, qui s'évanouit. Une fois que Guillaume a repris connaissance, Lorraine lui dit que cet homme vient de la violer. Victime d'un chantage de la part de l'agresseur, Guillaume va être injustement emprisonné à cause de Lorraine. En réalité, Lorraine n'a pas été violée : elle avait monté une machination avec un complice, Samuel Tablonka (l'homme cagoulé), pour faire un chantage à Guillaume et lui soutirer de l'argent. Les coupables sont finalement démasqués avec l'aide de Luna et de Charles Frémont, mais le couple de Guillaume est fragilisé par cette histoire.

- Le gang des M13 : Blanche Marci, désormais divorcée de François, tombe amoureuse de Franck Vecchio, un électricien quadragénaire. Franck s'installe chez Blanche, qui tombe enceinte. Il finit par avouer à Blanche un lourd secret : 23 ans auparavant, il faisait partie d'un gang marseillais, les M13. À la demande du chef de la bande, il a tué un de ses complices, Pierre Garcia (la police semble avoir hâtivement conclu au suicide), avant de quitter les M13. Pour ne pas être retrouvé par ses anciens complices, il a d'ailleurs changé de nom (Franck Vecchio est un nom d'emprunt, il s'appelle en réalité Franck Ruiz). Voyant que Franck s'est racheté une conduite, Blanche décide de lui pardonner son crime. Toutefois, Franck est bientôt aux prises avec un mystérieux maître chanteur, qui semble tout savoir de son passé criminel et menace de s'en prendre à lui et à ses proches. En réalité, ce maître chanteur n'est autre qu'Arnaud Pia, le fils de Pierre Garcia. Arnaud est finalement emprisonné.

- Le diable du Mistral : Léonard Vassago, un homme d’affaires hautement influent, vient en aide à Charles Frémont quand celui-ci essaye d’obtenir le marché du terminal de l'aéroport de Marignane. Frémont ne voulant pas payer sa dette envers lui, Vassago va en représailles détruire sa famille. Ainsi, il fait en sorte que Céline Frémont soit accusée à tort du meurtre d'Aurélie Jacquet (la maîtresse de Vincent Chaumette) et que Juliette Frémont sombre dans la drogue. Vassago est en fait doté de pouvoirs démoniaques (capacité à provoquer des hallucinations chez une personne, à s’immiscer dans ses rêves, don d’ubiquité…) et les utilise pour mieux détruire ceux qu’il côtoie, que ce soient les Frémont, Vincent ou même son propre beau-fils, Andréas. Grâce à Luna, Vassago est finalement démasqué, avant d'être tué par sa propre épouse, qui s'immole avec lui par les flammes.

### Épisodes diffusés en première partie de soirée
- Nombre et durée des épisodes : 3x26 minutes (approximatif)
- Scénariste :
- Réalisateur : Philippe Carrese
- Première(s) diffusion(s) : 
  -  France : 26 décembre 2006 sur France 3
  -  Belgique :
  -  Suisse :
- Audience(s) :
  -  France : 5,5 millions de téléspectateurs[3]
  -  Belgique : 
  -  Suisse :
- Résumé : Claire Amblin est une jeune femme accusée du meurtre de son ami et collègue, Jérôme Girard. Alors qu'elle est emprisonnée dans l'attente de son procès, son frère Gauthier recherche un avocat pour la défendre. Malik Nassri accepte d'interroger la mutine Claire pour tenter de déterminer sa culpabilité ou son innocence. Mais seulement, Malik reçoit un message sur son ordinateur : une vidéo montrant sa compagne, Mélanie Rinato, attachée et séquestrée dans une chambre froide. Malik doit alors sauver Mélanie. C'est Gauthier, le véritable assassin, qui la séquestre, car il ne supporte pas la proximité existant entre Malik et Claire. Parallèlement, Juliette Frémont, Johanna Marci et Jean-Baptiste Gauthier tentent d'aider Lili Sango, une jeune Nigérienne qui vit en France depuis de nombreuses années mais risque l'expulsion…
- Commentaires : Il s’agit des premiers épisodes de la série diffusés en première partie de soirée, à l’occasion des fêtes de fin d’année 2006. Ce premier prime time n’a pas de titre officiel, mais il est parfois désigné a posteriori sous le titre « La Meurtrière au visage d’ange » sur les sites de fans ainsi que sur les réseaux sociaux officiels de la série (pages YouTube et Facebook).

## Saison 4 (2007-2008)
La quatrième saison de Plus belle la vie a été diffusée sur France 3 du 10 septembre 2007 au 5 septembre 2008.
Elle se compose de 260 épisodes (épisodes 781 à 1040), sans compter les trois épisodes spéciaux diffusés en première partie de soirée le 18 décembre 2007.
Cette saison est marquée par le passage de la diffusion du 4/3 au 16/9.

### Évolution de la distribution
Acteurs principaux :
Dans cette saison, le feuilleton compte les 16 acteurs principaux suivants, crédités dans cet ordre dans le générique de fin : 
- Colette Renard : Rachel Lévy
- Cécilia Hornus : Blanche Marci
- Sylvie Flepp : Mirta Torres
- Hélène Médigue : Charlotte Le Bihac
- Serge Dupire : Vincent Chaumette
- Michel Cordes : Roland Marci
- Pierre Martot : Léo Castelli
- Rebecca Hampton : Céline Frémont
- Dounia Coesens : Johanna Marci
- Ambroise Michel : Rudy Torres
- Aurélie Vaneck : Ninon Chaumette
- Sofiane Belmouden : Malik Nassri
- Laëtitia Milot : Mélanie Rinato
- Anne Décis : Luna Torres
- Juliette Chêne : Juliette Frémont
- Laurent Kérusoré : Thomas Marci

Bien qu’il soit présent dans cette saison, Virgile Bayle (qui joue le rôle de Guillaume Leserman) n’est désormais plus crédité parmi les acteurs principaux, alors que c’était le cas dans la saison précédente. L’interprète de Guillaume est désormais crédité parmi les « guests » (acteurs invités). Il en sera de même dans les deux saisons suivantes.
En outre, Juliette Chêne (qui joue le rôle de Juliette Frémont) et Sofiane Belmouden (qui joue Malik Nassri) vont successivement quitter la série au cours de cette quatrième saison. Ils seront tout de même crédités dans le générique de fin jusqu’au dernier épisode de la saison.
Acteurs récurrents partis au cours de la saison : 
- Julien Bravo : Fabien Rinato
- Emil Abossolo-Mbo : Damien Mara
- Amalric Gérard : Jean-Baptiste Gauthier
- Linda Bouhenni : Nirina Tsiranana

Acteurs récurrents arrivés au cours de la saison :
- Stéphane Henon : Jean-Paul Boher
- Julien Oliveri : Maxime Robin
- Blandine Bellavoir : Sonia Escudier
- Virginie Pauc : Virginie Mirbeau
- Virginie Ledieu : Agnès Revel
- Ludovic Baude : Benoît Cassagne
- Audric Chapus : Raphaël Cassagne
- Coline d'Inca : Sybille Cassagne
- Pascale Roberts : Wanda Legendre

### Principales intrigues
- Le départ de Charlotte : Charlotte Le Bihac épouse Jacques Maury, un millionnaire sexagénaire qu'elle croit aimer. Dès le lendemain de leur mariage, elle le trompe avec leur jardinier, Marco Cavallari. Par la suite, Jacques et Marco sont successivement assassinés. Soupçonnée d’avoir tué à la fois son mari et son amant, Charlotte est arrêtée par Léo Castelli et envoyée en prison. Léo découvre ensuite que la vraie coupable est Diane Béraud, membre d'une ONG, qui avait élaboré toute une machination pour que son association reçoive l'héritage de Jacques à la place de Charlotte. Une fois Diane sous les verrous, Charlotte est libre, mais celle-ci veut se venger de plusieurs personnes qui ont cru en sa culpabilité, notamment Léo, qu'elle va faire accuser à son tour d'un crime qu'il n'a pas commis. Finalement, Léo est innocenté et Charlotte voit sa vengeance se retourner contre elle : elle s'attire la haine des Mistraliens, ce qui la pousse à quitter le quartier.

- Les émeutes du Mistral : Céline Frémont a une liaison avec Geoffroy Monthoiry, un homme d'affaires. Celui-ci veut acheter à bas prix des immeubles situés dans le quartier du Mistral. Pour cela, il paye deux malfrats pour qu'ils se déguisent en policiers et commettent des agressions racistes contre les jeunes du quartier ; Geoffroy espère de cette façon créer un climat d'insécurité et de révolte contre la police, aboutissant logiquement à une baisse des prix de l'immobilier. Ainsi, les faux policiers commettent plusieurs agressions racistes dans les environs du Mistral, allant jusqu'à violer Djamila, la cousine de Samia et Malik. En représailles, Djamila tire un coup de feu sur la façade du commissariat et tue alors accidentellement un homme Cyril Muntz, avant d'être emprisonnée. Des émeutes contre les forces de l'ordre éclatent au Mistral, pour le plus grand bonheur de Geoffroy. Plus tard, la police parvient à confondre Geoffroy grâce à Céline, qui se doutait de sa malhonnêteté depuis le début.

- Le retour de Vincent : Vincent Chaumette est retenu prisonnier en Centrafrique par Modji, qui le suspecte d'avoir volé des diamants pour les revendre en France. Aidé par Damien Mara, le père de Rudy, et Tamara, une villageoise, Vincent parvient à regagner la France. Affirmant être redevenu un homme bon et loyal, Vincent se remet en couple avec son ex-femme Laurence, la mère de Ninon Chaumette. Aidé de Tamara, il fonde l'association Solidarité Bassonga dans le but de construire une école pour les jeunes enfants de Bassonga. Les 200 000 € récoltés sont mystérieusement détournés, et tous les soupçons se portent sur Charles Frémont, qui crie son innocence. Convaincu de la culpabilité de Tamara, il tente de la faire tomber avec Estelle Cantorel. Tamara enlève cette dernière, qui fait un rejet de sa greffe. Hospitalisée, elle accuse nommément Tamara, mais ne cite pas Vincent. Tamara est renvoyée en Centrafrique, et Vincent rachète clandestinement Phénicie avec les 200 000 € qu'il a détournés.

- La statuette égyptienne : Johanna Marci fait un mariage blanc avec son ami Jean-Baptiste Gauthier. Celui-ci a en effet besoin d'être marié pour hériter d'une statuette que sa mère, Catherine, lui a léguée ; Jean-Baptiste pense que cette statuette contient un document secret qui permettra d'innocenter son père, Dominique, soupçonné d'avoir tué sa mère, mais cela s'avère être une fausse piste. La police découvrira que Catherine a été tuée (accidentellement) par Jin Kan, un agent du gouvernement tibétain en exil, chargé de récupérer un document secret qui était en possession de Catherine.

- Les meurtres de prostituées : Agathe Robin retrouve la trace de son fils Maxime, qu'elle avait laissé à la DDASS à l'époque où elle se prostituait. Les retrouvailles entre la mère et le fils sont, dans un premier temps, difficiles. Quelques mois plus tard, l'adolescent cherche à savoir qui est son père. Il découvre qu'il s'agit de Francis Grangier, un homme qui fut le proxénète de sa mère. Maxime décide de rencontrer Francis et devient vite très proche de lui. Bientôt, plusieurs prostituées quadragénaires sont assassinées à Marseille ; le coupable semble être un tueur en série, qui veut nettoyer le monde en tuant des prostituées en fin d'activité. Agathe est persuadée que le coupable est Francis ; en réalité, il s'agit, ironiquement, de Camille Daubert, la profileuse chargée de retrouver le meurtrier. Daubert a désigné Agathe comme étant sa dernière cible. Alors qu'Agathe est à la merci de Daubert, Francis et Maxime partent à sa rescousse ; Daubert tue alors accidentellement Francis, avant d'être arrêtée par Léo Castelli.

- Qui a tué Elena Ivanovna ? : Ninon Chaumette devient la maîtresse de Benoît Cassagne, un homme marié et père de famille. Benoît décide de quitter son épouse et s'installe au domicile de Ninon avec ses enfants, Raphaël et Sybille. Il cache alors à Ninon qu'il a déjà vécu au Mistral pendant son enfance, jusqu'au jour où sa mère, Elena Ivanova, a mystérieusement disparu. Elena, qui était une dissidente du régime soviétique, a en fait été enlevée par le KGB, avant d'être déportée et de mourir dans un goulag. Grâce à Ninon, Benoît découvrira que c'est son propre père, René Cassagne, qui a dénoncé sa mère au KGB : Elena et René étaient séparés et ce dernier était prêt à tout pour récupérer la garde de Benoît. René sera finalement emprisonné pour le meurtre de Marcel Guignard, un maître chanteur qui avait tenté de révéler la vérité à Benoît.

- Le départ de Malik : Maître Malik Nassri doit assurer la défense de Dylan Jaubert, un ami d'enfance de sa compagne Mélanie, soupçonné d'avoir braqué une bijouterie. Si Malik a accepté de le défendre, c'est avant tout pour ne pas décevoir Mélanie, qui est persuadée de l'innocence de Dylan – celui-ci étant en réalité coupable. Lorsque Dylan est interpellé par la police dans le cadre d'un flagrant délit, il blesse par balle Samia, la sœur de Malik. Tandis que Samia est dans le coma, Malik, qui souhaite la venger, retrouve la trace de Dylan. Armé, Malik veut obliger Dylan à se rendre à la police, mais Dylan se débat et Malik le tue accidentellement. Plutôt que de se rendre à la police, Malik fait ses adieux à Mélanie avant de fuir de Marseille. C'est alors que Samia sort du coma.

### Épisodes diffusés en première partie de soirée
- Nombre et durée des épisodes : 3x26 minutes (approximatif)
- Scénaristes : Olivier Szulzynger, Isabelle Dubernet et Eric Führer
- Réalisateur : Jérôme Navarro
- Première(s) diffusion(s) : 
  -  France : 18 décembre 2007 sur France 3
  -  Belgique :
  -  Suisse :
- Audience(s) :
  -  France : 
  -  Belgique : 
  -  Suisse :
- Résumé : Rudy Torres et Ninon Chaumette se rendent dans une propriété isolée, loin de Marseille, où Estelle Cantorel a organisé une soirée entre amis. Le timide Renaud Sardi et son amie Élise Rousseau sont également présents. Roland Marci et son nouvel employé, Alain Jacquet, ont été chargés de confectionner les plats ; ils sont déposés en voiture par Blanche, qui ne compte pas s’éterniser sur place. À peine arrivée, Ninon a la désagréable surprise de voir que son ex-petit ami, Marc Vernet, fait lui aussi partie des invités. Elle décide bientôt de repartir, mais elle constate que les pneus de toutes les voitures ont été crevés, vraisemblablement par l'un des invités. Les personnages se retrouvent donc bloqués dans cette propriété isolée, où toute communication avec l'extérieur est impossible – le réseau téléphonique ayant été endommagé. La situation est d'autant plus problématique que Blanche est sur le point d'accoucher.

Alors que la tension monte entre Estelle et Ninon, des évènements étranges se produisent, notamment la disparition d’Élise, dont Marc retrouve la veste couverte de sang. Dès lors, les convives alertés vont craindre qu’un assassin est parmi eux, prêt à faire d’autres victimes. Alain est soupçonné d'être le coupable, avant d'être tué. En réalité, le coupable est Renaud, qui s'avère être un déséquilibré et qui reproche à Rudy et ses amis de l'avoir rejeté (Rudy lui ayant par ailleurs fait une plaisanterie humiliante quelques jours plus tôt). Rudy parvient à neutraliser Renaud avant que ce dernier ne fasse une autre victime. Au terme de cette nuit mouvementée, Blanche accouche de Noé, le fils de Franck. Quant à Élise, elle n'est pas morte, Renaud l'ayant en fait séquestrée dans une cabane.
- Commentaires : Ce deuxième prime time de la série n’a pas de titre officiel, mais il est parfois désigné sur les sites de fans sous le titre « Le Jeu de la peur ».

## Saison 5 (2008-2009)
La cinquième saison de Plus belle la vie a été diffusée sur France 3 du 8 septembre 2008 au 11 septembre 2009.
Elle se compose de 260 épisodes (épisodes 1041 à 1300), sans compter les huit épisodes spéciaux diffusés en première partie de soirée (quatre épisodes diffusés le 18 novembre 2008 et quatre autres diffusés le 16 juin 2009).
La diffusion de cette saison a connu une semaine d'interruption, du 17 août au 21 août 2009, en raison de la retransmission des Championnats du monde d'athlétisme 2009.

### Évolution de la distribution
Acteurs principaux :
Dans cette saison, le feuilleton compte les 14 acteurs principaux suivants, crédités dans cet ordre dans le générique de fin : 
- Colette Renard : Rachel Lévy
- Cécilia Hornus : Blanche Marci
- Sylvie Flepp : Mirta Torres
- Hélène Médigue : Charlotte Le Bihac
- Serge Dupire : Vincent Chaumette
- Michel Cordes : Roland Marci
- Pierre Martot : Léo Castelli
- Rebecca Hampton : Céline Frémont
- Dounia Coesens : Johanna Marci
- Ambroise Michel : Rudy Torres
- Aurélie Vaneck : Ninon Chaumette
- Laëtitia Milot : Mélanie Rinato
- Anne Décis : Luna Torres
- Laurent Kérusoré : Thomas Marci

Acteurs récurrents partis au cours de la saison : 
- Virginie Pauc : Virginie Mirbeau
- Cécile Auclert : Véra Madigan

Acteurs récurrents arrivés au cours de la saison : 
- Flavie Péan : Victoire Lissajoux
- Léa François : Barbara Évenot
- Rachid Hafassa : Karim Fedala
- Marwan Berreni : Abdel Fedala
- David Baiot : Djawad Sangha

Autres acteurs invités notables :
- Nicolas Herman : Nicolas Barrel

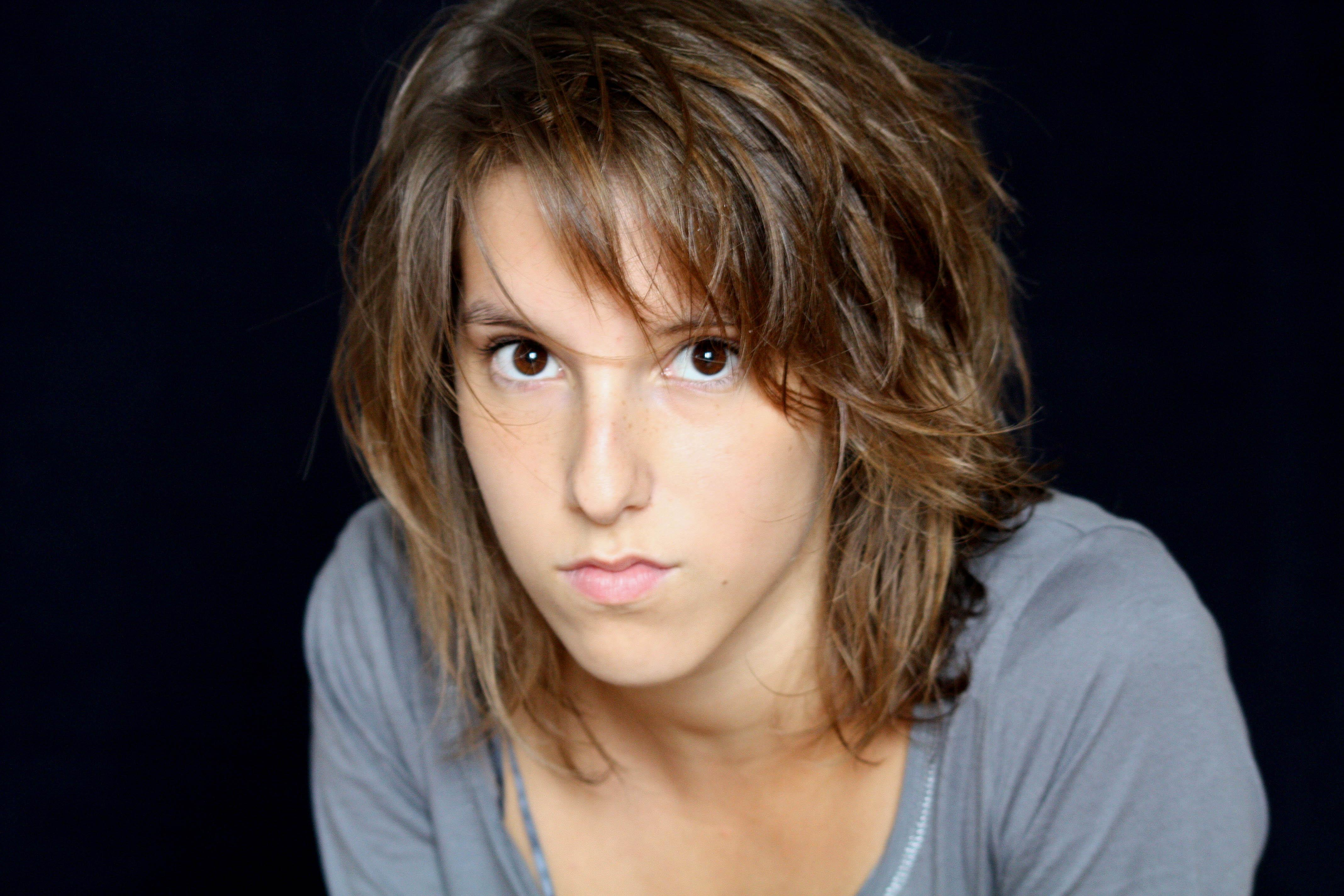
Léa François, l'interprète de Barbara Évenot.

- Sophie de La Rochefoucauld : Caroline Évenot
- Geoffroy Guerrier : Vadim Cazals

### Principales intrigues
- Le retour de Charlotte : Après plusieurs mois d'absence, Charlotte Le Bihac est de retour au Mistral. Amnésique, elle répond désormais au nom de Carla. À cause de rêves étranges, elle est persuadée d'avoir eu un bébé, qu'on lui aurait enlevé. Le docteur Leserman va essayer de lui faire retrouver la mémoire et va vivre une histoire d'amour avec elle. Il s'avère que quelques mois auparavant, Charlotte avait renoué avec son amour de jeunesse, Yann Kermarec ; ensemble, ils ont essayé d'avoir un enfant avec une mère porteuse qui s'appelait Carla. Avec l'aide de sa complice Manon, Yann a ensuite fait croire à Charlotte qu'elle avait accidentellement tué Carla : Manon et Yann espéraient ainsi faire un chantage à Charlotte et lui extorquer son argent. Toutefois, ils n'avaient pas prévu que le choc émotionnel la rendrait amnésique. Charlotte n'a en réalité jamais eu d'enfant, son bébé imaginaire n'étant qu'un résultat du choc qu'elle a subi. Elle quittera définitivement le quartier quelques mois plus tard, à la suite de sa rupture avec Guillaume, pour s'installer au Japon.

- Les visions de Sybille : Sybille Cassagne est sans amis depuis son arrivée au Mistral. Raphaël Cassagne est inquiet depuis que sa sœur prétend être amie avec un dénommé Ludovic, mais ce dernier n'existe pas. Convaincus que l'adolescente est devenue folle, les Cassagne envisagent de la faire interner dans un hôpital psychiatrique. En parallèle, l'affaire sur le petit Quentin Deschamps, disparu 10 ans plus tôt au Parc Borély, est relancée. Tout porte à croire que Sybille voit le jeune Quentin dans ses visions. La jeune femme parvient à convaincre Nathan Leserman et Luna Torres mais ses parents veulent la protéger. Sybille est finalement enlevée par Aline Monfort, la tante de Quentin, qui séquestre le jeune homme depuis dix ans en lui faisant croire qu'il a une intolérance à la lumière. Sybille parvient à le libérer, et Aline Monfort est arrêtée. Les tests ADN réalisés sur Quentin révèleront plus tard que ce dernier est le demi-frère de Sybille et Raphaël, car Agnès Revel avait réalisé un don d'ovocytes quinze ans plus tôt.

- Le gang des Benedetto : Thomas Marci trompe son compagnon Florian Estève avec une rencontre d'un soir, Bruno Basini. Thomas découvre ensuite que Bruno n'est autre que le nouveau fiancé de Mélanie Rinato. En outre, Bruno est le fils adoptif d'Armand Benedetto, le parrain d'une famille mafieuse qui fait chanter Roland Marci. Bruno est censé devenir le nouveau chef du clan Benedetto, mais son oncle souhaite le tester et lui ordonne de tuer Roland. Par amour pour Thomas, Bruno le sauve et le fait passer pour mort pendant plusieurs semaines. A quelques heures du mariage blanc de Mélanie et Bruno, Serge, le fils d'Armand, découvre le pot-aux-roses : il enlève Thomas et ordonne à Bruno de mettre le feu à la voiture dans laquelle il le séquestre. Bruno le poignarde avec la broche à cheveux de Mélanie. Thomas Marci souhaite partir en cavale avec Bruno, mais Armand meurt d'un arrêt cardiaque en apprenant l'homosexualité de son neveu et la vérité sur le meurtre de son fils. Bruno part seul.

- Qui est Omar Kamsky ? : Léo Castelli retrouve une de ses anciennes maîtresses, Caroline Évenot, qui lui apprend qu'ils ont eu ensemble une fille, Barbara, désormais âgée de 16 ans. Jérôme Évenot, le mari de Caroline (et le père présumé de Barbara), est un policier corrompu : il travaille pour Omar Kamsky, un mystérieux trafiquant de clandestins, dont personne ne semble connaître ni le vrai nom ni le visage. Kamsky se sert de plusieurs complices pour arriver à ses fins, notamment Charles Frémont qu'il fait chanter, et Jennifer, la petite amie de Raphaël Cassagne, qu'il finit par assassiner. Léo va infiltrer le réseau de Kamsky pour mieux le faire tomber. Il finit par découvrir que Kamsky n'est autre que Jérôme. Après que Léo a tué Jérôme, en état de légitime défense, Caroline quitte la France pour éviter les poursuites judiciaires, car elle avait connaissance des activités criminelles de son mari. Désormais, Barbara n'a plus de tuteur légal ; Léo va alors essayer de se rapprocher d'elle, mais ce ne sera pas simple.

- UltraPlanet : Le Mistral est touché par une épidémie due à la pollution de l'eau du robinet. Cette pollution a pour origine un terrain qui appartenait autrefois à Phénicie : l'entreprise Carrington Chemical y avait enterré des fûts remplis de produits toxiques, avec la complicité de Charles Frémont. Pour que Phénicie sorte indemne de cette affaire, Charles Frémont et Vincent Chaumette font croire que le vrai pollueur est Matthieu Keller, un militant écologiste de l'association UltraPlanet, atteint de la maladie de Creutzfeldt-Jakob : ainsi, la justice conclut que Matthieu a volontairement contaminé l'eau, pour mieux alerter l'opinion sur les risques environnementaux. Après la mort de Matthieu, son ancienne petite amie Victoire Lissajoux recherche les vrais pollueurs, avec l'aide de Rudy Torres. Elle apprend que son père, Jean Lissajoux, est complice des affaires de Carrington Chemical. Devenu gênant, Jean va être tué par Martine Massenet, la directrice de l'entreprise. Menacée à son tour, Victoire devra sa survie à un règlement de comptes entre Frémont et Martine, le premier tuant la seconde.

- L'évasion d'Yves Barrel : Thomas Marci découvre que son ex-compagnon Nicolas Barrel, qu'il croyait mort, est en fait bien vivant : le policier s'était fait passer pour mort dans le cadre d'une mission d'infiltration. Une fois sa mission achevée, Nicolas revient au Mistral et se lance dans une carrière d'avocat. Quelques mois plus tard, Nicolas voit réapparaître une de ses connaissances, Denis Rodel, un petit dealer. Denis sort tout juste de prison, où il a partagé la cellule d'Yves Barrel, le père de Nicolas, qui attend d'être jugé pour le meurtre de son fils aîné Louis. Au contact de Denis, Nicolas sombre dans la toxicomanie. Yves profite alors de la faiblesse de Nicolas qui, à cause d'un chantage, va devoir l'aider à s'évader. Yves part ensuite en cavale en compagnie de son épouse, Martine, qui a décidé de lui pardonner le meurtre de Louis. Quant à Nicolas, il quitte définitivement le Mistral et part en cure de désintoxication.

- Un tueur en série de SDF au Mistral : Luna Torres a une relation amoureuse avec Vadim Cazals, un cardiologue. Le commandant de police Marie Bergman soupçonne Vadim d'être un tueur en série des sans abris. En réalité, Vadim est victime d'un complot fomenté par la Sanofac, un groupe industriel médical qui veut le faire passer pour un criminel. En effet, Vadim a fait des découvertes médicales susceptibles de nuire aux intérêts financiers de la Sanofac, qui veut donc l'envoyer en prison pour mettre fin à ses recherches. Dans cette affaire est également impliqué Gilles Préjean, un homme qui veut se venger de Vadim depuis l'opération ratée de sa petite-fille. Gilles va être incarcéré après avoir tenté de tuer Vadim, mais la police ne parvient ni à prouver l'implication de la Sanofac dans les meurtres en série des sans abris, ni à retrouver le véritable tueur. Innocenté, Vadim se marie avec Luna et s'installe avec elle au Brésil.

### Épisodes diffusés en première partie de soirée

#### Prime timede novembre 2008
- Nombre et durée des épisodes : 4x26 minutes (approximatif)
- Scénariste :
- Réalisatrice : Bénédicte Delmas
- Première(s) diffusion(s) : 
  -  France : 18 novembre 2008 sur France 3
  -  Belgique :
  -  Suisse :
- Audiences : 
  -  France : 6,4 millions de téléspectateurs[4]
  -  Belgique : 
  -  Suisse :
- Résumé : Thomas Marci découvre que son ex-compagnon, Nicolas Barrel, est toujours vivant : il s'est fait passer pour mort, afin d'infiltrer la mafia lyonnaise et d'approcher Richard Toreille, un gros trafiquant de drogue. Nicolas veut ainsi protéger Thomas, qui est recherché par Toreille pour d'obscures raisons (Thomas détenant sans le savoir un document compromettant pour Toreille). Désormais, Nicolas travaille donc comme avocat pour Richard Toreille, dont il a gagné la confiance et a fini par nouer une relation ambiguë avec sa fille, Pauline Toreille. Malgré ses efforts, Nicolas est finalement démasqué par Richard Toreille, qui retrouve en même temps la trace de Thomas. Alors que Nicolas et Thomas sont à la merci de Toreille, Pauline intervient pour les libérer et tue accidentellement son père d'une balle dans la poitrine. Sa mission étant achevée, Nicolas peut revenir au Mistral, mais il sent bien que sa relation avec Thomas ne sera plus jamais comme avant, d'autant que celui-ci a entre-temps refait sa vie avec Florian Estève.
- Commentaires : Ces épisodes sont centrés sur l’un des personnages récurrents des trois premières saisons : Nicolas Barrel, interprété par l’acteur Nicolas Herman. Comme les deux précédents, ce prime time n’a pas de titre officiel, mais il est parfois désigné sur les sites de fans sous le titre « Le Retour de Nicolas ». Ce n’est qu’à partir du prime time suivant (Du rififi au Mistral) que les auteurs de la série prendront l’habitude de donner un titre aux épisodes diffusés en première partie de soirée.

#### Prime timede juin 2009
- Titre : Du rififi au Mistral
- Nombre et durée des épisodes : 4x26 minutes (approximatif)
- Scénaristes : Georges Desmouceaux et Frédéric Chansel
- Dialogues : Christiane Lebrima
- Réalisateur : Christophe Reichert
- Première(s) diffusion(s) : 
  -  France : 16 juin 2009 sur France 3
  -  Belgique :
  -  Suisse :
- Audience(s) : 
  -  France : 5,5 millions de téléspectateurs[5]
  -  Belgique : 
  -  Suisse :
- Résumé : Emilia Ravel, une redoutable femme d'affaires, veut démolir plusieurs bâtiments situés dans le quartier du Mistral et les remplacer par un complexe immobilier. Comme première étape, elle a retrouvé la propriétaire de l'immeuble où vivent, entre autres, Blanche Marci et Franck Ruiz, et lui a fait signer une promesse de vente du bâtiment. Vraisemblablement, ses habitants vont être expulsés. Pour mettre un terme aux projets d'Emilia, certains Mistraliens (Johanna et Nathan, relayés par Franck et Guillaume) s'improvisent cambrioleurs : ils entrent par effraction dans la villa d'Emilia, pour voler la promesse de vente de l'immeuble. Malgré leurs efforts, ils échouent. Le Mistral sera toutefois sauvé par l'intervention inespérée du brigadier Jean-Paul Boher : celui-ci retrouve par hasard la promesse de vente et décide, par compassion envers les Mistraliens, de déposer le document devant le bar de Roland, sans être vu. Roland peut alors détruire la promesse de vente, mettant ainsi fin aux projets immobiliers d'Emilia.

## Saison 6 (2009-2010)
La sixième saison de Plus belle la vie a été diffusée sur France 3 du 14 septembre 2009 au 1er octobre 2010.
En France, la diffusion a subi deux interruptions, du 13 février au 1er mars 2010 en raison des Jeux olympiques d'hiver de Vancouver, puis du 23 juillet au 2 août en raison des Championnats d'Europe d'athlétisme 2010.
Cette saison se compose de 260 épisodes réguliers (épisodes 1301 à 1560) et de huit épisodes spéciaux diffusés en première partie de soirée (quatre épisodes diffusés le 15 décembre 2009 et quatre autres diffusés le 1er juillet 2010).

### Évolution de la distribution
Acteurs principaux :
Au début de cette saison, 14 acteurs du feuilleton ont leur nom systématiquement crédité dans le générique de fin et peuvent donc être considérés comme « acteurs principaux ». Ils sont crédités dans l’ordre suivant : 
- Colette Renard : Rachel Lévy
- Cécilia Hornus : Blanche Marci
- Sylvie Flepp : Mirta Torres
- Hélène Médigue : Charlotte Le Bihac
- Serge Dupire : Vincent Chaumette
- Michel Cordes : Roland Marci
- Pierre Martot : Léo Castelli
- Rebecca Hampton : Céline Frémont
- Dounia Coesens : Johanna Marci
- Ambroise Michel : Rudy Torres
- Aurélie Vaneck : Ninon Chaumette
- Laëtitia Milot : Mélanie Rinato
- Anne Décis : Luna Torres
- Laurent Kérusoré : Thomas Marci

Bien qu’elles soient créditées dans le générique pendant une partie de cette sixième saison, Colette Renard (qui jouait le personnage de Rachel Lévy) et Hélène Médigue (qui incarnait Charlotte Le Bihac) n’apparaissent plus depuis la cinquième saison. Hélène Médigue avait arrêté les tournages en raison de sa grossesse, mais elle n’a pas été réintégrée au casting pour les saisons suivantes, son départ définitif étant officialisé seulement au cours de la sixième saison. Colette Renard avait pour sa part arrêté les tournages à la fin de la cinquième saison, mais les scénaristes avaient laissé la porte ouverte à un éventuel retour de son personnage. Un an après son départ de la série, l’actrice est morte d’un cancer .
Acteurs récurrents partis au cours de la saison:
- Virginie Ledieu : Agnès Revel
- Blandine Bellavoir : Sonia Escudier
- Julien Oliveri : Maxime Robin
- Jean-Charles Chagachbanian : Franck Ruiz[note 2]
- Valérie Baurens : Agathe Robin

Acteurs récurrents arrivés au cours de la saison:
- Anne Canovas : Anémone Vitreuil
- Charlotte Boimare : Adriana Paoletti
- Lubna Gourion : Alix Provin
- Nadège Beausson-Diagne : Sara Douala
- Florian Guichard : Guy Lemarchand

Autres acteurs invités notables:
- Amélie de Vautibault : Armelle Demy
- Geoffroy Guerrier : Vadim Cazals

### Principales intrigues
- La fille cachée : Ninon Chaumette a une liaison avec Yvan Bilquis, un Tchétchène, marié à Patricia Estève. En réalité, Patricia et Yvan ont fait un mariage blanc et ce dernier s'appelle en réalité Yvan Zavgaev : il est à la recherche de sa fille, que des trafiquants français lui ont volée pendant les bombardements de Grozny. Sa fille se trouve sous ses yeux : c'est Lara Bonny, la prétendue fille de Michelle Bonny, une engagée en humanitaire en couple avec Vincent Chaumette. Michelle tente de tuer Yvan, mais tire sur Patricia Estève, qui plonge dans le coma. Cette dernière, une fois sortir du coma, accuse Yvan par jalousie. Ce dernier, en représailles, révèle que Patricia a tué quelques semaines auparavant Jean-Marie Cofinot, un repris de justice. Michelle est arrêtée pour trafic d'enfants, Patricia part en cavale, et Lara et Yvan partent s'installer au Canada.

- Terrorisme au Mistral : Maxime Robin et Sonia Escudier font la connaissance de Pablo Stella, un gauchiste prêt à tout pour faire entendre ses combats. L'homme meurt dans l'explosion d'une bombe artisanale qu'il a placée dans un bâtiment vide appartenant à Phénicie. La bombonne de gaz que Pablo a utilisée appartenait à Maxime. Sonia, qui la lui a prêtée, est accusée de terrorisme et placée en détention provisoire. Prêt à tout pour la sortir de prison, Maxime rejoint le CLASH, le groupuscule auquel Pablo appartenait. Il se fait embrigader par Guzman, un dangereux activiste qui le pousse à commettre divers braquages. Guzman est en réalité sous les ordres d'Anne Longeron, nouvelle secrétaire de Phénicie et compagne de Pablo Stella : elle souhaite se venger de Maxime et Vincent, en poussant le premier à tuer le second. Maxime lui tire dessus, mais Vincent portait un gilet pare-balles grâce à Léo. Il se fait passer pour mort plusieurs jours pour pousser Anne Longeron à la faute : cette dernière tue Guzman, puis tente de tuer Vincent avant d'être interpellée. Quant à Maxime, il part en cavale avec l'aide de sa mère.

- Le violeur du Mistral : Benoît Cassagne a une relation sexuelle consentie avec Morgane, une mineure rencontrée dans le cadre de son travail d'éducateur. Bientôt, il culpabilise et avoue sa faute à sa hiérarchie, avant de démissionner. C'est alors que Morgane est victime d'un mystérieux violeur en série. Soupçonné d'être le coupable, Benoît est envoyé en prison. Il subit les brimades de son compagnon de cellule, Cédric Morel, jusqu'au jour où il se révolte contre Cédric et lui casse un bras. Cédric va alors se venger avec l'aide de Jipé Martineau, un détenu sur le point de sortir de prison. Ainsi, une fois libéré, Jipé s'installe au domicile des Cassagne et oblige Raphaël et Sybille à lui rendre certains services (notamment, vendre de la drogue pour son compte), en menaçant de faire assassiner leur père s'ils refusent de lui obéir. Finalement, Raphaël sera amené à tuer Jipé, en état de légitime défense. Quant à Benoît, il sera libéré lorsque Eddy Jouhaud, le véritable violeur, sera arrêté. Toutefois, les ennuis continuent pour Benoît, qui peine à retrouver un emploi après cette affaire.

- Le secret de Marie : Guillaume Leserman se met en couple avec le commandant de police Marie Bergman. Lorsque Marie enquête sur la mort d'Angelo Amaya, un Gitan qui a été retrouvé poignardé, Guillaume prend conscience du racisme de sa compagne envers les Tsiganes. Marie s'acharne sur le principal suspect du meurtre d'Angelo, à savoir le brigadier Boher. Celui-ci ne peut alors guère compter que sur le soutien de sa collègue Samia, qui est amoureuse de lui. En réalité, c'est Marie qui a tué Angelo, alors que ce dernier essayait de la violer. Il s'avère également que Marie est elle-même une Gitane, qu'elle s'appelle en réalité Maria Florès et qu'elle a changé de nom après s'être brouillée avec sa famille. Pour éviter la prison à Marie, sa mère, Stela Florès, s'accuse du meurtre d'Angelo, avant de mourir d'un cancer. Marie avoue ensuite sa culpabilité à Guillaume, mais elle lui demande de garder pour lui ce secret. Guillaume accepte, mais le couple rompt peu après et Marie quitte le Mistral. Boher et Samia décident quant à eux de vivre leur amour au grand jour.

- La Flèche blanche : Wanda Legendre découvre une photo montrant Franck Ruiz qui pose bras dessus bras dessous avec une inconnue, tous les deux étant habillés en tenue de marié. Soupçonné d'avoir une double vie, Franck donne le change en faisant croire que cette femme, Elvire Vaillant, est une organisatrice de mariages qu’il a engagée pour préparer un mariage-surprise pour sa compagne, Blanche Marci. Plus tard, Franck avoue à Blanche que lui et Elvire travaillent en fait pour la DGSE (ils ont dû se faire passer pour un couple marié lors d'une précédente mission, ce qui explique la photo trouvée par Wanda). Franck est contraint d'accepter une dernière mission pour les services secrets, dans le cadre d'une affaire de terrorisme impliquant la Flèche blanche, un groupuscule d'extrême droite. Franck comprend finalement qu'il est manipulé par Elvire, qui veut commettre des attentats en France pour que l'État renforce la lutte anti-terroriste. Il finit par abattre Elvire, pour l'empêcher de tuer des innocents. Ayant du mal à accepter la double vie et les mensonges répétés de Franck, Blanche décide de rompre avec lui. Franck quitte alors Marseille.

- La résurrection de Julien : Adriana Paoletti est inquiète pour son patient Thibaud Froissard, qui fugue périodiquement de la clinique dans laquelle il est interné depuis vingt-cinq ans. L'homme rêve de Céline Frémont, et l'accoste en se faisant passer pour un médecin. Charles Frémont est très inquiet en apprenant la nouvelle. Frémont cache en effet un lourd secret : il est le père de Thibaud, qui s'appelle en réalité Julien Frémont. Le frère jumeau de Céline n'est donc pas vraiment mort noyé à l'âge de 10 ans. La vie de Julien a basculé lorsqu'il a accidentellement tué Anthony, le jeune fils du mafieux Carlo Manzoni. Pour protéger Julien des représailles de Manzoni, Frémont l'a fait passer pour mort et l'a fait interner sous une fausse identité, avec la complicité du directeur de la clinique, Roger Louvain. Céline découvre le pot-aux-roses et héberge Julien à son domicile. Stéphane Galtier, kinésithérapeute en couple avec Johanna Marci, s'approche dangereusement de Julien, qui devient son patient. Il le manipule mentalement pendant des séances d'acupuncture et le pousse à tuer sa sœur. Stéphane est en effet le frère d'Anthony Manzoni et veut venger la mort de ce dernier. Il est finalement arrêté, tandis que Frémont sauve ses enfants de la mort de justesse.

- Le cadavre des caves du Mistral : Après avoir échappé de peu à une tentative d'assassinat, Vincent Chaumette se remet en question. Il se passionne alors pour l'histoire d'Hervé Germain, un homme qui a été tué 24 ans auparavant et dont le cadavre vient d'être retrouvé. Se reconnaissant en cet homme ambitieux et sans scrupule, Vincent décide de retrouver son meurtrier, bien que ce crime soit désormais prescrit par la justice. Vincent apprend qu'Hervé a eu un fils avec Corinne Metzger, la sœur de Roland Marci. Hervé a quitté Corinne alors qu'elle était enceinte, pour épouser la riche Anémone Vitreuil, par pur intérêt financier. Depuis des années, Roland est persuadé d'avoir tué Hervé, qu'il avait accidentellement blessé d'un coup de couteau lors d'une violente dispute ; il découvre finalement qu'Hervé a en fait été achevé par sa fiancée Anémone et par Corinne. Or, Corinne va à son tour mourir poignardée ; les empreintes de Vincent sont retrouvées sur l'arme du crime. Léo Castelli découvrira que Corinne a été tuée par Louise Bordier, une femme qui avait un compte à régler avec Vincent et voulait le faire passer pour un meurtrier.

- La secte de Denilson : Au Brésil, Luna et son mari Vadim ont un grave accident de voiture. Luna est hospitalisée, avant d'être déclarée cliniquement morte. C'est là qu'intervient le père Denilson, gourou d'une secte qui prétend ressusciter les morts. Ainsi, il va « ressusciter » Luna, sous les yeux ébahis de Vadim. En réalité, Denilson Andrades est un escroc qui met en scène de fausses morts et de fausses résurrections (avec la complicité du personnel hospitalier) pour attirer davantage de fidèles vers sa secte. Vadim tombe dans le piège et accepte de faire des dons exorbitants à la secte de Denilson. Luna revient alors au Mistral pour échapper à la secte, mais Denilson va la suivre pour lui extorquer la fortune qu'elle partage avec Vadim. Bientôt, Luna remarque que depuis son accident, elle peut voir à l'avance certains évènements, comme le meurtre de Vadim. Luna parviendra à faire tomber Denilson, mais elle ne pourra éviter la mort de Vadim, qui venait de faire des découvertes compromettantes pour la secte.

### Épisodes diffusés en première partie de soirée

#### Prime timede décembre 2009
- Titre : Les Filles du désert
- Nombre et durée des épisodes : 4x26 minutes (approximatif)
- Scénaristes : Frédéric Chansel, Georges Desmouceaux et Sébastien Mounier
- Dialogues : Isabelle Dubert et Éric Fürher
- Réalisateur : Philippe Carrese
- Première(s) diffusion(s) : 
  -  France : 15 décembre 2009 sur France 3
  -  Belgique :
  -  Suisse :
- Audience(s) : 
  -  France : 5,5 millions de téléspectateurs[9]
  -  Belgique : 
  -  Suisse :
- Résumé : Blanche, Mirta, Mélanie et Céline arrivent au Maroc, pour passer quelques jours dans le luxueux hôtel de l'homme d'affaires Hicham Assoudi. Sur place, elles ont la surprise de retrouver Nathan, qui travaille à l'hôtel comme animateur. Si Blanche, Mirta et Mélanie sont venues avant tout pour passer un agréable séjour (Mélanie, en particulier, espère vivre une belle histoire d’amour avec Hicham), Céline est quant à elle venue pour enquêter sur les activités illégales d’Hicham, qui fait des affaires douteuses avec Vincent. À cause de la curiosité de Céline, le séjour des quatre femmes tourne au cauchemar : course-poursuite en plein désert, tensions, trahisons, meurtres… Hicham voit ses méfaits se retourner contre lui et est finalement assassiné. Pendant ce temps, au Mistral, Wanda trouve une photo montrant Franck qui pose bras dessus bras dessous avec une inconnue, tous les deux étant habillés en tenue de marié. Sommé de s’expliquer, Franck dit que cette femme, Elvire Vaillant, est une organisatrice de mariages, qu’il a engagée pour préparer un mariage-surprise pour Blanche ; Elvire n’aurait fait qu’essayer la robe que Blanche va porter le jour du mariage, pour les besoins de la photo. Franck fait ensuite venir Elvire au Mistral, pour que celle-ci confirme sa version des faits.
- Commentaires : Ces épisodes marquent la première apparition du personnage d'Elvire Vaillant (interprété par l'actrice Christel Wallois), une soi-disant organisatrice de mariages, qui va par la suite jouer un rôle essentiel dans l'une des principales intrigues criminelles de la sixième saison.

#### Prime timede juillet 2010
- Titre : Cavale au Mistral
- Nombre et durée des épisodes : 4x26 minutes (approximatif)
- Scénaristes : Pierre Monjanel et Sarah Belhassen
- Dialogues : Christine Lebrima
- Réalisatrice : Bénédicte Delmas
- Première(s) diffusion(s) : 
  -  France : 1er juillet 2010 sur France 3
  -  Belgique :
  -  Suisse :
- Audience(s) : 
  -  France : 5 millions de téléspectateurs[10]
  -  Belgique : 
  -  Suisse :
- Résumé : Guillaume, Nathan et Wanda ont le malheur de se retrouver dans la Banque provençale au moment où a lieu un braquage. Une fois alertée, la police arrive sur place. Les deux braqueurs prennent en otage Guillaume et Wanda et s'enfuient au volant de la très peu discrète voiture tunée de Jean-Paul Boher. Dès lors, les fugitifs et leurs otages sont recherchés activement par Boher, Léo Castelli et leur nouveau commissaire, Sara Douala. René Lansri, l'un des braqueurs, meurt d'une crise cardiaque peu après avoir essayé de se réconcilier avec sa fille Anaïs. Guillaume et Wanda mettent la main sur les diamants convoités par les braqueurs, mais Ludovic Petitpas, alias Buffle, le second braqueur, prend Nathan en otage : il menace d'abattre Nathan si Guillaume ne lui donne pas les diamants. Guillaume exécute l'ordre mais Buffle est finalement arrêté par Boher après avoir démoli la voiture de ce dernier. Guillaume, Wanda et Djawad Sangha ont tous les trois récupéré un diamant, ce qui règle au moins partiellement leurs problèmes d'argent respectifs.
- Commentaires : Ces épisodes marquent l’arrivée de l’actrice Nadège Beausson-Diagne, dans le rôle du commissaire de police Sara Douala.

## Saison 7 (2010-2011)
La septième saison de Plus belle la vie a été diffusée sur France 3 du 4 octobre 2010 au 30 septembre 2011.
Cette saison se compose de 260 épisodes (épisodes 1561 à 1820), sans compter les épisodes hors-série diffusés en première partie de soirée (quatre épisodes de durée habituelle diffusés à la suite le 17 décembre 2010, puis deux longs épisodes diffusés à la suite le 20 septembre 2011).

### Évolution de la distribution
Acteurs principaux :
Au début de cette saison, le feuilleton compte les 12 acteurs principaux suivants, crédités dans cet ordre dans le générique de fin : 
- Cécilia Hornus : Blanche Marci
- Sylvie Flepp : Mirta Torres
- Serge Dupire : Vincent Chaumette
- Michel Cordes : Roland Marci
- Pierre Martot : Léo Castelli
- Rebecca Hampton : Céline Frémont
- Dounia Coesens : Johanna Marci
- Ambroise Michel : Rudy Torres
- Aurélie Vaneck : Ninon Chaumette
- Laëtitia Milot : Mélanie Rinato
- Anne Décis : Luna Torres
- Laurent Kérusoré : Thomas Marci

Virgile Bayle (qui joue le rôle de Guillaume Leserman) et Thibaud Vaneck (qui incarne Nathan Leserman) vont tous deux intégrer le groupe des acteurs principaux en cours de saison et vont dès lors être systématiquement crédités dans le générique de fin. Virgile Bayle avait déjà momentanément été crédité comme acteur principal, mais depuis la quatrième saison il était simplement crédité parmi les « guests » (ou « acteurs invités »). Quant à Thibaud Vaneck, il était jusqu’alors crédité comme simple « guest » et non comme acteur principal, bien qu’il soit présent depuis la première saison.
Acteurs récurrents partis au cours de la saison:
- Franck Borde : Florian Estève
- Flavie Péan : Victoire Lissajoux[note 3]

 Acteurs récurrents arrivés au cours de la saison: 
- Avy Marciano : Sacha Malkavian
- Grégory Questel : Xavier Revel
- Charlie Nune : Ève Tressere
- Hervé Babadi : Boris Arlan
- Joakim Latzko : Gabriel Riva
- Geoffrey Piet : Jonas Malkavian [note 4]

Autres acteurs invités notables :
- Richard Guedj : Charles-Henri Picmal
- Julien Bravo : Fabien Rinato

### Principales intrigues
- La mort de Florian : Désormais séparé de Thomas Marci, Florian Estève enquête sur la mort de Clément Lefure, un jeune comptable homosexuel. Peu avant sa mort, Clément avait été victime d'une machination : Djawad Sangha avait pris des photos le montrant au lit avec une femme, Asia Dathiard (qui avait en fait été payée pour droguer Clément et pour simuler un rapport sexuel avec lui sur les photos). Romain Blanchard, le petit ami de Clément, va trouver le réconfort, puis l'amour, en la personne de Thomas. Il s'avère que l'homme à l'origine des photos avec Asia n'est autre que Sébastien, l'oncle homophobe de Romain : Sébastien avait utilisé ces photos pour convaincre Romain de quitter Clément, mais il ne pensait pas que le premier irait jusqu'à tuer le second. Romain finit par enlever Thomas, dont il est fou amoureux, avant de blesser gravement Florian quand celui-ci intervient. Florian meurt, après l'arrestation de Romain. Bouleversé par la mort de Florian, Thomas va toutefois vivre quelques mois plus tard une histoire d'amour avec un médecin, Gabriel Riva.

- La veuve noire : Céline Frémont accepte d'être l'avocate de Myriam Carlan, une jeune veuve soupçonnée d'avoir tué successivement ses deux maris. En réalité, Myriam a pour complice son amant, Blaise Richard, qui a tué ses maris successifs pour qu'elle reçoive leur héritage. Ayant appris que Céline est bisexuelle, Myriam veut la séduire avant que Blaise ne la tue, pour obtenir sa fortune. Myriam va toutefois tomber amoureuse de Céline et décide de l'épargner. Blaise ne l'entend pas de cette oreille et tue Myriam, avant d'être arrêté.

- La vengeance de Rebecca : Victoire Lissajoux tombe amoureuse de Sacha Malkavian, un père de famille marié à Rebecca, une femme malade du Sida. Victoire noie son chagrin dans le poker, et tombe sur Denis Lestournier, un homme véreux qui la pousse à dépenser beaucoup d'argent pour se ruiner. Pendant plusieurs semaines, Victoire vit une véritable descente aux enfers orchestrée par Lestournier : ce dernier la pousse à la prostitution pour le rembourser, et va jusqu'à enlever Jonas, le fils de Sacha. Pire encore, Lestournier ordonne à Victoire Lissajoux de servir de prête-nom dans la vente en viager de la maison de Léonard Mara, le grand-père de Rudy Torres. Lestournier le tue sous les yeux de Victoire, qui est accusée du meurtre. En réalité, c'est Rebecca qui a tout commandité pour se venger de Victoire : Lestournier est son ancien dealer. De peur qu'il la balance, Rebecca le tue. A l'enterrement de Léonard, elle tombe par hasard sur Luna, avec laquelle elle se droguait à l'adolescence. C'est à cause d'elle qu'elle a attrapé le Sida : elle la drogue afin de lui injecter son sang contaminé, mais renonce. Elle est arrêtée et meurt quelques mois plus tard.

- La trahison de Blanche : Après un séjour aux États-Unis, Johanna Marci revient au Mistral en compagnie de Gaspard Espira, un homme qu'elle a épousé sur un coup de tête à Las Vegas. Quand Gaspard se retrouve, après la mort de son père, à la tête de l'entreprise familiale, Vincent Chaumette le convainc de faire des affaires avec lui, non sans arrière-pensées. Par la suite, Johanna apprend qu'elle est enceinte, mais elle décide d'avorter lorsqu'elle découvre que Gaspard la trompe avec sa mère, Blanche. Pour se venger, Johanna fait en sorte que Gaspard soit injustement emprisonné, en faisant un faux témoignage à son sujet dans le cadre d'une enquête de police. Pendant que Gaspard est en prison, Vincent essaye de prendre le contrôle de son entreprise, en vain. Johanna revient ensuite sur son témoignage et Gaspard est libéré. Il quitte Marseille, seul et laissant Blanche et Johanna en froid.

- La fête des voisins : Charles-Henri Picmal s'évade de prison avec l'aide d'un ancien repris de justice, Norbert Figuere, à qui il a promis 100 000 € en échange. Picmal a autrefois caché cette somme dans une chambre de l'hôtel Select. Pour venir incognito au Select et récupérer l'argent, Norbert et Picmal profitent d'une fête de quartier très animée qui a lieu au Mistral. Au beau milieu de la confusion générale, Picmal se fait tuer. Tandis que la police recherche le coupable, Norbert et son complice Vivien continuent de chercher l'argent. Vivien noue alors une relation ambiguë avec Céline Frémont, qui prend de grands risques pour le protéger quand la police s'intéresse à lui. Finalement, Vivien aide Léo Castelli à arrêter le vrai coupable : Norbert, qui a tué accidentellement Picmal. Vivien ne peut cependant éviter la prison, étant trop impliqué dans cette affaire. Quant à l'argent de Picmal, il est en fait tombé dans les mains du petit Noé Ruiz, qui a réduit les billets en lambeaux en jouant avec.

- L'arrivée d'Ève Tressere : La boutique d'Estelle Cantorel est mise en vente par sa propriétaire, mais la fille de cette dernière, Ève, décide d'en reprendre les locaux afin d'ouvrir un salon d'esthétique. Ce projet ne plaît pas à Charles Frémont, de mèche avec Anémone Vitreuil pour racheter les lieux en vue d'en faire des bâtiments de luxe. Frémont se lie d'amitié avec Ève dans le but de l'atteindre psychologiquement : il engage Jérôme Narcier, un détective, qu'il missionne de détruire la réputation d'Ève. Cette dernière se met à dos tout le quartier en passant pour une croqueuse d'hommes, et son vernissage est terni par des accusations de cannibalisme. Narcier va jusqu'à commanditer l'agression d'Ève, en faisant passer l'agresseur pour Léo Castelli. Convaincue de la culpabilité de ce dernier, Ève se venge de lui en le poussant à boire. Détruit, Léo tente de se suicider mais peut compter sur le soutien de Claire Souchal. Il se fait passer pour mort plusieurs jours afin de démanteler le réseau Frémont-Vitreuil-Narcier. Tous sont arrêtés, mais Frémont parvient à être libéré de prison en commanditant une fausse tentative d'assassinat contre lui-même.

- Le retour de Fabien : Fabien Rinato est de retour au Mistral, et est désormais responsable des relations publiques d'un bar branché marseillais. Il y fait la rencontre de Frédéric Casteil, patron de MédiaGaz qui est en affaires avec Vincent Chaumette. Il s'amourache de Ninon Chaumette mais celle-ci le trahit en reprenant des infos compromettantes sur les affaires de son père et Casteil. Fabien la quitte, et est victime quelques jours plus tard d'un grave accident de moto avec Gaël Dubois, un géologue qui lui avait fait de lourdes révélations sur MédiaGaz. Dubois meurt, et Fabien passe plusieurs jours dans le coma. À son réveil, il tombe amoureux de Sybille Cassagne, et tous deux enquêtent ensemble pour faire tomber Casteil et son assistante Anaïs Kido. Cette dernière est à l'origine de l'accident de Fabien et Gaël. Le frère de Mélanie couche avec elle pendant plusieurs semaines, dans le but de subtiliser la clé USB de Casteil qu'il garde autour du cou et dans laquelle se trouvent tous les documents qui les feraient tomber. Il y parvient au détour d'une soirée bien arrosée, et repart vivre à Paris après les avoir fait tomber.

### Épisodes diffusés en première partie de soirée

#### Prime timede décembre 2010
- Titre : Enquêtes parallèles
- Nombre et durée des épisodes : 4x26 minutes (approximatif)
- Scénaristes : Sébastien Fabioux et Pierre Monjanel
- Dialogues : Nathalie Vailloud
- Réalisateur : Philippe Dajoux
- Première(s) diffusion(s) : 
  -  France : 17 décembre 2010 sur France 3
  -  Belgique :
  -  Suisse :
- Audience(s) : 
  -  France : 
  -  Belgique : 
  -  Suisse :
- Résumé : Sybille Cassagne est à Bruxelles avec Ninon Chaumette. Dans un restaurant, elles rencontrent Lætitia Dewaere, une femme dont le mari, le député européen écologiste Éric Dewaere, a disparu. Sybille convainc Ninon d'enquêter. L'affaire devient dangereuse pour Sybille lorsque celle-ci est témoin de l’assassinat de Lætitia par Xavier Méresse, un policier. Xavier se lance à la poursuite de Sybille, avant d’être abattu à son tour par un de ses collègues corrompus : Marc Dana. De son côté, le commissaire Douala enquête sur Marc Dana, qui n'est autre que son ancien compagnon. L'enquête de Douala et celle de Ninon convergent vers Charles McGregor, le patron d’un grand groupe de pétrochimie. Charles a fait assassiner Éric et Lætitia, car ils avaient connaissance d'une affaire compromettante pour lui : en 2001, un de ses chalutiers transportant des matières toxiques interdites a sombré au large de Marseille. Des policiers corrompus comme Marc l’aident à passer cette affaire sous silence. Sybille rentre au Mistral, mais elle est loin d’imaginer qu’elle y est attendue par un tueur travaillant pour McGregor : Lenny Maisonneuve, un soi-disant handicapé mental travaillant depuis peu au commissariat. Finalement, Sybille est sauvée grâce à l'intervention de Mélanie Rinato, tandis que Charles McGregor, Marc Dana et Lenny sont arrêtés par la police.

#### Prime timede septembre 2011
- Titre : Course contre la montre
- Nombre et durée des épisodes : 2x52 minutes (approximatif)
- Scénaristes :
- Réalisateur : Roger Wielgus[11]
- Première(s) diffusion(s) : 
  -  France : 20 septembre 2011 sur France 3
  -  Belgique :
  -  Suisse :
- Audience(s) : 
  -  France : 5,2 millions de téléspectateurs[12]
  -  Belgique : 
  -  Suisse :
- Invités : 
  - Yves Rénier : Benjamin Tomasini
  - Renaud Roussel : Sylvain Sinclair
  - Jessica Borio : Emmanuelle Sinclair
  - Benoit Solès : Christophe Grammenon
- Résumé : Mariés depuis peu, Jean-Paul Boher et Samia Nassri partent en voyage de noces. À l'aéroport, ils croisent Emmanuelle Sinclair, une femme qui porte à son poignet une montre ayant appartenu à Marilyn Monroe, montre qui a été volée récemment dans un musée. Boher reconnaît la montre et décide de changer la destination de son voyage de noces : plutôt que de prendre comme prévu un avion pour la Crète, Boher et Samia restent à Marseille et prennent un taxi pour suivre discrètement Emmanuelle et l’homme qui l’accompagne – qui n’est autre que son frère jumeau et complice, Sylvain Sinclair. Boher et Samia prennent ensuite une chambre dans le même grand hôtel marseillais qu’Emmanuelle et Sylvain. Boher espère en effet les arrêter tous les deux, récupérer la montre qu’ils ont volée et s’attirer ainsi la bienveillance de sa hiérarchie, qui pourrait annuler sa mutation prochaine à Dunkerque. Toutefois, il cache à Samia ses véritables intentions et lui fait croire que leur venue dans cet hôtel marseillais était précisément ce qu’il avait prévu pour leur voyage de noces.

Parallèlement, Wanda Legendre retrouve la trace d’un de ses anciens amants, Benjamin Tomasini, alias « Big Ben », qui a justement rendez-vous avec Emmanuelle et Sylvain pour acheter la montre qu’ils ont volée. Très intéressée par cette montre (dont elle fut la propriétaire avant Marilyn), Wanda drogue Benjamin pour le rendre plus docile et se rend avec lui et Nathan (qui leur sert de chauffeur) au rendez-vous qu’il a pris avec Emmanuelle et Sylvain. À cause du comportement excentrique de Benjamin, rien ne se passe comme Wanda l’avait prévu… Finalement, Boher parvient à arrêter les voleurs et à récupérer la montre.
- Commentaires : C’est la première fois qu’un prime time de Plus belle la vie est constitué non pas de trois ou quatre épisodes de durée habituelle, mais de deux longs épisodes d’environ cinquante minutes chacun. À noter également que Renaud Roussel, qui joue le rôle de Sylvain Sinclair, est par la suite revenu dans le feuilleton au cours de la douzième saison, mais pour jouer un autre personnage : Arnaud Mougin.

## Saison 8 (2011-2012)
La huitième saison de Plus belle la vie a été diffusée sur France 3 du 3 octobre 2011 au 7 septembre 2012.
Cette saison, plus courte que les précédentes (car elle correspond à environ onze mois de diffusion et non pas douze), se compose de 235 épisodes (épisodes 1821 à 2055), sans compter les deux épisodes spéciaux diffusés en première partie de soirée le 21 février 2012.
En France, sa diffusion a connu deux semaines d'interruption, entre le 27 juillet et le 13 août 2012, en raison de la retransmission des Jeux olympiques de Londres.

### Évolution de la distribution
Acteurs principaux :
Au début de cette saison, le feuilleton compte les 14 acteurs principaux suivants, crédités dans cet ordre dans le générique de fin : 
- Sylvie Flepp : Mirta Torres
- Michel Cordes : Roland Marci
- Cécilia Hornus : Blanche Marci
- Serge Dupire : Vincent Chaumette
- Pierre Martot : Léo Castelli
- Rebecca Hampton : Céline Frémont
- Virgile Bayle : Guillaume Leserman
- Anne Décis : Luna Torres
- Dounia Coesens : Johanna Marci
- Ambroise Michel : Rudy Torres
- Aurélie Vaneck : Ninon Chaumette
- Thibaud Vaneck : Nathan Leserman
- Laëtitia Milot : Mélanie Rinato
- Laurent Kérusoré : Thomas Marci

Pierre Martot (qui joue le rôle de Léo Castelli) quitte la série lors de cette saison, ce qui réduit à 13 le nombre d’acteurs principaux. Il réapparaît toutefois brièvement en cours de saison, dans le 2012e épisode (épisode spécial réunissant plusieurs anciens acteurs du feuilleton).
Acteurs récurrents partis au cours de la saison:
- Charlotte Boimare : Adriana Paoletti
- Lubna Gourion : Alix Provin
- Charlie Nune : Ève Tressere
- Audric Chapus : Raphaël Cassagne

 Acteurs récurrents arrivés au cours de la saison:
- Sara Mortensen : Coralie Blain
- Charlotte Deysine : Léa Leroux
- Marie Réache : Babeth Nebout
- Édith Alain-Miatti : Laurence Beaupré
- Franck Sémonin : Patrick Nebout
- Louis Duneton : Valentin Nebout
- Denis Cherer : Charly Puyvalador
- Alexandre Bacon : Ulysse Puyvalador
- Gladys Cohen : Seta Malkavian
- Zara Prassinot : Élise Carmin
- Stéphanie Pareja : Jeanne Carmin
- Stéphane Bierry : Stéphane Prieur

Autres acteurs invités notables :
- Valérie Baurens : Agathe Robin[note 5]
- Juliette Chêne : Juliette Frémont[note 6]
- Thierry Ragueneau : François Marci[note 7]
- Julien Bravo : Fabien Rinato

### Principales intrigues
- La mort d'Adriana : Adriana Paoletti est atteinte d'un cancer du foie. Elle est prise en charge par le professeur Servant, un médecin réputé. Or, Servant est mêlé à une affaire de corruption : il a accepté de falsifier les résultats de Rudy Torres au concours de l'internat pour favoriser une autre étudiante, Albane Latour, qui est la petite amie de Rudy et surtout la fille d'un homme politique influent, Jean-Noël Latour. Rudy porte plainte contre Servant, mais à cause de Latour, il est victime d'un chantage et doit retirer sa plainte. Voyant que Rudy risque gros, Servant se retourne contre Latour et témoigne contre lui. Latour est emprisonné et Servant apprend qu'il va être radié de l'ordre des médecins. Servant continue cependant de soutenir Adriana, condamnée par la maladie. Avant de mourir, Adriana épouse son compagnon, Guillaume Leserman, pour qu'il devienne le tuteur légal de sa fille, Alix. Celle-ci va toutefois quitter le domicile de Guillaume quelques mois plus tard pour vivre auprès de sa grand-mère maternelle, en Italie.

- La famille d'Abdel : Karim Fedala, le père d'Abdel, sort de prison après avoir purgé une peine pour trafic de drogue. À peine libéré, il échappe à une tentative d'assassinat. Lorsque Karim fait l'objet d'une seconde tentative d'assassinat, la police le fait passer pour mort, pour retrouver plus facilement ceux qui ont voulu le tuer. Derrière cette affaire se cachent Catherine Pujol, la mère d'Abdel, ainsi qu'Hocine Fedala, le frère de Karim, qui voulaient se venger : 18 ans plus tôt, après avoir découvert que Catherine le trompait avec Hocine, Karim avait dénoncé ce dernier pour un meurtre, avant de tout faire pour éloigner Catherine de son fils. Léo Castelli décide d'enquêter sur Catherine, ce qui lui vaut d'être renversé par une voiture. Il devra suivre une lourde rééducation pour pouvoir remarcher, mais il est soutenu par son ancienne compagne, Agathe, qui le convainc de s'installer avec elle en Argentine. Quant à Catherine et Hocine, ils sont finalement démasqués et emprisonnés.

- Le père Noël du Mistral : Ève Tressere sympathise avec Gaston Domert, un soi-disant sans domicile fixe, à qui elle a sauvé la vie. En réalité, Gaston, qui est un ancien mafieux, est très riche. Voulant faire le bonheur d'Ève, il essaye de la mettre en couple avec Benoît Cassagne, bien que ce dernier vive avec Mélanie Rinato. Ainsi, Gaston propose à Ève et Benoît un million d'euros à se partager s'ils acceptent de se marier, quitte à divorcer peu après. Avec l'accord de Mélanie, Benoît accepte d'épouser Ève, car il a des dettes à payer. Benoît et Ève finissent toutefois par se prendre au jeu et tombent dans les bras l'un de l'autre, ce qui provoque la rupture entre Mélanie et Benoît. Peu après le mariage, Gaston est mêlé à une affaire criminelle et voit son argent bloqué par la police. Il décide de retourner vivre aux États-Unis, après avoir donné à Ève et Benoît moins d'argent que prévu, mais assez pour payer leurs dettes. Souffrant de voir que Benoît lui préfère toujours Mélanie, Ève quitte elle aussi le Mistral.

- If Évasion : Nathan Leserman obtient un stage dans l'entreprise If Évasion. Il vit une histoire d'amour avec Ashley, la fille d'Alain Carpi, le président de l'entreprise. Nathan gravit rapidement la hiérarchie, au point d'être nommé directeur général. Or, Alain, qui a besoin d'argent pour financer un projet, va détourner la trésorerie de l'entreprise avec la complicité d'Ashley, avant d'accuser Nathan d'être responsable de l'opération et d'avoir perdu tout l'argent en bourse. Alain peut ainsi déposer le bilan et licencier ses employés, mais c'est Nathan qui passe pour le responsable. Nathan parviendra à récupérer l'argent et à sauver l'entreprise en escroquant les Carpi, qui sont finalement emprisonnés pour détournement de fonds. Après avoir confié la gestion d'If Évasion à un homme de confiance, Nathan part faire ses études aux États-Unis.

- La course à l'héritage : Blanche Marci vit une histoire d'amour avec Charly Puyvalador, un veuf qui élève seul son fils Ulysse. Charly est le neveu de Lydie de la Perthuis, une vieille dame très riche avec qui Johanna s'est liée d'amitié. Influencée par Hélène Garcia, sa gouvernante, Lydie décide de léguer la moitié de sa fortune à Johanna et à son compagnon Xavier Revel, l'autre moitié revenant à Ulysse. Mais Lydie meurt d'une crise cardiaque sans avoir pu signer son testament. Johanna décide d'imiter sa signature. La contestation de l'héritage va être au centre d'un conflit entre Johanna et Xavier d'un côté, les Puyvalador de l'autre, ce qui n'arrange pas les relations entre Johanna et Blanche. Ulysse décide de tuer Xavier, mais il tire par mégarde sur Johanna, qui échappe de peu à la mort. Un accord est finalement trouvé entre les parties pour qu'Ulysse évite la prison.

- Le frère de Sacha au Mistral : Sacha Malkavian est décontenancé par l'arrivée à Marseille de son frère Michaël, avec lequel il est fâché depuis la mort de leur père il y a une dizaine d'années. Michal est un escroc notoire, qui forme avec Alexis l'emblématique gang des aspirateurs. Les deux hommes se mettent à pactiser avec Jean-Loup Boyer, un dangereux homme d'affaires marseillais qui les pousse à braquer un supermarché pour son propre profit. Michaël le trahit en subtilisant le magot pour s'acheter un 4x4. Boyer et son homme de main Fredo se vengent sur Alexis en le tuant. Michaël est accusé du crime et écroué. Sacha accepte de l'aider à sortir de prison malgré leurs désaccords. Et pour cause : séducteur inné, Michaël a couché avec Céline Frémont avant de jeter son dévolu sur Luna Torres. Seta Malkavian débarque au Mistral et renoue avec son fils Sacha. Ce dernier parvient à faire arrêter Boyer pour libérer son frère, mais prend une balle perdue. Il part plusieurs mois en centre de rééducation, et se réconcilie avec Luna.

### Épisodes diffusés en première partie de soirée

#### Prime timede février 2012

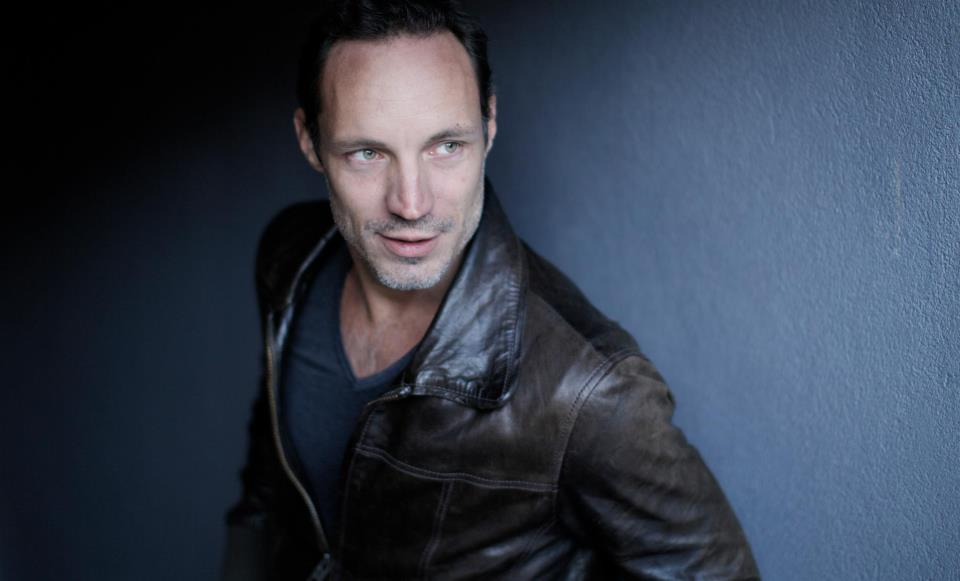
Grégory Questel, l'interprète de Xavier Revel.

- Titre : Coup de froid aux Quatre Soleils
- Nombre et durée des épisodes : 2x52 minutes (approximatif)
- Scénariste :
- Réalisateur : Didier Albert[13]
- Première(s) diffusion(s) : 
  -  France : 21 février 2012 sur France 3
  -  Belgique :
  -  Suisse :
- Audience(s) : 
  -  France : 5,7 millions de téléspectateurs[14]
  -  Belgique : 
  -  Suisse :
- Résumé : Xavier Revel enquête sur l'assassinat de Yanis Boussad, un dealer qui s'apprêtait à témoigner au sujet d'un gros trafic de drogue. S'estimant responsable de la mort de Yanis, Xavier décide d'en faire une affaire personnelle. Pour les besoins de l'enquête, il infiltre la cité des Quatre Soleils, dans la banlieue parisienne, en se faisant passer pour un avocat corrompu, ami des malfrats. Djawad Sangha, qui a longtemps vécu dans cette cité, est contraint d'aider et d'accompagner Xavier dans son périple, pour échapper à une peine de prison qui lui pend au nez. Ils sont suivis par Johanna Marci, qui est persuadée que Xavier est venu à Paris pour la tromper avec Lucie Darjac, l'avocate de Yanis. Il s'avère que c'est justement Lucie qui tire les rênes du trafic de drogue et qui a commandité l'assassinat de Yanis, pour l'empêcher de témoigner. Lucie est finalement arrêtée par la police, grâce à un piège tendu par Djawad.

## Saison 9 (2012-2013)
La neuvième saison de Plus belle la vie a été diffusée sur France 3 du 10 septembre 2012 au 11 octobre 2013.
Cette saison, plus longue que les précédentes, se compose de 285 épisodes (épisodes 2056 à 2340), sans compter les épisodes spéciaux diffusés à trois reprises en première partie de soirée (deux épisodes diffusés le 25 septembre 2012, deux épisodes diffusés le 12 février 2013 et deux épisodes diffusés le 17 septembre 2013).

### Évolution de la distribution
Acteurs principaux :
Au début de cette saison, 13 acteurs du feuilleton ont leur nom systématiquement crédité dans le générique de fin et peuvent donc être considérés comme « acteurs principaux ». Ils sont crédités dans l’ordre suivant :
- Sylvie Flepp : Mirta Torres
- Michel Cordes : Roland Marci
- Cécilia Hornus : Blanche Marci
- Serge Dupire : Vincent Chaumette
- Rebecca Hampton : Céline Frémont
- Virgile Bayle : Guillaume Leserman
- Anne Décis : Luna Torres
- Dounia Coesens : Johanna Marci
- Ambroise Michel : Rudy Torres
- Aurélie Vaneck : Ninon Chaumette
- Thibaud Vaneck : Nathan Leserman
- Laëtitia Milot : Mélanie Rinato
- Laurent Kérusoré : Thomas Marci

Thibaud Vaneck (qui joue le personnage de Nathan Leserman) n'apparaît pas dans cette saison, bien qu'il soit encore crédité au générique jusqu'à l'épisode 2225. En outre, Ambroise Michel (alias Rudy Torres) et Aurélie Vaneck (alias Ninon Chaumette) vont tous deux quitter la série au cours de cette neuvième saison. Ils ne sont plus crédités au générique après l'épisode 2220.
Alexandre Fabre, qui joue le rôle de Charles Frémont depuis la première saison, intègre officiellement le groupe des acteurs principaux le 12 août 2013 (à l'épisode 2296). Il était jusqu'alors crédité parmi les « guests », autrement dit les « acteurs invités ».
Acteurs récurrents partis au cours de la saison:
- Florian Guichard : Guy Lemarchand
- Alexandre Bacon : Ulysse Puyvalador
- Édith Alain-Miatti : Laurence Beaupré
- Charlotte Deysine : Léa Leroux[note 8]
- Denis Cherer : Charly Puyvalador
- Coline d'Inca : Sybille Cassagne
- Franck Sémonin : Patrick Nebout[note 9]

Acteurs récurrents arrivés au cours de la saison:
- Alicia Hava : Margaux Lieber
- Charlie Joirkin : Émilie Leroux
- Céline Vitcoq : Wendy Lesage
- Charles Schneider : Proviseur Rochat
- Jérôme Bertin : Patrick Nebout

Autres acteurs invités notables :
- Pierre Martot : Léo Castelli[note 10]
- Amélie de Vautibault : Armelle Demy
- Flavie Péan : Victoire Lissajoux

### Principales intrigues
- Élise tue un homme : Le personnel de l'hôpital Marseille-Est voit son quotidien bouleversé par l'arrivée d'une nouvelle directrice, Jeanne Carmin, qui fait le choix d'économies drastiques au détriment de la qualité des soins. Djawad Sangha va en faire les frais, échappant de peu à la mort lors d'une opération qui tourne mal. Par la suite, Élise, la fille de Jeanne, tue avec un couteau un homme qui tentait de la violer ; Jeanne décide d'effacer les empreintes qu'Élise a laissées sur le couteau. Prise de remords, Jeanne demande à Élise de se dénoncer à la police, mais celle-ci refuse, avec le soutien de sa grand-mère maternelle, Anémone Vitreuil. Ayant découvert le secret de Jeanne, l'infirmière Babeth Nebout lui fait un chantage, l'obligeant à accepter certaines revendications du personnel hospitalier.

- Les origines de Patrick : Patrick Nebout avoue à ses proches qu'il a été adopté. Victime d'un cauchemar récurrent lié à son enfance, il décide d'enquêter sur son passé. Il découvre que sa mère biologique, Emmanuelle Dewolf, a été tuée. Patrick se rapproche alors de la famille Balester, qui semble impliquée dans cette affaire. Il noue bientôt une relation trouble avec la fille, Camille Balester, ce qui met son couple en péril. Patrick pense que l'oncle de Camille, Gilles Jolivet, sait qui est le meurtrier, mais Gilles se fait tuer avant d'avoir pu témoigner. En fait, c'est le père de Camille, Alexandre Balester, qui a tué Gilles, mais aussi Emmanuelle, car celle-ci avait eu une liaison avec son épouse, Mathilde. Démasqué, Alexandre se suicide.

- Le procès de Catherine : Catherine Pujol, la mère d'Abdel, est condamnée à quinze ans de prison pour son implication dans les tentatives d'assassinat contre Karim Fedala et Léo Castelli. Abdel souhaite faire évader Catherine, en butte à la violence du monde carcéral. Son père Karim décide de l'aider et de mettre de côté sa rancœur envers Catherine. Avec l'aide de Moussa, un malfrat, Karim parvient à faire évader Catherine, qui s'enfuit à l'étranger. Dès lors, Karim a une dette envers Moussa, qui le fait replonger dans les affaires douteuses. S'estimant responsable de la situation, Abdel propose ses services à Moussa. Finalement, Karim aide la police à arrêter Moussa, qui est alors emprisonné pour le meurtre du patron d'une boîte de nuit qu'il rackettait.

- Le cousin de Mélanie : Mélanie annonce à Estelle qu’elle a de la famille du côté de la Belgique. Elle lui explique que son arrière-grand-tante s’est enfuie d’Italie pour rejoindre un officier belge. La serveuse du Mistral confie qu’elle fait des recherches et qu’elle s’est inscrite sur un site de généalogie. Elle découvre qu’une certaine Guiliana Verdi qui existait dans les années 30 a un petit-fils, Mélanie fait la connaissance de Martial Hébrard, son cousin éloigné. Après avoir discuté avec lui, ce fameux cousin débarque à Marseille et sympathise avec tout le monde en sauvant la vie de Roland . En réalité Martial n'est pas le cousin de Mélanie mais un arnaqueur professionnel. Il corrompt un fonctionnaire du service de l'hygiène pour faire fermer l'hôtel Select et met le feu au bar du Mistral dans le seul but de devenir propriétaire des deux établissements ! Aveuglés par la confiance qu'ils ont en lui, Mirta et Roland leur cède des parts. Peu de temps après Martial, aidé par son père, met tout le monde à la rue pour mettre en vente les deux établissements. Excédé, Thomas a une altercation avec lui sur la place. Gabriel et Roland retrouvent Martial assassiné dans son lit au Select. Persuadés que Thomas est coupable du meurtre, ils vont jusqu'à essayer de faire disparaître le corps au crématorium de l'hôpital Marseille-Est. Après avoir découvert le corps, la police retrouve finalement le coupable, il s'agit de l'inspecteur du service de l'hygiène que Martial a corrompu. Grâce à l'aide de Mélanie qui a trouvé l'assassin de son fils, le père de Martial pour réparer son erreur redonne les parts de leurs établissements à Mirta et Roland.

- Le retour d'Armelle Demy : Samia et Jean-Paul Boher deviennent parents avec la naissance de leur fille Lucie. Tout bascule lorsque Jean-Paul voit réapparaître son ex-compagne, Armelle Demy. Déséquilibrée et prête à tout pour reconquérir Jean-Paul, Armelle lui fait croire que Samia le trompe avec Walid, un homme qui est en fait son complice. À cause d'une machination d'Armelle, Samia est ensuite envoyée et piégée en prison, où elle est maltraitée par les autres détenues lorsque celles-ci découvrent à cause d'Armelle qu'elle travaille dans la police. Armelle profite de l'incarcération de Samia pour se rapprocher de Jean-Paul, qui cède à ses charmes. Elle lui avoue qu'ils ont eu ensemble un fils, né quelques mois après leur séparation et mort en bas âge. Comme Jean-Paul refuse de former une famille avec elle, Armelle le drogue et enlève Lucie. Samia est innocentée grâce aux aveux de Walid et Armelle est recherchée pour enlèvement, empoisonnement, séquestration et pour avoir commandité l'agression de Samia et des coups montés sur celle-ci. Quelques jours plus tard, Jean-Paul retrouve Lucie et Armelle, celle-ci étant alors arrêtée par la police et emprisonnée aux Baumettes.

- Un pervers narcissique au Mistral : Jonas Malkavian devient le petit ami d'Anna Fournier, une adolescente perturbée. Anna est la fille de Michel Fournier, un célèbre philosophe, qui l'élève seul depuis la mort de son épouse. Quand le proviseur du lycée découvre des traces de scarification sur les bras d'Anna, celle-ci accuse sur un coup de tête Jonas d'être le responsable. Plus tard, Anna est retrouvée morte sous un viaduc. Tandis que Jonas est soupçonné de l'avoir tuée, Michel Fournier s'installe chez Blanche Marci, avec qui il a une liaison. Progressivement, Blanche prend conscience de la violence de Fournier. Elle retrouve des extraits du journal intime d'Anna que Fournier a tenté de détruire et comprend, en les lisant, que la jeune fille a été tuée par son père, qui la battait. Fournier est arrêté, alors qu'il s'apprêtait à étrangler Blanche.

- Le secret d'Héléna : Guillaume Leserman vit une histoire d'amour avec sa femme de ménage, Héléna Louvain. Il découvre qu'Héléna est la complice d'un faux-monnayeur, Marc Prévost, son ancien compagnon. Si Héléna aide Marc à fabriquer de faux billets, c'est parce qu'il lui a promis en échange un dossier qui lui permettrait de retrouver son enfant, qu'elle a abandonné quand elle avait seize ans. Soutenue par Guillaume, Héléna découvre que son enfant n'est autre que Paul Hédiard, le fils adoptif de Gabriel Riva et de son ex-compagnon, Jérôme Hédiard. Se disant toujours amoureux d'Héléna, Marc décide finalement de partir en cavale avec elle et menace de s'en prendre à Paul si elle refuse de le suivre. Pour protéger Paul, Héléna se constitue prisonnière et aide la police à arrêter Marc. Elle est transférée sur Toulouse, rejointe par Paul qui veut la connaître un peu plus.

- Le suicide de Victoire : Victoire Lissajoux fait son retour à Marseille, deux ans après sa rupture d'avec Sacha Malkavian. Désormais mariée à Sylvain, un skipper, elle a abandonné la médecine pour devenir gestionnaire de patrimoine dans le groupe Calvin & Luther, où elle aide ses riches clients à placer leur argent dans des paradis fiscaux. Bientôt, Victoire et Sacha se rapprochent et deviennent amants, trompant leurs compagnons respectifs, Sylvain et Luna. Par la suite, Victoire se sert de l'argent liquide qu'Anémone Vitreuil lui a confié, afin d'aider Sylvain à s'acheter un bateau pour une course de voile ; mais tout bascule lorsque Vitreuil demande à récupérer son argent. Pour la rembourser, Victoire se retrouve contrainte de travailler pour le trafiquant de drogue Émir Osmanovich, qui souhaite placer son argent chez Calvin & Luther. Émir ira jusqu'à s'en prendre à Sacha, qui frôlera la mort à cause de lui. Prise au piège, Victoire décidera finalement de se suicider avec des médicaments, après avoir fourni à la police tous les éléments pour faire tomber Émir.

### Épisodes diffusés en première partie de soirée

#### Prime timede septembre 2012
- Titre : Coup de feu pour Barbara

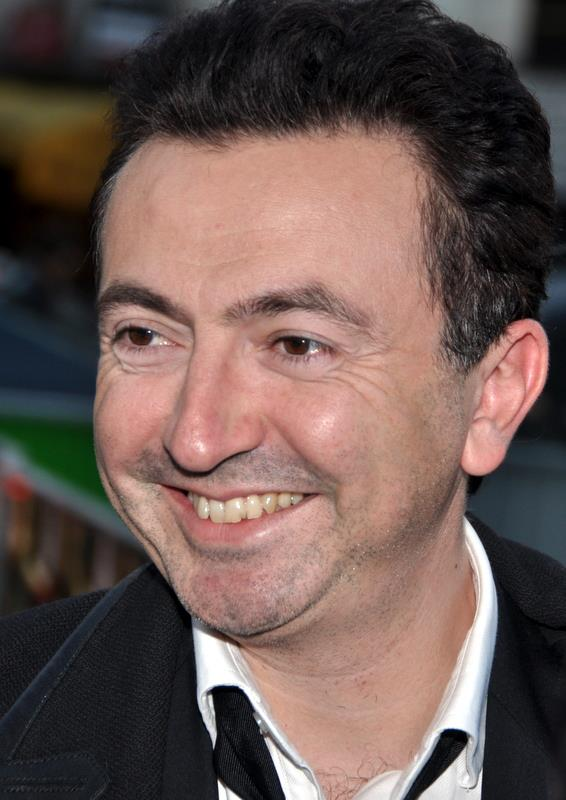
Gérald Dahan joue le rôle de Germain, un critique gastronomique.

- Nombre et durée des épisodes : 2x52 minutes (approximatif)
- Scénario et dialogues : Georges Desmouceaux et Nathalie Vailloud
- Réalisateur : Philippe Carrese
- Première(s) diffusion(s) : 
  -  France : 25 septembre 2012 sur France 3
  -  Belgique :
  -  Suisse :
- Audience(s) : 
  -  France : 4,9 millions de téléspectateurs[15]
  -  Belgique : 
  -  Suisse :
- Invités : 
  - Pierre Martot : Léo Castelli
  - Sophie de La Rochefoucauld : Caroline Évenot
  - Gérald Dahan : Germain
  - Julie Arnold : Daniela Cazin
- Résumé : Barbara Évenot participe à un concours culinaire près de la frontière italienne, organisé par le chef cuisinier Daniela Cazin. Elle découvre qu'elle a été sélectionnée grâce à Prune Cazin, la fille de Daniela : Prune est en effet une amie de sa mère, Caroline Évenot, qui souhaitait la faire venir sur place, pour la revoir. Caroline a désormais refait sa vie avec son nouveau mari, Hugo. Ce dernier craint pour sa sécurité : lui et Caroline sont poursuivis par des mafieux uruguayens avec lesquels il faisait autrefois des affaires. Barbara se retrouve ainsi entraînée malgré elle dans une affaire criminelle et fait appel à son père, Léo Castelli, pour qu'il lui vienne en aide. Par la suite, Hugo est assassiné. Caroline est soupçonnée, mais le vrai coupable est Louis, un policier corrompu, travaillant pour le compte des Uruguayens. Caroline et Barbara se retrouvent à la merci de Louis, mais Léo intervient à temps et le tue. Pour prouver aux policiers qu'elle n’a pas tué Hugo pour sa fortune, Caroline décide de rendre l'argent de son compte suisse.

#### Prime timede février 2013
- Titre : Petits Arrangements avec l'amour
- Nombre et durée des épisodes : 2x52 minutes (approximatif)
- Scénaristes :
- Réalisateur :
- Première(s) diffusion(s) : 
  -  France : 12 février 2013 sur France 3
  -  Belgique :
  -  Suisse :
- Audience(s) : 
  -  France : 5 millions de téléspectateurs[16]
  -  Belgique : 
  -  Suisse :
- Résumé : Sara Douala file le parfait amour avec Rodrigue, un sportif, ami de Benoît Cassagne. Benoît est invité à une fête lors de laquelle Rodrigue est censé demander Sara en mariage. La fête est bouleversée par l'arrivée de Touty, la mère de Sara, qui voit Rodrigue d'un mauvais œil. Touty, qui est une sorcière, va se servir d'un philtre d'amour pour que Sara tombe amoureuse d'un autre homme. Tandis que plusieurs habitants du Mistral subissent les effets ravageurs de ce produit, Sara se sent de plus en plus attirée par Benoît. Sara découvre finalement que Rodrigue ne veut l'épouser que par intérêt : en se mariant avec une femme noire, il espère démentir les accusations de racisme qui pèsent sur lui, pour réintégrer le CIO. Rodrigue, démasqué, veut tuer Sara, mais il est arrêté et envoyé en prison. Sara se console alors dans les bras de Benoît.

#### Prime timede septembre 2013
- Titre : Nuit Blanche
- Nombre et durée des épisodes : 2x52 minutes (approximatif)
- Scénario : Christiane Lebrima et Yvan Lopez
- Dialogues : Christiane Lebrima
- Réalisateur : Christian Guérinel
- Première(s) diffusion(s) : 
  -  France : 17 septembre 2013 sur France 3
  -  Belgique : 12 septembre 2013 sur La Deux
  -  Suisse : 12 septembre 2013 sur RTS Un
- Audience(s) : 
  -  France : 4,3 millions de téléspectateurs[17]
  -  Belgique : 
  -  Suisse :
- Résumé : Blanche Marci se fait renverser par une voiture et devient amnésique. Quant à sa fille Johanna, elle a disparu. Le lendemain, apprenant que sa fille a disparu, Blanche veut retrouver Johanna à tout prix. Avec l'aide de Wanda, elle suit la piste de Jean-Marc, un mystérieux homme que Johanna voyait en cachette. Il affirme n'avoir rien fait à Johanna car elle l'a aidé lorsqu'il est sorti de prison. Contactée par Wanda, la police arrive et découvre le corps de Jean-Marc, poignardé avec des ciseaux. Blanche est la principale suspecte mais c'est en fait son colocataire qui l'a assassiné. Pendant ce temps, Johanna, séquestrée dans un sous-sol, découvre son ravisseur : Christophe Mazégui, le CPE du lycée Vincent Scotto, qui s'avère être un psychopathe. Il était tombé fou amoureux de Johanna après l'avoir rencontrée lors d'une réunion d'anciens élèves. Johanna l'ayant repoussé, Christophe l'a harcelée puis a fini par l'enlever. Blanche de son côté finit par remonter jusqu'à Christophe et réussit à libérer sa fille. Christophe tente de les tuer jusqu'à ce que la police arrive. Il se suicide en se jetant de sa terrasse.
- Commentaires : Ce prime time marque l'arrivée de Jérôme Bertin, le nouvel interprète du personnage de Patrick Nebout. Ce prime marque aussi le début de la réconciliation entre Johanna et Blanche Marci.

## Saison 10 (2013-2014)
La dixième saison de Plus belle la vie a été diffusée sur France 3 du 14 octobre 2013 au 10 octobre 2014.
Elle se compose de 260 épisodes (épisodes 2341 à 2600), sans compter un long épisode spécial diffusé en première partie de soirée le 15 avril 2014.

### Évolution de la distribution
Acteurs principaux :
Au début de cette saison, le feuilleton compte 11 acteurs principaux, crédités dans cet ordre dans le générique de fin :
- Sylvie Flepp : Mirta Torres
- Michel Cordes : Roland Marci
- Cécilia Hornus : Blanche Marci
- Serge Dupire : Vincent Chaumette
- Rebecca Hampton : Céline Frémont
- Virgile Bayle : Guillaume Leserman
- Anne Décis : Luna Torres
- Dounia Coesens : Johanna Marci
- Laëtitia Milot : Mélanie Rinato
- Laurent Kérusoré : Thomas Marci
- Alexandre Fabre : Charles Frémont

Dounia Coesens (qui joue le rôle de Johanna Marci) quitte la série au cours de cette dixième saison. L'actrice cesse d'être systématiquement créditée au générique de fin dès l'épisode 2576.
Thibaud Vaneck (qui joue le personnage de Nathan Leserman) fait son retour dans la série après plus d'un an d'absence. Toutefois, il n'est plus crédité parmi les acteurs principaux, mais parmi les « guests » (acteurs invités).
Acteurs récurrents partis au cours de la saison :
- Nadège Beausson-Diagne : Sara Douala
- Grégory Questel : Xavier Revel[note 11]

Acteurs récurrents arrivés au cours de la saison :
- Marie Drion : Zoé Prieur
- Diane Robert : Caroline Fava
- Tia Diagne : Thérèse Marci
- Valentine Atlan : Constance Dorléac
- Bryan Trésor : Baptiste Marci

Autres acteurs invités notables :
- Flavie Péan : Victoire Lissajoux
- Ambroise Michel : Rudy Torres[note 12]
- Aurélie Vaneck : Ninon Chaumette[note 12]
- Charlotte Boimare : Adriana Paoletti

### Principales intrigues
- La sorcière du Mistral : Vincent Chaumette s'associe avec le redoutable Jean-Noël Latour, pour un projet immobilier nécessitant la démolition du domaine où vivent des nobles désargentés, les Casteygnac. Lara Belvèze, professeur de SVT au lycée Vincent Scotto et proche des Casteygnac, lutte pour sauver ce domaine. Elle va jusqu'à tuer Latour et à manipuler mentalement Vincent grâce à des breuvages de sa composition, pour qu'il s'accuse de ce crime à sa place. En fait, Lara est possédée par l'esprit d'une femme qui fut au XVIIe siècle brûlée vive sur le domaine des Casteygnac, car accusée de sorcellerie. Voyant que Lara va trop loin, Élise Carmin, qui était jusqu'alors son alliée, tente de la raisonner mais Lara la séquestre. Finalement, Lara laisse en vie Élise et Vincent et prend la fuite, alors que la police allait remonter jusqu'à elle. Les Casteygnac pourront retourner vivre dans leur maison grâce à Albane, la fille de Latour, qui met fin aux travaux.

- La guerre des gangs : Céline Frémont vit une histoire d'amour avec Éric, le fils d'Angelo Soriani, le parrain d'une famille mafieuse. Un jour, Angelo échappe à une tentative d'assassinat. Éric pense que les coupables sont les frères Boutaleb, des trafiquants de drogue, qu'il va tuer en représailles. Contraint de partir en cavale alors que Céline est enceinte, Éric est finalement piégé par la police et abattu par Sandrine Boury, la coéquipière de Patrick Nebout. Peu après, Céline fait une fausse couche. Pour se venger, Angelo fait assassiner Sandrine. Il s'avère que l'homme qui avait tenté de tuer Angelo n'est autre que Daniel Calvani, le père biologique de Patrick. Daniel est en effet un ancien complice d'Angelo, à qui il reproche de ne pas s'être occupé de son fils pendant qu'il était lui-même en cavale à cause d'un braquage. L'histoire s'achève par le suicide d'Angelo et la mort de Daniel, des suites d'un AVC.

- La chute de Xavier Revel : Xavier Revel se lance en politique, en vue des élections européennes. Il avance la date de son mariage avec Johanna Marci, mais il la soupçonne bientôt de le tromper avec Maxime Endoven, un jeune professeur. Xavier demande à Gilbert Gréhart, un ancien policier qui le soutient dans sa campagne, d'espionner Maxime et Johanna. Tout bascule le soir où Gilbert annonce à Xavier qu'il vient de tuer accidentellement Maxime. Gilbert affirme détenir un enregistrement compromettant pour Xavier, qui est donc obligé de l'aider à se débarrasser du cadavre. Soupçonné d'avoir tué Maxime, Xavier apprendra plus tard que ce dernier est en fait bien vivant : il s'agissait d'une machination que Maxime et Gilbert avaient montée pour lui faire un chantage et lui extorquer de l'argent. Xavier échappe donc à la prison, mais son image publique est ternie par cette affaire, qui l'oblige à renoncer à ses ambitions politiques. Par la suite, Xavier quitte Marseille pour Épinal, afin de prendre un nouveau départ dans sa carrière, tandis que Johanna décide de reprendre ses études.

- Inceste au Mistral : Stéphane Prieur a des problèmes avec son ex-femme Magalie Roger, qui souhaite partir s'installer à l'île Maurice avec leur fille Zoé Prieur. Stéphane s'y oppose, mais sa fille l'accuse brutalement d'inceste. Arrêté à l'hôpital devant tous ses collègues, il peut compter sur le soutien de Gabriel et Babeth, mais Clara, sa maîtresse, et Jeanne Carmin, se désolidarisent. Une enquête est diligentée sur sa nymphomanie mais Stéphane clame son innocence. En apprenant que ses mensonges vont envoyer son père en prison pour au moins sept ans, Zoé rétropédale et fugue. Elle est retrouvée saine et sauve par ses parents, et reconnaît devant les enquêteurs avoir menti pour permettre à sa mère d'obtenir sa garde totale pour ainsi partir à l'île Maurice. Père et fille se réconcilient.

- Racisme à Vincent Scotto : Saïd et Layla Haddad, deux adolescents algériens, intègrent le lycée Vincent Scotto. Élise Carmin voit d'un mauvais œil le rapprochement entre Layla et Jonas Malkavian, qu'elle veut reconquérir. Voulant séparer Jonas de Layla, Élise tague un message raciste sur le casier de cette dernière. Avec l'aide de Cédric, une de ses vieilles connaissances, Élise fait croire que Jonas est l'auteur de ce message. Pour Saïd, Jonas est le coupable idéal. Les relations entre Saïd et Jonas se dégradent encore quand Cédric met le feu à un exposé de Jonas, Saïd étant le principal suspect. Par la suite, Saïd se rapproche d'Émilie Leroux, qu'il essaye d'embrasser de force ; Arthur, le frère autiste de Margaux, le repousse violemment et Saïd tombe dans le coma. Quelques jours plus tard, Saïd sort du coma et décide de couvrir Arthur, tandis que Layla et Jonas se réconcilient, au grand dam d’Élise, quant à Saïd il rentre en Algérie.

- La tumeur de Guillaume : Guillaume Leserman se met en couple avec la psychologue Caroline Fava et souffre subitement de violentes migraines. La biopsie est catégorique : il est atteint d'une tumeur cérébrale avancée, et il ne lui reste que quelques semaines à vivre. Convaincu de mourir à court terme, Guillaume décide de faire le bien autour de lui et obtient un crédit à la CSTO, une agence créée par Anémone Vitreuil : il offre de l'argent à Barbara et Wanda, une voiture à son fils Nathan, et met tout en œuvre pour sauver Maria, une jeune femme qui doit beaucoup d'argent à la CSTO et qui est la cible des hommes de main du patron, Marc Saxon. Guillaume s'oppose à ces derniers et se met en danger. Il dépasse toutes les limites en roulant sur l'homme de main de Saxon, puis met le feu à la CSTO Crédits. Influencé par le fantôme de sa femme Adriana Paoletti, Guillaume finit par apprendre la vérité autour de sa tumeur : l'oncologue a interverti son dossier avec celui de l'avocat Maurice Courtois. Ce dernier débarque au Mistral, et décide de le défendre avant de se faire tuer à la place de Guillaume.

- L'amnésie de Babeth : Babeth Nebout est lassée par son train-train, et décide de ne pas partir en vacances avec son mari et leurs enfants. Au retour de ces derniers, l'infirmière a disparu : elle est retrouvée plusieurs heures plus tard dans les cités du nord de Marseille, inconsciente. Elle reste dans le coma plusieurs jours et se réveille en 1986. Convaincue d'avoir seize ans, elle déchante en apprenant que Michael Jackson est mort. Elle refuse de revenir vivre avec Patrick Nebout qu'elle rejette, et se lie d'amitié avec ses propres enfants. Jean-François Leroux en profite pour se rapprocher à nouveau de son ex-femme, et l'installe chez lui. Babeth tombe amoureuse d'un camarade de lycée de ses enfants, Yann, sans imaginer que ce dernier est à l'origine de son accident. Yann avait une petite amie hospitalisée à Marseille-Est, et n'a pas supporté qu'elle décède brutalement. Lorsque Babeth est venue lui annoncer la nouvelle, il l'a poussée violemment et Babeth a perdu connaissance. Après avoir découvert la vérité, Babeth retrouvera progressivement la mémoire et va réintégrer son foyer.

### Épisodes diffusés en première partie de soirée
À noter qu'en février 2014, France 3 a exceptionnellement diffusé le feuilleton à deux reprises en première partie de soirée, en raison d'une grille des programmes bouleversée par la retransmission des Jeux olympiques d'hiver de Sotchi. Ainsi, cinq épisodes réguliers ont été diffusés à la suite le mardi 11 février, puis cinq autres épisodes ont été diffusés le mardi 18 février. Ces deux diffusions ne sont donc pas comparables aux prime times habituels, conçus comme des épisodes « hors-série » qui forment ensemble une histoire complète. Il en va de même pour le prime time du samedi 16 août 2014, composé de quatre épisodes qui n'avaient pu être diffusés dans la semaine à cause de la retransmission des Championnats d'Europe d'athlétisme.

#### Prime timed'avril 2014
- Titre : Une vie en Nord

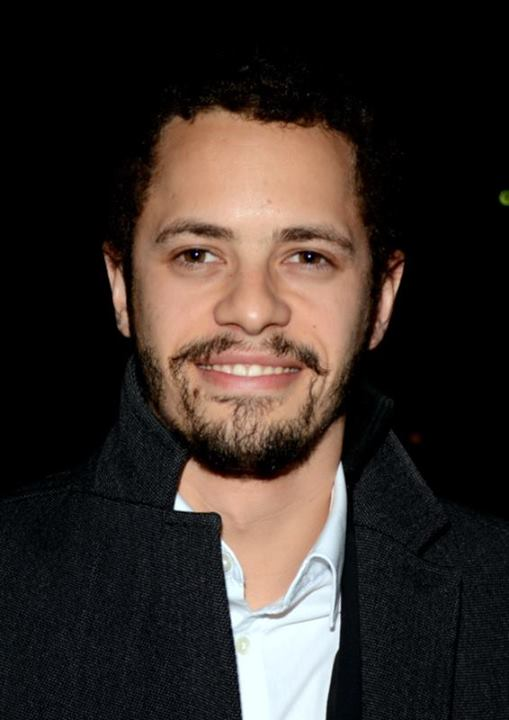
Ambroise Michel retrouve le rôle de Rudy Torres dans ce prime time.

- Nombre et durée des épisodes : 1x100 minutes (approximatif)
- Scénario : Véronique Lecharpy et Olivier Szulzynger
- Dialogues : Véronique Lecharpy
- Réalisateur : William Crépin
- Première(s) diffusion(s) : 
  -  France : 15 avril 2014 sur France 3
  -  Belgique : 9 avril 2014 sur La Deux
  -  Suisse : 10 avril 2014 sur RTS Un
- Audience(s) : 
  -  France : 4,37 millions de téléspectateurs[21]
  -  Belgique : 115 000 téléspectateurs[22]
- Invités : 
  - Ambroise Michel : Rudy Torres
  - Aurélie Vaneck : Ninon Chaumette
  - Emil Abossolo-Mbo : Damien Mara
- Résumé : Rudy Torres et Ninon Chaumette, qui sont désormais les parents d'un petit Martin, s'adaptent mal à leur nouvelle vie, à Paris. Un jour, une opportunité en or se présente à Rudy. Le village dans lequel son père, Damien, travaille comme curé, désespère de trouver un médecin. Afin de sauver son couple, Ninon accepte à contrecœur de faire un essai et de suivre Rudy dans le Nord. Toutefois, la greffe avec le village a du mal à prendre, d'autant plus que Rudy s'inquiète d'un mal qui ronge la petite cité.
- Commentaires : Ce prime time a été conçu comme un pilote qui pourrait donner naissance à une série dérivée (ou spin-off) de Plus belle la vie, centrée sur les personnages de Rudy et Ninon[23]. Toutefois, la production a finalement abandonné l'idée d'en tourner de nouveaux épisodes[24].

## Saison 11 (2014-2015)
La onzième saison de Plus belle la vie a été diffusée sur France 3 du 13 octobre 2014 au 9 octobre 2015.
Cette saison se compose de 260 épisodes réguliers (épisodes 2601 à 2860). Deux émissions spéciales, en première partie de soirée, ont été consacrées à la diffusion de Sur les quais, une série dérivée de Plus belle la vie.

### Évolution de la distribution
Acteurs principaux :
Au cours de cette saison, le feuilleton compte 10 acteurs principaux, crédités dans cet ordre dans le générique de fin :
- Sylvie Flepp : Mirta Torres
- Michel Cordes : Roland Marci
- Cécilia Hornus : Blanche Marci
- Serge Dupire : Vincent Chaumette
- Rebecca Hampton : Céline Frémont
- Virgile Bayle : Guillaume Leserman
- Anne Décis : Luna Torres
- Laëtitia Milot : Mélanie Rinato
- Laurent Kérusoré : Thomas Marci
- Alexandre Fabre : Charles Frémont

Acteurs récurrents partis au cours de la saison :
- Zara Prassinot : Élise Carmin
- Hervé Babadi : Boris Arlan
- Louis Duneton : Valentin Nebout
- Charlie Joirkin : Émilie Leroux
- Valentine Atlan : Constance Dorléac
- Tia Diagne : Thérèse Marci[note 13]

Acteurs récurrents arrivés au cours de la saison : 
- Théo Bertrand : Kevin Belesta

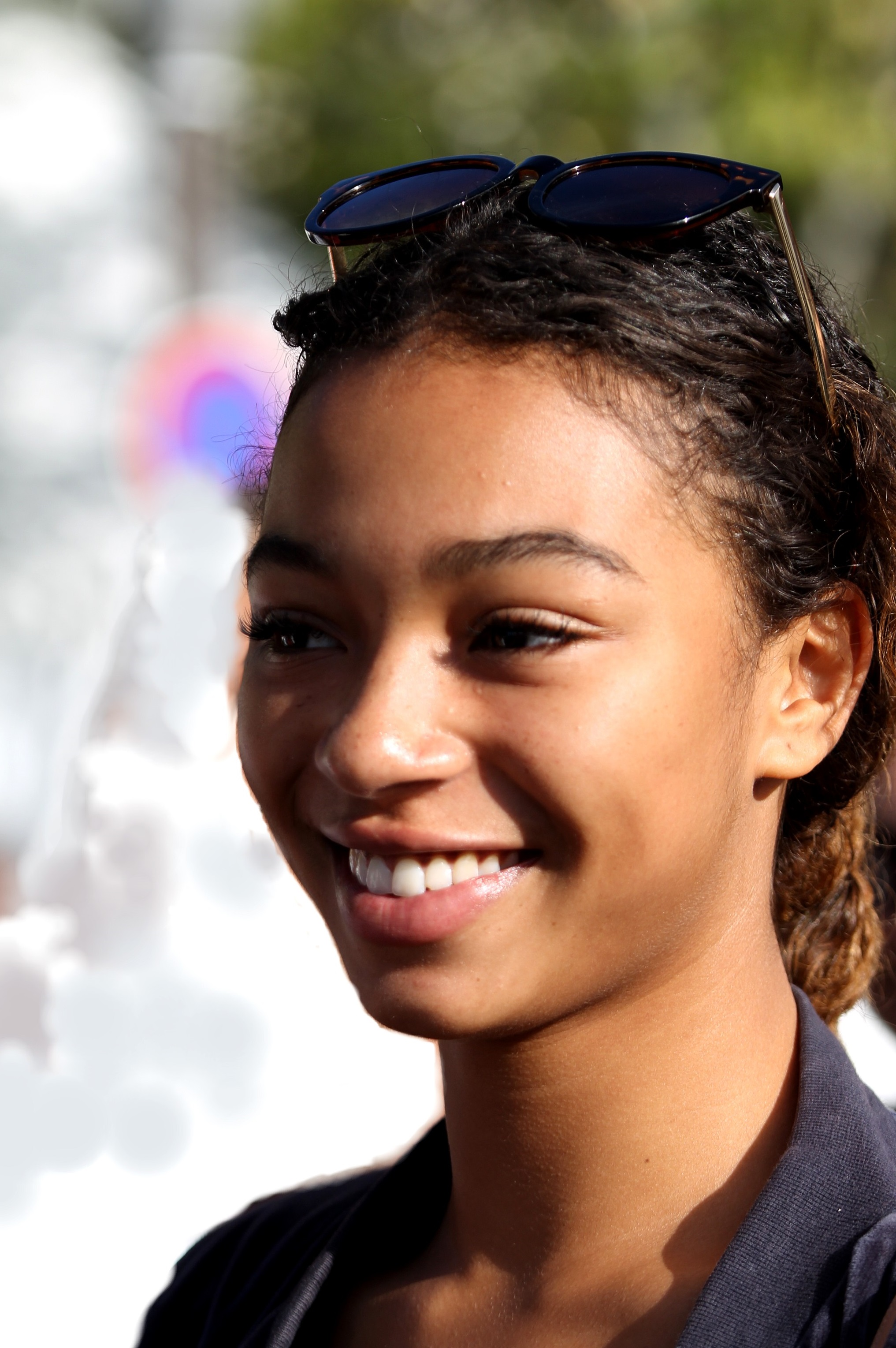
Manon Bresch, deuxième interprète du rôle de Thérèse Marci.

- Emanuele Giorgi : Francesco Ibaldi
- Caroline Riou : Laetitia Belesta
- Pauline Bression : Emma Rimez
- Lara Menini : Eugénie Grangé
- Élisabeth Commelin : Yolande Sandré
- Jean-Marie Galey : Jocelyn Sandré
- Laurent Orry : Jérôme Belesta
- Vanessa Valence : Claire Mougin
- Grant Lawrens : César Cordonnier
- Manon Bresch : Thérèse Marci

Autres acteurs invités notables :
- Sophie de La Rochefoucauld : Caroline Évenot
- Florian Guichard : Guy Lemarchand
- Julien Bravo : Fabien Rinato

### Principales intrigues
- Samia tue un homme : Samia Nassri est aux anges : à l'arrêt depuis sa préventive, la fliquette apprend qu'elle est réintégrée au commissariat du Mistral. Elle est chargée de l'enquête sur un mystérieux braqueur qui terrorise le quartier du Mistral. Ce dernier débarque un soir au bar du Mistral, et menace Thomas, Estelle et Djawad d'une arme à feu. Paniquée, Samia le tue. Elle déchante en apprenant qu'il s'agissait d'une arme factice, et que l'homme en question, Bernard Lefèvre, braquait dans le seul but de subvenir aux besoins de sa femme et de leur jeune fille. Samia se fait passer pour une amie de Bernard auprès de sa veuve, dans le but de l'aider à se relever des dettes que son mari avait accumulées avant sa mort. Samia fait condamner Fabrice Clément, PDG de la société Soleil Toute L'Année, avant de dire la vérité à Séverine. Cette dernière porte plainte auprès de Constance Dorléac, avant de se rétracter.

- La mort d'Élise : Élise Carmin est retrouvée morte dans son appartement, le corps couvert d'héroïne. L'autopsie confirme qu'Élise se droguait, mais révèle qu'elle est en fait morte étranglée. La police soupçonne successivement, entre autres, Vincent Chaumette, le compagnon de sa mère Jeanne, ou encore Thierry Delport, le père biologique d'Élise, que cette dernière avait cherché à connaître avant sa mort mais qui l'avait rejetée brutalement. Patrick Nebout découvre ensuite qu'Élise sortait avec Julio Ceccotti, un jeune stagiaire de son commissariat, qu'elle manipulait pour se procurer de l'héroïne. L'enquête remonte ainsi jusqu'à Margaux Lieber, la meilleure amie d'Élise, chez qui la jeune femme avait caché sa drogue. Arthur, le frère autiste de Margaux, a ensuite failli se tuer en ingérant cette drogue, ce qui a entraîné une violente dispute entre Margaux et Élise. Margaux a ainsi étranglé et accidentellement tué Élise. Elle est finalement emprisonnée.

- La folie d'Alice : Franck Ruiz revient au Mistral après plusieurs années d'absence, en compagnie de sa nouvelle femme, Alice et de la fille de cette dernière, Emma. Celle-ci vit mal le fait que sa mère lui interdise de voir son père, qui est en prison. Alice accepte finalement d'emmener Emma voir son père, à condition qu'elle rompe avec son petit ami, Baptiste Marci, qu'elle voit d'un mauvais œil. Les deux adolescents finissent par faire une tentative de suicide. Soupçonnant Franck de la tromper avec Blanche Marci, Alice accuse cette dernière de l'avoir frappée avec une agrafeuse. Finalement, il s'avère qu'Alice s'est frappée seule et a fait pareil avec son ex-mari. Elle est donc momentanément internée en clinique psychiatrique, ce qui permettra au couple d'Emma et Baptiste de vivre leur histoire d'amour. Par la suite, Alice rompt avec Franck et retourne vivre à Nice, mais Emma choisit de rester auprès de Franck et de Baptiste.

- Le frère de Coralie : Coralie Blain aide son frère Manu à sortir de prison sous liberté conditionnelle en l'hébergeant. Alors qu'il doit préparer sa réinsertion, Manu propose à Karim Fedala, avec qui il faisait des affaires, de se relancer dans un trafic de drogue. Ce dernier refuse. Manu tente alors de violer Elsa, la compagne de Karim, avant de se faire tuer par Abdel Fedala. Tandis que la police cherche à savoir qui a tué Manu, Karim est aux prises avec Aymeric Capriot, un chimiste avec qui Manu était censé faire des affaires. Capriot est en effet persuadé que Karim détient la drogue que Manu était censé écouler. Karim décide de se dénoncer pour le meurtre de Manu, afin d'éviter à Abdel quinze ans de prison. Mis dans la confidence, Barbara et son nouveau compagnon Francesco donnent à Abdel une idée pour libérer son père : ils vont faire porter le chapeau à Capriot. Leur plan marche à merveille et Karim est libéré.

- Meurtre à la médiathèque : Vincent Chaumette obtient un important contrat auprès de la mairie de Marseille, menée par Morad Kefda, et va assurer la construction d'une médiathèque dans les quartiers nords de la ville. Ce projet déplaît, et Sacha Malkavian, fraîchement recruté par Eugénie Grangé à Massilia News, enquête sur les liens étroits suspects qui unissent Vincent et Kefda. En parallèle, Stéphane Prieur s'amourache de Marine, une pionne du lycée Vincent Scotto avec laquelle il s'envoie en l'air. Il tombe amoureux d'elle mais les sentiments ne sont pas réciproques : Marine le largue avec perte et fracas, et disparaît dans la foulée. Elle est retrouvée assassinée quelques jours plus tard sur le chantier de la médiathèque. Sacha Malkavian, qui poursuit l'enquête, est menacé par son meurtrier, qui n'hésite pas à poignarder Seta Malkavian pour l'impressionner. Le meurtrier est étrangement au courant des moindres détails de l'enquête. Les soupçons se portent sur Jean-Paul Boher, d'autant que des preuves confondantes sont retrouvées à son domicile. En réalité, c'est Julien Dardenne, professeur d'histoire-géographie et nouveau petit ami de Constance Dorléac, qui est l'auteur du meurtre et qui a planqué des preuves chez les Boher. Il était le petit ami de Marine, et l'a tuée après une violente dispute. Il est écroué après avoir enlevé Jean-Paul, et Constance Dorléac est mise à pied.

- Braquage de cœur : Estelle Cantorel voit d'un mauvais œil l'arrivée au Mistral de Noham Zimmer, le meilleur ami des Mureaux de Djawad Sangha. Noham vient de purger une lourde peine de prison pour braquage, et certifie à Estelle et Djawad qu'il est définitivement rangé. En réalité, il est venu au Mistral pour commettre un nouveau braquage pendant la vente aux enchères des biens d'Anémone Vitreuil. Le braquage vire au drame : Noham tue Christopher Canneli et prend une balle perdue avant de s'enfuir grâce à Estelle. Cette dernière le loge dans la planque de Boris Arlan pendant plusieurs semaines et Djawad comprend que son meilleur ami et sa petite amie se rapprochent dangereusement. Ils tombent amoureux, et finissent par se mettre ensemble. Estelle rompt définitivement d'avec Djawad. En parallèle, le clan Canneli est à la recherche de Noham pour le tuer. Ils font pression sur Julio Ceccotti, qui a partagé la cellule de prison de Fred Canneli pendant plusieurs mois. Les Canneli finissent par retrouver Noham, et le tuent. Estelle est inconsolable : elle disperse les cendres de son amoureux dans la Méditerranée, et confirme à Djawad que leur histoire est bel et bien terminée.

- L'Enchanteur au Mistral : Aurélie Delorme, une cliente de l'hôtel Céleste, puis le commissaire Constance Dorléac, sont successivement assassinées suivant un mode opératoire identique. Patrick Nebout pense que le coupable est « l'Enchanteur », un tueur en série qui a déjà sévi dans d'autres pays. Tandis que les suspects se multiplient et que la psychose gagne le Mistral, Jeanne Carmin est agressée par un homme qui semble être l'Enchanteur et perd connaissance, avant d'être sauvée in extremis par Vincent. Plongée dans le coma, elle est hospitalisée. Un soir, un jeune homme s'introduit dans l'hôpital et tente de tuer Jeanne, avant d'être surpris par Anémone Vitreuil et de prendre la fuite. Patrick est intrigué par le fait qu'il n'y a pas un, mais deux hommes qui ont tenté de tuer Jeanne, et commence à penser qu'il s'agit d'un imitateur. Quand la saison s'achève, l'identité du (des) tueur(s) est toujours inconnue : cette intrigue ne trouve son dénouement (provisoire) que dans le prime time d'octobre 2015.

### Épisodes diffusés en première partie de soirée

#### Prime timed'octobre 2014
- Titre : Sur les quais
- Nombre et durée des épisodes : 2x52 minutes (approximatif)
- Réalisateur : William Crépin
- Première(s) diffusion(s): 
  -  France : 15 octobre 2014 sur France 3
  -  Belgique :
  -  Suisse :
- Audience(s):
  -  France : 3,6 millions de téléspectateurs[26]
  -  Belgique : 
  -  Suisse :
- Résumé :

Épisode 1 : L'Enfant de nulle part : Jean-Paul Boher et son ami Esteban, un docker syndicaliste, découvrent une petite fille cachée derrière un tas de palettes après une intervention sur le port autonome de Marseille. La femme d'Esteban, Andréa, affirme reconnaître l'enfant…
Épisode 2 : Escale mortelle : Un homme est repêché dans un bassin du port, après s'être pris une balle en plein cœur. Boher et Esteban retrouvent la femme de la victime. Une enquête difficile commence alors pour les deux hommes.
- Commentaires : Ce prime time est diffusé à l'occasion des dix ans de la série. Il a été conçu comme une série dérivée (ou spin-off) de Plus belle la vie, centrée sur les personnages de Jean-Paul Boher (Stéphane Henon) et de son ami Esteban (Patrick Juiff, qui avait déjà interprété un autre personnage, Yann Kermarec, dans la cinquième saison)[27]. Y apparaissent également d'autres personnages de Plus belle la vie gravitant autour de Boher, à savoir Jean-François Leroux (interprété par Jean-François Malet), Samia Nassri (Fabienne Carat) et Patrick Nebout (Jérôme Bertin). Ce prime time se compose de deux épisodes de 52 minutes, racontant chacun une histoire complète, ce qui le rend difficilement comparable avec les prime times habituels de Plus belle la vie, où chaque épisode est la suite du précédent.

#### Prime timede mai 2015
- Titre : Dette d'honneur
- Nombre et durée des épisodes : 1x90 minutes (approximatif)
- Scénario :
- Réalisateur : Didier Albert
- Première(s) diffusion(s) : 
  -  France : 19 mai 2015 : Sur France 3
  -  Belgique : 13 mai 2015 : Sur La Deux
  -  Suisse : 14 mai 2015 : Sur Rts
- Audience(s) :
  -  France : 3,4 millions de téléspectateurs[28].
  -  Belgique : 
  -  Suisse :
- Résumé : Nassim, docker et filleul de cœur d'Esteban, est assassiné quasiment sous ses yeux. Afin de le venger, Esteban décide de partir en Tunisie car il est convaincu qu'Aziz, un ancien docker condamné à cause de Nassim et rentré en Tunisie à sa sortie de prison dix ans auparavant, est revenu se venger. Boher, à contrecœur, décide par amitié d'accompagner Esteban dans ce voyage particulier. Les deux hommes partent avec leurs épouses, prétextant des vacances, et enquêtent illégalement tout en jouant les touristes pour donner le change. Ils se heurtent très vite à un imprévu : selon sa fille et sa sœur, Aziz se fait passer pour mort et se cache depuis sept ans. Commence alors une enquête à hauts risques pour les deux compères, poursuivis à la fois par des malfrats et par la police tunisienne, de la ville de Tunis jusqu'au désert.
- Commentaires : Ce prime time est la suite de la série dérivée de Plus belle la vie, Sur les quais, centrée sur les personnages de Jean-Paul Boher (Stéphane Henon) et de son ami Esteban (Patrick Juiff).

## Saison 12 (2015-2016)
La douzième saison de Plus belle la vie a été diffusée sur France 3 du 12 octobre 2015 au 7 octobre 2016.
Cette saison se compose de 260 épisodes réguliers (épisodes 2861 à 3120), sans compter les épisodes hors-série diffusés en première partie de soirée le 20 octobre 2015, le 15 mars 2016 et le 7 juin 2016.

### Évolution de la distribution
Acteurs principaux :
Dans cette saison, le feuilleton compte 10 acteurs principaux, crédités dans cet ordre dans le générique de fin :
- Sylvie Flepp : Mirta Torres
- Michel Cordes : Roland Marci
- Cécilia Hornus : Blanche Marci
- Serge Dupire : Vincent Chaumette
- Rebecca Hampton : Céline Frémont
- Virgile Bayle : Guillaume Leserman
- Anne Décis : Luna Torres
- Laëtitia Milot : Mélanie Rinato
- Laurent Kérusoré : Thomas Marci
- Alexandre Fabre : Charles Frémont

Pierre Martot (l'interprète de Léo Castelli), qui avait quitté la série lors de la huitième saison, réintègre la distribution au cours de cette douzième saison. Toutefois, il n'est plus crédité parmi les acteurs principaux, mais parmi les « guests » (acteurs invités).
Acteurs récurrents partis au cours de la saison :
- Alicia Hava : Margaux Lieber
- Jean-François Malet : Jean-François Leroux

Acteurs récurrents arrivés au cours de la saison : 
- Alexia Fourmond : Océane Mougin
- Éléonore Sarrazin : Sabrina Gocelin
- Myra Tyliann : Alison Valle
- Marie Hennerez : Léa Leroux

Autres acteurs invités notables :
- Florian Guichard : Guy Lemarchand
- Renaud Roussel : Arnaud Mougin

### Principales intrigues
- Le passé trouble de Francesco : Francesco Ibaldi voit resurgir sa famille avec qui il est brouillé depuis des années. Il apprend que sa mère, Claudia Rani, est atteinte d'un cancer et qu'elle souhaiterait qu'il reprenne le grand hôtel familial à Ravello en Italie. D'abord réticent, il accepte pour Barbara, à qui Claudia a proposé un poste de cuisinière à l'hôtel. Cependant, Barbara découvre que Claudia est une manipulatrice. Ne songeant qu'à son palace, elle est venue à Marseille dans le seul but de marier son fils à Annabelle Tessin, une cousine éloignée. Ce mariage devrait permettre de conserver l'hôtel, que la majorité de la famille veut vendre. Découvrant que sa mère n'est pas malade et qu'elle a utilisé du GHB pour le faire tomber dans les bras d'Annabelle, Francesco monte, en écartant d'abord Barbara pour lui éviter d'être en danger, une vengeance en vendant l'hôtel après avoir été nommé à sa tête.

- Opération Mains propres : Le vice-procureur Claire Mougin et son mari Arnaud sont placés devant un dilemme lorsque Océane, la fille de Claire, a une relation amoureuse avec Jonas Malkavian. En effet, Océane ignore que son véritable père n'est pas Arnaud, devenu stérile à la suite d'une bagarre, mais Sacha Malkavian (dont Claire fut la maîtresse 17 ans plus tôt), ce qui signifie que Jonas est son demi-frère. Anémone Vitreuil découvre le secret de Claire et décide de lui faire un chantage, mais cela lui vaut bientôt de graves ennuis avec la justice : elle est momentanément envoyée en prison, où elle se fait persécuter par sa codétenue, qui est a la solde de Claire. En outre, Claire va faire accuser Jonas d'un meurtre qu'il n'a pas commis, afin de couper tout lien entre lui et Océane sans révéler le secret qui concerne celle-ci. Jonas trouvera un arrangement avec Claire pour éviter la prison ferme en partant à l'étranger. Quelques mois plus tard, Claire, désormais procureur, aide Arnaud à se venger de Jérome Belesta, qu'il soupçonne injustement d'être le responsable de sa stérilité. N'hésitant pas à enfreindre la loi, les Mougin sont finalement démasqués et Océane laissera Arnaud se noyer alors qu'il voulait l'entraîner dans sa cavale. Quant à Claire, elle quitte Marseille après avoir passé un accord avec la police pour éviter la prison, en laissant à Sacha la garde d'Océane.

- L'ange de la mort : Le docteur Gabriel Riva décide d'euthanasier Julien Lagari, un patient en phase terminale, avec l'accord de sa femme, Sonia, une amie de lycée. Le père de Julien attaque Gabriel en justice. Découle alors l'ouverture d'une enquête sur une série de morts suspectes à l'hôpital Marseille-Est : plusieurs patients de Gabriel ont avant Julien été tués avec le même mélange létal. Le coupable s'avère être Agnès Roussel, une infirmière et nouvelle compagne de Benoît Cassagne. Montrant un excès d'empathie, elle souhaitait mettre fin aux souffrances des patients après avoir été elle-même en butte au décès d'un de ses proches.

- Abdel et la pègre marseillaise : Abdel Fedala, désormais avocat commis d'office au barreau de Marseille, parvient à faire libérer Gary Novak, un truand du milieu marseillais. Novak souhaite faire d'Abdel son nouvel avocat attitré. Cependant, Abdel va vivre une histoire d'amour avec Vanessa, la femme de Novak, qui subit la violence de son mari. Par amour pour Vanessa, Abdel fait tomber Novak, qui est incarcéré. Le policier Greg Vinci (par ailleurs le filleul de Patrick Nebout), qui s'avère être un ripou à la solde de Novak, apprend à ce dernier qu'Abdel est responsable de son arrestation. Novak donne l'ordre d'éliminer Abdel. Celui-ci finit par payer Max Soucra, le co-détenu de Novak qui subissait les brimades du truand, pour qu'il l'élimine définitivement. Abdel prend ainsi la place de Novak dans le milieu marseillais, au grand désarroi de ses proches. Quant à Greg, il est démasqué et arrêté alors qu'il s'apprêtait à partir en cavale.

- La vengeance de Luc : Samia Nassri et Jean-Paul Boher ont de sérieux problèmes d'argent. Samia décide de travailler en secret dans un club nautique dirigé par le sulfureux Alexandre Sardan. Ce dernier n'hésite pas à peloter toutes ses employées, et va jusqu'à les violer en échange d'augmentations. Béatrice fait partie de ses victimes, mais ne dit rien dans l'espoir de mettre assez d'argent de côté pour partir vivre en Guadeloupe. Un soir, Sardan drogue Samia et la menace d'une arme : Samia parvient à se défendre et le tue. Jean-Paul fait tout pour brouiller les pistes et sauver sa femme de la prison, et va jusqu'à commettre plusieurs bavures. Il influence Faustine, la jeune stagiaire, afin de l'emmener sur de fausses pistes. Mais les Boher sont en réalité victimes de la vengeance de Luc Durand, un gendarme qu'ils ont envoyé en prison l'année précédente pour violences conjugales. C'est lui qui a tué Alex Sardan après Samia, car cette dernière l'avait simplement blessé à l'épaule. Il est arrêté après avoir tenté de faire accuser Vincent Chaumette du meurtre, car il reprochait à ce dernier d'avoir offert à son ex-femme un logement.

- La double vie d'Emma : Emma Rimez est célibataire depuis qu'elle n'a pas pardonné à Baptiste Marci le comportement qu'il a eu avec sa sœur et Thérèse. Elle fait la rencontre de Lucas dans un bar, et couche avec ce dernier. Au petit matin, elle est abasourdie de découvrir 200 euros sur la table de nuit, l'homme l'ayant confondue avec une prostituée. Emma se laisse séduire par l'argent facile, et revoit Lucas à plusieurs reprises. Il lui fait rencontrer Alexandra, une autre prostituée avec laquelle elle se lie d'amitié. Emma mène une double vie pendant plusieurs semaines, jusqu'à que Thierry Litwak, un ami de Franck Ruiz, perce son secret à jour. Il lui ordonne de coucher avec lui et avec un collègue, sous menace de révéler la vérité à Franck. César Cordonnier découvre à son tour qu'Emma se prostitue, et tente de l'aider à se sortir de ses problèmes. Alexandra finit par révéler la vérité à Franck, qui frappe violemment Litwak. Il le séquestre pendant plusieurs jours et le pousse à se dénoncer pour des faits de détournement d'argent. Reconnaissante, Emma demande à Franck de devenir son père adoptif.

- Djawad en prison : Djawad Sangha se décide enfin à quitter le salon Belles du Mistral qu'il occupe depuis plus d'un an malgré sa rupture d'avec Estelle. Il fait la rencontre de Maud Grangé, la cousine d'Eugénie Grangé, et c'est le coup de foudre. Problème : la jeune étudiante est accro aux drogues dures, et fait de dangereux mélanges pendant des soirées très arrosées. Djawad se laisse entraîner par Marc, l'ami et dealer de Maud. Cette dernière finit par faire une overdose, et meurt subitement. Djawad est inconsolable, et la famille Grangé, convaincue de sa culpabilité, met tout en œuvre pour l'envoyer en prison. Furieux contre Marc, qu'il juge responsable de la mort de Maud, Djawad tente de le tuer, mais renonce. Il sera finalement incarcéré plusieurs mois pour trafic de stupéfiants, et tous les dealers de Maud seront tour à tour arrêtés. Estelle Cantorel, de son côté, largue Franck Ruiz en découvrant qu'elle ressent toujours des sentiments pour Djawad… que ce dernier ne partage plus.

### Épisodes diffusés en première partie de soirée
À noter que dans cette saison, en plus des épisodes mentionnés ci-dessous, France 3 a diffusé à trois reprises en première partie de soirée des épisodes réguliers qui n'avaient pu être diffusés à l'horaire habituel, en raison d'une grille des programmes bouleversée par la retransmission de différents évènements sportifs : tout d'abord les Championnats d'Europe de natation (pendant lesquels la chaîne a diffusé en prime time cinq épisodes réguliers le 11 mai 2016), puis les Jeux olympiques de Rio (lors desquels cinq épisodes ont été diffusés en prime time le 11 août 2016, puis cinq autres ont été diffusés le 18 août).

#### Prime timed'octobre 2015
- Titre : Quand les masques tombent
- Nombre et durée des épisodes : 1x100 minutes (approximatif)
- Réalisateur : Benoit d’Aubert
- Première(s) diffusion(s): 
  -  France : 20 octobre 2015 sur France 3
  -  Belgique : 13 octobre 2015 sur La Deux
  -  Suisse :

Audience(s):
- France : 4,7 millions de téléspectateurs[32]
- Belgique :
- Suisse :

- Résumé : Wendy Lesage se fait enlever par l'Enchanteur, un tueur en série qui a sévi dans plusieurs pays et qui a fait en quelques semaines trois victimes à Marseille : Aurélie Delorme, Constance Dorléac et Pauline Prieur (la sœur de Stéphane, tuée au début de la douzième saison), sans compter Jeanne Carmin, qui lui a échappé de justesse. En fait, ces femmes n'ont pas été victimes de l'Enchanteur, mais d'un imitateur, qui n'est autre que Thierry Delport, le père biologique de feue Élise Carmin. Thierry voulait avant tout se venger de Jeanne, qui l'avait escroqué et lui a fait perdre beaucoup d'argent en représailles de la mort de leur fille (Jeanne estimant Thierry responsable de la situation). Pour se venger, Thierry a donc essayé de tuer Jeanne en imitant le mode opératoire de l'Enchanteur, mais il a également tué trois autres femmes pour brouiller les pistes et ne pas être lui-même soupçonné par la police, avec la complicité de son fils, Louis. Finalement, ce dernier est arrêté alors qu'il s'apprêtait à éliminer Jeanne pour de bon. Le commandant Nebout parvient ainsi à remonter jusqu'à Thierry et se rend chez lui avec son équipe, en espérant sauver Wendy. Ils retrouvent Wendy saine et sauve et le corps sans vie de Thierry, tué vraisemblablement par le véritable Enchanteur, qui n'avait pas supporté d'être imité. L'identité du véritable Enchanteur reste toutefois un mystère (et ne sera révélée que dans la saison 13).

Parallèlement, Luna et Guillaume , qui ont une liaison à l'insu de leurs compagnons respectifs, Sacha et Caroline, ont réservé une chambre d'hôtel pour passer un agréable moment ensemble. Pour justifier son départ, Guillaume prétexte à Caroline un congrès médical, tandis que Caroline a prévu de se rendre à un enterrement de vie de jeune fille. Mais Caroline décide finalement de rejoindre Guillaume à l'hôtel pour lui faire une surprise, tandis que Sacha doute de plus en plus de la fidélité de Luna et la rejoint lui aussi à l'hôtel. Guillaume et Luna parviennent à donner le change, mais Luna finit par craquer et avoue la vérité à Sacha, qui la prend très mal.
De leur côté, Baptiste, Emma et Thérèse convainquent leur professeur d'anglais, Nathan Leserman, de les laisser l'accompagner à un festival de rock avec Kevin. Leur but étant de remonter le moral de Kevin qui déprime à la suite d'une déception amoureuse avec Fathia. Le groupe croise en chemin Lilou, une fille de leur classe qui va également au festival. Cependant, la camionnette que Nathan a louée à un de ses amis tombe en panne. Le temps de trouver une solution, le groupe s'installe dans une maison de campagne inoccupée et s'adonne aux joies des paradis artificiels. Pendant cette aventure, Kevin et Lilou tombent amoureux.
- Commentaires : C'est la première fois qu'une intrigue principale se déroulant au cours de la série (en l'occurrence, l'intrigue sur l'Enchanteur) trouve son dénouement dans un prime time.

#### Prime timede mars 2016
- Titre : Infiltration

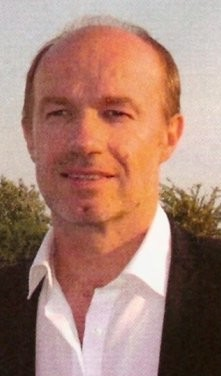
Ce prime time marque le retour de Pierre Martot, l'interprète de Léo Castelli.

- Nombre et durée des épisodes : 1x100 minutes (approximatif)
- Réalisateur : Christophe Barbier
- Personnages
- Première(s) diffusion(s): 
  -  France : 15 mars 2016 sur France 3
  -  Belgique : 11 mars 2016 sur La Deux
  -  Suisse :

Audience(s) :
- France : 3,8 millions de téléspectateurs[33]
- Belgique :
- Suisse :

- Résumé : L’ancien policier du Mistral Léo Castelli est depuis quelques jours à Marseille, sans avoir prévenu ses proches. Il a en réalité repris du service en infiltrant un puissant réseau de drogue sud-américain. Il a été envoyé en France pour effectuer une transaction avec Yann Miramas, le second de Gary Novak, pour le compte d'un narco-trafiquant sud-américain. Son infiltration tourne mal à cause de sa fille Barbara qui, ne l'ayant pas vu depuis des années, a pénétré dans l'aérodrome où se déroule la transaction pour le revoir. Repérée et capturée, elle subit un interrogatoire musclé de Yann, qui pense qu'elle est policière. Léo tente de faire évader discrètement sa fille mais échoue lorsque Yann apprend leurs véritables identités à tous les deux. Il décide de les laisser au sort que leur réserve le narcotrafiquant qui vient de débarquer. Heureusement, Abdel et Vanessa parviennent à les retrouver dans une maison secondaire de Gary, et arrivent à faire libérer les deux otages en appelant la police. Torturé par le narcotrafiquant, et voyant sa fille menacée de viol par ce dernier, Léo finit par parler de son infiltration juste avant que la police n'intervienne. Durant l'intervention, le jeune policier Greg Vinci (filleul de Patrick Nebout) abat Yann d'une balle dans le cœur et le groupe est rapidement abattu. Sains et saufs, Barbara et Léo sortent libres des mains des truands. Seul le narcotrafiquant s'en sort vivant et est arrêté.

Dans le même temps, Samia et Jean-Paul décident d'enregistrer leur première sextape, pour pimenter leur vie de couple. Malheureusement, une fausse manipulation de ce dernier envoie une copie par courriel à tous les invités de la crémaillère qu'ils ont prévue pour leur appartement récemment refait. Le couple s'efforce alors d'effacer les copies envoyées aux invités en se rendant chez eux, notamment le père de Jean-Paul (séjournant brièvement au Céleste), Blanche Marci et le couple de Thomas et Gabriel. Bien que victime d'un chantage de la part de Nathan et Frémont dû à un malentendu qui oblige Jean-Paul à se déguiser en femme, Jean-Paul et Samia réussissent à effacer toutes les copies envoyées. C'est du moins ce qu'ils croient, car il s'avère que Thomas et Gabriel avaient en réalité eu le temps de voir la sextape avant qu'ils ne l'effacent.
De leur côté, les ados du Mistral Baptiste Marci, Thérèse Marci, Zoé Prieur et Kevin Belesta doivent faire leur stage au Musée de la Vielle Charité. Sur place, ils croisent César, qui y travaille. Thérèse, inscrite sur une application de rencontre, apprend qu'elle a 97 % de compatibilité avec César. Ce dernier lui fait visiter le musée en pleine nuit, et un rapprochement s'effectue entre les deux adolescents, mais Thérèse se méfie de César, en dépit des sentiments naissants pour lui, et préfère entamer une relation avec Pierrick, son tuteur de stage.

#### Prime timede juin 2016
- Titre : Dérapages
- Nombre et durée des épisodes : 1x100 minutes (approximatif)
- Réalisateur : Didier Grousset
- Première(s) diffusion(s): 
  -  France : 7 juin 2016 sur France 3
  -  Belgique : 3 juin 2016 sur La Deux
  -  Suisse : 3 juin 2016 sur RTS Un

Audience(s) :
- France : 3,85 millions de téléspectateurs[34]
- Belgique :
- Suisse :

- Résumé : Alors qu'il se trouve dans son cabinet, le docteur Guillaume Leserman se fait tirer dessus par Christophe Servier, un patient de Caroline Fava déséquilibré depuis la mort de son fils, un sportif qui a séjourné au Laos ; Guillaume ayant lui-même été au Laos à plusieurs reprises, Servier s'est convaincu que le médecin était responsable de la mort de son fils et a décidé de le tuer. Servier est interpellé par Patrick qui se trouvait à la terrasse du Mistral, tandis que Guillaume est conduit à l’hôpital où il sera sauvé. Toutefois, Luna qui s'est longuement inquiétée pour lui, a réalisé qu'elle avait toujours des sentiments pour Guillaume. Elle vient le chercher à l’hôpital quelques jours plus tard, et ils reprennent leur liaison.

Luna annonce ensuite qu'elle est tombée enceinte ; elle ne sait pas qui de Sacha ou de Guillaume est le père, mais elle souhaite qu'ils élèvent l'enfant à trois. Si Guillaume est d'accord, Sacha en a assez de voir que Luna est toujours liée à Guillaume. Il décide d'aller voir Servier aux Baumettes, et lui confie un couteau afin de lui permettre de s'évader pendant son transfert. Lorsque la police met Guillaume et Luna au courant de l'évasion, Sacha propose à Guillaume de quitter à Marseille et de passer quelque temps à Manosque, où il a un ami. Servier s'est toutefois procuré un fusil à longue portée et abat Sacha par erreur. Quelque temps plus tard, Guillaume et Luna se sont mariés et vivent heureux avec leur fille, alors que Guillaume, qui s'est entre-temps initié aux médecines parallèles, est devenu réputé dans le monde entier.
De son côté, Nathan Leserman s'est vu forcé d'organiser une activité extrascolaire, sur une île au large de Marseille pour éviter d'être renvoyé à la prochaine rentrée scolaire. Il a donc décidé d'organiser un "club nature" et a recruté Julien, un ancien élève de Scotto devenu ethologue. Julien fait rapidement tourner la tête d'Emma, Thérèse, Lylou et Zoé qui décident de tout faire pour le séduire. Baptiste et César, jaloux de Julien, décident de gâcher la sortie prévue par Nathan. Sur place, ils réussissent à ridiculiser Julien, puis capturent Nathan au moyen d'un filet accroché à un arbre, afin de s'amuser entre jeunes. La situation dégénère le lendemain : alors que Baptiste est parti libérer Nathan, ce dernier se jette sur lui, furieux ; Baptiste riposte et croit l'avoir tué accidentellement. César lui propose se débarrasser du corps en le jetant de la falaise, mais Nathan se réveille alors qu'ils arrivent au bord; c'est alors que César le pousse dans le vide et déclare, triomphant, qu'il a désormais un moyen de forcer à Baptiste à l'aider à séduire Thérèse de nouveau.
Quant à Caroline, elle poursuit inlassablement le commissaire Nebout ; ce dernier, pensant qu'elle veut retravailler avec le commissariat comme consultante pour établir les profils psychologiques des suspects, refuse continuellement de la voir. Alors que Caroline finit par le rejoindre quelque temps plus tard, ils couchent ensemble ; quand Babeth l'apprend, elle est furieuse.
Il s'avère qu'en réalité, tous ces évènements n'avaient été que rêvés par Guillaume : Adriana, présente dans son rêve, lui explique que son rêve lui a montré ce qu'il a toujours voulu avoir : un enfant avec Luna, la renommée, et Sacha devenu prêt à tout pour les séparer afin de lui donner le beau rôle. En revanche, ce qui est arrivé à Nathan risque bel et bien de se produire, car Servier a attiré Nathan sur l'île où il vit et compte le tuer pour avoir sa revanche sur Guillaume. Ce dernier parvient à expliquer la situation à Caroline, qui prévient ensuite le commissaire Nebout, et Nathan est sauvé in extremis.
- Commentaires : Lors de sa première diffusion sur France 3, ce prime time s'est classé en tête des audiences de la soirée (devant TF1)[34], même si son audience n'est que très légèrement supérieure à celle du prime time précédent.

## Saison 13 (2016-2017)
La treizième saison de Plus belle la vie a été diffusée sur France 3 du 10 octobre 2016 au 13 octobre 2017.
Cette saison se compose de 265 épisodes réguliers (épisodes 3121 à 3385), sans compter les épisodes hors-série diffusés en première partie de soirée le 20 décembre 2016 et le 26 septembre 2017.

### Évolution de la distribution
Acteurs principaux :
Au début de cette saison, le feuilleton compte 10 acteurs principaux, crédités dans cet ordre dans le générique de fin :
- Sylvie Flepp : Mirta Torres
- Michel Cordes : Roland Marci
- Cécilia Hornus : Blanche Marci
- Serge Dupire : Vincent Chaumette
- Rebecca Hampton : Céline Frémont
- Virgile Bayle : Guillaume Leserman
- Anne Décis : Luna Torres
- Laëtitia Milot : Mélanie Rinato
- Laurent Kérusoré : Thomas Marci
- Alexandre Fabre : Charles Frémont

Virgile Bayle, qui joue le rôle de Guillaume Leserman, quitte la série au cours de cette saison, lors de l'épisode 3213. Il n'est plus crédité au générique à partir de l'épisode 3215.
Acteurs récurrents partis au cours de la saison :
- Vanessa Valence : Claire Mougin
- Céline Vitcoq : Wendy Lesage

Acteurs récurrents arrivés au cours de la saison :
- Régis Maynard : Éric Norman
- Lola Marois : Ariane Hersant
- Marie Daguerre : Anne Olivieri
- David Marchal : Clément Bommel
- Jules Fabre : Théo Bommel
- Enola Righi : Clara Bommel

### Principales intrigues
- Le fantôme de la coloc : Nathan Leserman découvre que l'appartement dans lequel il a emménagé avec Barbara, Sabrina Gocelin et Coralie Blain est hanté par le fantôme de Cyril Rochat, le fils du proviseur Rochat. Cyril a été retrouvé mort treize ans auparavant dans l'appartement où Nathan et ses colocataires vivent désormais. Sabrina vit alors une histoire d'amour avec Julien Cayrol, un musicien qui semble avoir connu Cyril avant son décès. Alors que Nathan et Sabrina tentent de rouvrir l'enquête sur la mort de Cyril, Céline Frémont, qui a vécu une histoire d'amour avec ce dernier, est suspectée du meurtre et commence à reperdre pied. Dans le même temps, Barbara, séparée de Francesco, vit une histoire d'amour avec Mitia, un ami de Julien. Lorsque ce dernier est retrouvé mort, Francesco est accusé à tort et se retrouve emprisonné. Ce n'est que plus tard que Léo découvre que le meurtrier de Cyril et Mitia est la même personne. En effet, il s'agit de Béatrice, la mère de Julien, qui ne supportant pas d'être abandonnée par ses deux amants, les a tués. Elle sera arrêtée après avoir tenté de tuer Sabrina qui l'avait démasquée.

- La faillite de Phénicie : Victime de racket sur un de ses chantiers dans les quartiers Nord de Marseille, Vincent Chaumette demande à Abdel Fedala de lui prêter des mains mafieuses pour sécuriser ses chantiers. Abdel ambitionne en réalité de récupérer des parts de Phénicie pour pouvoir blanchir tout l'argent provenant du cercle du poker qu'il cogère avec Vanessa Paolini, sa compagne enceinte depuis peu. Il fait chanter Vincent, pendant que Doumé Verdi, le cousin de Vanessa, récemment sorti de prison, s'efforce de gagner sa confiance. Vanessa finit cependant par perdre l'enfant, tandis que les braqueurs exécutent la mère d'Abdel sous ses yeux, entraînant ce dernier dans une vendetta sanglante alors que Karim est devenu malgré lui un indic pour la police. L'intrigue se termine par le meurtre de Doumé par Abdel, l'incarcération de Karim qui s'accuse du meurtre pour sauver son fils et la rupture définitive entre Vanessa et Abdel. Vincent, pour sa part, est contraint de liquider Phénicie.

- La mort d'Issa : Djawad Sangha sort des Baumettes et s'installe à la coloc au moment même où son cousin Issa est de retour au Mistral. Le jeune adolescent se lie d'amitié avec Kevin Belesta et tombe sous le charme de Lilou, qu'il souhaite séduire en lui achetant des places pour un concert. N'ayant pas d'argent, Issa braque une boutique dans laquelle Jérôme Belesta vient tout juste d'être embauché. Le père de Kevin, craignant pour la vie de son fils qui se trouve dans les parages, tire sur Issa et le tue, alors que son arme est fausse. Déboussolé d'avoir commis pareil acte, Jérôme entre dans une spirale infernale, et se laisse embrigader par les extrémistes. Kevin en veut terriblement à son père, et fugue avec sa petite amie Jenny Chanez. Père et fils parviennent finalement à se réconcilier, et Djawad a une discussion apaisée avec Jérôme, à qui il pardonne le geste impardonnable mais compréhensible qu'il a commis.

- Le véritable Enchanteur : Claire Mougin est de retour à Marseille. Voulant se venger des personnes responsables de sa chute, elle va se servir de l'Enchanteur, le tueur en série sur lequel elle avait enquêté lorsqu'elle était magistrate. En effet, elle a découvert que l'Enchanteur n'est autre que le chirurgien Nicolas Berger, désormais en couple avec Blanche Marci. Claire fait un chantage à Nicolas pour que celui-ci l'aide à tuer ses ennemies, dont Anémone Vitreuil, avec son mode opératoire habituel. En échange, Claire promet à Nicolas de lui révéler l'identité de l'homme qui a tué sa mère, qui est par ailleurs son père biologique. Claire ignore toutefois que Nicolas a un complice : son propre frère, le docteur Marc Alibert. Nicolas parviendra finalement à trouver par lui-même l'identité de leur père biologique et pourra alors assassiner Claire, celle-ci n'ayant plus les moyens de lui faire un chantage. Avec l'aide de Marc, il va également tuer trois autres femmes, dont Wendy Lesage, avant de faire accuser à sa place leur propre père, Pascal Galien, qui sera abattu lors d'une intervention de police. Peu après, Nicolas épouse Blanche, qui est loin d'imaginer avoir affaire à un tueur en série.

- Mistral VS Canet : L'équipe de policiers du Mistral doit cohabiter avec les policiers du Canet, dont le commissariat a été incendié. Jean-Paul Boher retrouve à cette occasion Ariane Hersant, une policière raciste comme il l'était naguère, avec qui il avait une liaison, au grand dam de Samia. Le Mistral doit apprendre à cohabiter avec Canet, et les policiers sont désormais sous la coupe de la commissaire Anne Olivieri. Tous enquêtent sur l'incendie volontaire commis au Canet, et plusieurs flics sont tour à tour suspectés. Anne a un comportement étrange pendant l'affaire, et tombe sous le charme de Patrick Nebout : elle fait une tentative de suicide, avant de succomber à son charme. Babeth apprendra quelques mois plus tard la tromperie. La police parvient finalement à arrêter le coupable, mais on apprendra un an plus tard qu'Anne avait couvert Stan Mercier, son frère, auteur de l'incendie.

- Trois femmes et un couffin : Michäel Malkavian, le frère de Sacha, est de retour au Mistral avec un bébé, Lola. Il annonce à ses proches que Rose, la mère de l'enfant, a été tuée dans un accident de voiture il y a un mois. Cependant, Simon, père de Rose et riche homme d'affaires canadien, accuse Mickaël d'avoir provoqué l'accident pour toucher un héritage et tente de récupérer la garde de Lola. Jeanne Carmin va ensuite vivre une histoire d'amour avec Mickaël, entraînant sa rupture avec Vincent Chaumette. Mickaël va tout faire pour prouver la violence de son beau-père mais ses manigances se retournent contre lui : il se voit retirer la garde de Lola et est provisoirement incarcéré. Alors que Jeanne enlève Lola et la cache, avec l'aide de ses amies Luna et Babeth et de sa mère Anémone Vitreuil, Sacha se rend au Canada où il déniche un témoignage accablant contre Simon, lui enlevant toute chance de récupérer la garde de Lola. Mickaël est libéré mais est contraint de partir en cavale avec Lola, pour éviter toute représailles de Simon.

- Le divorce des Boher : Samia Nassri, lasse d'être simple flic, se lance comme coach en self-défense. Elle donne les cours depuis l'ancienne salle de sport de Djawad Sangha, et demande à ce dernier de devenir son cobaye. Les deux amis se rapprochent dangereusement, et tombent étonnamment amoureux. Ils entretiennent une relation amoureuse secrète pendant plusieurs semaines, et enquêtent ensemble sur le meurtre d'un vieillard. Un SDF, Anton Ristic, a été envoyé en prison par Ariane Hersant dans cette affaire mais Samia, sachant sa rivale raciste, est convaincue de sa malhonnêteté. Les deux tourtereaux parviennent à prouver l'innocence d'Anton, qui est disculpé. Par représailles, Ariane révèle à Jean-Paul Boher les véritables liens qui unissent Samia à Djawad. C'est le clash : le couple divorce, et Jean-Paul se console avec Ariane. Finalement, Djawad quitte la France pour les Émirats Arabes Unis, et laisse Samia seule, inconsolable.

### Épisodes diffusés en première partie de soirée

#### Prime timede décembre 2016
- Titre : Si Noël m'était conté

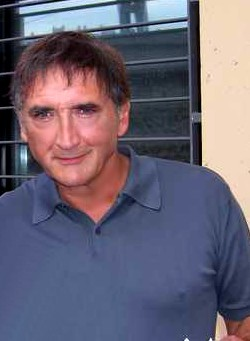
Charles Frémont (Alexandre Fabre) est l'un des protagonistes de ce prime time.

- Nombre et durée des épisodes : 1x100 minutes (approximatif)
- Réalisateur : Benoît d'Aubert
- Première(s) diffusion(s): 
  -  France : 20 décembre 2016 sur France 3
  -  Belgique : 16 décembre 2016 sur La Deux
  -  Suisse : 16 décembre 2016 sur RTS Un
- Audience(s) : 
  -  France : 4,37 millions de téléspectateurs[35]
  -  Belgique : 
  -  Suisse :
- Résumé : Baptiste a trahi la confiance de sa sœur à cause de son machisme et de sa haine contre César. Thérèse, très mal, fugue et erre dans les rues de Marseille, alors qu’un dîner de fête doit réunir toute la famille. Tous partent à sa recherche. Cette crise réveille les souvenirs d’autres Noël à la fois douloureux et salvateurs. Ainsi Roland se remémore un moment clé de sa jeunesse, quand le boxeur plein d’avenir qu’il était a dû faire un choix déterminant pour sa vie. Thomas, lui, a été l’instrument d’un vrai miracle. Quant à Gabriel, n’aurait-il pas rencontré le Père Noël ?

#### Prime timede septembre 2017
- Titre : Naissances
- Nombre et durée des épisodes : 1x100 minutes (approximatif)
- Réalisateur : Benoît d'Aubert
- Première(s) diffusion(s): 
  -  France : 26 septembre 2017 sur France 3
  -  Belgique : 22 septembre 2017 sur La Deux
  -  Suisse : sur RTS Un
- Audience(s) : 
  -  France : 3,8 millions de téléspectateurs[36]
  -  Belgique : 
  -  Suisse :
- Résumé : Au petit matin, Franck retrouve Emma et Baptiste sur le canapé de la maison. Ils sont visiblement rentrés très tard de la soirée de la veille. Tout semble normal à part un détail : Emma n'est plus enceinte ! En les interrogeant, Franck découvre que ni Emma ni Baptiste ne se souviennent de ce qu'il s'est passé. Comment Emma a-t-elle accouché ? Où est leur bébé ? Le mystère est total. Pour Patrick, c'est le jour de sa propre naissance qu'on célèbre aujourd'hui. Mais l'anniversaire organisé par sa femme va se retrouver en concurrence avec celui organisé par ses collègues… parmi lesquels figure Anne. Lorsque Babeth découvre la supercherie, elle commencera à se poser bien des questions sur la nature exacte de la relation qui existe entre la commissaire et son mari. Une situation explosive quand on connait le tempérament de Babeth ! Eugénie cherche à tout prix à sauver Massilia News. Pour cela, elle va devoir plaider sa cause auprès des Signac un couple de riches investisseurs. Comme il lui faut apparaître comme étant en couple, elle convainc Benoît de se faire passer pour son mari. Très vite, Marc Signac et Eugénie tombent sous le charme l'un de l'autre…

## Saison 14 (2017-2018)
La quatorzième saison de Plus belle la vie a été diffusée sur France 3 du 16 octobre 2017 au 5 octobre 2018.
Cette saison se compose de 255 épisodes réguliers (épisodes 3386 à 3640), sans compter les épisodes hors-série diffusés en première partie de soirée le 26 décembre 2017 et le 3 avril 2018.

### Évolution de la distribution
Acteurs principaux :
Au début de cette saison, le feuilleton compte 9 acteurs principaux, crédités dans cet ordre dans le générique de fin :
- Sylvie Flepp : Mirta Torres
- Michel Cordes : Roland Marci
- Cécilia Hornus : Blanche Marci
- Serge Dupire : Vincent Chaumette
- Rebecca Hampton : Céline Frémont
- Anne Décis : Luna Torres
- Laëtitia Milot : Mélanie Rinato
- Laurent Kérusoré : Thomas Marci
- Alexandre Fabre : Charles Frémont

Laëtitia Milot (Mélanie Rinato) n'est plus créditée à partir du lundi 2 avril 2018, car celle-ci quitte le feuilleton.
Dounia Coesens, qui interprétait le personnage de Johanna Marci jusqu'à la dixième saison, revient seulement pour une intrigue à partir de l'épisode diffusé le 12 février 2018 et réintègre provisoirement le groupe des acteurs principaux. Elle n'est plus créditée à partir de l'épisode du 30 avril 2018.
Acteurs récurrents partis au cours de la saison :
- David Baiot : Djawad Sangha
- Ludovic Baude : Benoît Cassagne
- Stephane Bierry : Stéphane Prieur

Acteurs récurrents arrivés au cours de la saison :
- Sam Chemoul : Tom Gassin
- Malika Alaoui : Mila Valle
- Charlotte Forlay : Cerise Gourdon
- Lani Sogoyou : Carole Leconte
- Alexis Baginama Abusa : Valère Malonda
- Annie Gregorio : Claire Richet

Autres acteurs invités notables
- Rufus : Yves Coplain
- Grégory Questel : Xavier Revel
- Sophie de La Rochefoucauld : Caroline Évenot
- Franck Borde : Florian Estève
- Ludivine Manca : Élodie Estève

### Principales intrigues
- La maladie de Jocelyn : Jocelyn Sandré se perd depuis qu'il a la maladie d'Alzheimer. Il fait la rencontre de Sylvie Mazières, une maraîchère bio avec laquelle il se lie d'amitié. Les deux tourtereaux ont rapidement une relation sexuelle ensemble, mais Jocelyn la retrouve morte dans le lit après leur rapport, tuée d'une balle dans la tête. Jocelyn ne se souvient plus de rien : il a oublié le rapport sexuel, et plus encore la personne qui est venue dans la chambre pour tuer Sylvie. Convaincu de sa culpabilité, il se livre à la police. Il est interné dans un hôpital psychiatrique le temps de l'instruction. Patrick Nebout est dessaisi de l'affaire, laissée aux mains d'Anne Olivieri. Un agent de la DGSI débarque et révèle que Sylvie Mazières était autrefois la compagne d'un membre de l'ETA, assassiné. Tout porte à croire que la veuve a été victime d'un règlement de comptes. Jocelyn est innocenté, et un individu est accusé du crime à sa place, mais Patrick n'est pas dupe : la raison d'État avant tout.

- Les rêves de Barbara : Barbara Évenot est en couple avec Alan depuis plusieurs mois. Ce dernier souhaite mettre au point une application ludique sur Gyptis et Protis, les mythes fondateurs de Marseille. Dans les caves du Céleste, Franck Ruiz retrouve un bracelet qu'il offre à Alison. Barbara le retrouve dans la poubelle, et le met autour de son poignet. Pendant plusieurs semaines, la jeune femme fait d'étranges rêves, qu'elle relie à ce bracelet. Elle s'imagine aux bras de son prince charmant ; ses rêves la convainquent qu'elle ne finira pas ses jours avec Alan, et elle le quitte. Elle pense être toujours amoureuse de Francesco Ibaldi et tous deux se rabibochent quelques jours. Elle hésite ensuite avec Abdel Fedala, avant de tomber sur Elias Barazi, un Syrien duquel elle tombe follement amoureuse. Sans papier, Elias demande à Mao des papiers, mais ce dernier lui réclame le bracelet en échange. Ce dernier et ses complices sont finalement arrêtés, et Barbara et Elias se marient quelques semaines plus tard.

- Les origines de Baptiste : Baptiste Marci est triste depuis la naissance de son fils Mathis, car ce dernier ne connaîtra jamais ses véritables origines paternelles. Aidé par Emma Rimez, il part à la recherche de son père biologique, qu'il retrouve à Paris. Alpha Sidibé est marchand d'art, et développe rapidement un lien fusionnel avec son fils, au grand dam de Thomas et Gabriel, inquiets de voir leur fils adoptif s'éloigner d'eux. Baptiste devient l'assistant de son père, mais ce dernier est en réalité un escroc notoire : il s'amourache de Céline Frémont et parvient à lui vendre une croûte plusieurs milliers d'euros. Il tente de faire affaire avec Anémone Vitreuil mais cette dernière tombe sous le charme de Baptiste. Elle n'hésite pas à le faire chanter : elle achètera un tableau à six chiffres contre une nuit d'amour. Baptiste refuse et met son père en danger de mort. En effet, ce dernier doit de l'argent à la pègre marseillaise : il se fait assassiner.

- La mort de l'Enchanteur : Nicolas Berger, alias « l'Enchanteur », est à nouveau pris de pulsions meurtrières quand une de ses patientes, Élodie Forny, le harcèle à cause d'une légère erreur médicale. Le médecin parvient finalement à résister à ses pulsions et épargne Élodie. Tout bascule quelques mois plus tard, lorsque Nicolas rencontre pour la première fois Johanna, la fille de son épouse Blanche. Nicolas fantasme à l'idée de tuer Johanna. Marc Alibert, le frère et complice de Nicolas, l'incite à réaliser son fantasme, mais c'est Marc que Nicolas va éliminer, ce dernier ne supportant plus son influence. Pour ne pas tuer Johanna, Nicolas va la remplacer par une autre proie : Cécile Signac, qu'il va éliminer. C'est grâce aux traces ADN laissées par Marc et Nicolas au domicile d'Estelle Cantorel (que Marc avait choisie comme victime potentielle pour Nicolas, mais que ce dernier avait refusé de tuer) que la police découvrira le lien de parenté entre les deux hommes. Sentant que l'étau se resserre autour de lui, Nicolas kidnappe Blanche et part en cavale avec elle. Il décide finalement de se suicider et boit un verre de poison, obligeant Blanche à faire de même, mais Johanna intervient à temps pour le neutraliser (prime time d'avril 2018). Blanche et Nicolas sont alors hospitalisés ; Blanche est sauvée, tandis que Nicolas se laisse mourir sur son lit d'hôpital, mettant un point final à l'histoire de l'Enchanteur.

- La fausse mort de Patrick : Abdel Fedala accepte d'être l'avocat des Liberati, une famille mafieuse, ce qui lui vaut rapidement des ennuis avec la police. La nouvelle procureure Carole Leconte lui propose rapidement un deal : libérer son père Karim Fedala des Baumettes à la condition de l'aider à faire tomber les Liberati. Pour ce faire, Abdel n'a pas d'autre choix que de se mettre les Liberati dans la poche : il feint de tuer Patrick Nebout devant le commissariat, et ce dernier se fait passer pour mort aux yeux de tous ses proches, à l'exception de Babeth. Abdel est emprisonné aux côtés de son père aux Baumettes, dans la cellule de Mateo Liberati, l'oncle et chef du gang. Après plusieurs semaines d'infiltration, Abdel parvient finalement à faire tomber ses deux clients : Patrick ressuscite, et Karim et Abdel sont libérés.

- Prise d'otages : Céline Frémont et Franck Ruiz sont victimes d'une prise d'otage commise par Bastien Rondo, un ancien client de Céline qui avait été accusé d'avoir tué Michel Mezzian, son patron, sept ans plus tôt. La prise d'otage s'achève par le suicide de Bastien. Céline tombera amoureuse de Franck et vivra une histoire d'amour avec lui. Ils enquêteront pour découvrir qui est le vrai meurtrier de Michel Mezian. Céline reçoit des menaces téléphoniques et perd pied. Il s'avère finalement que le vrai meurtrier de Mezzian est Philippe Duchêne, compagnon d'Anémone Vitreuil et homme d'affaires milliardaire qui avait eu un désaccord financier avec Mezzian en 2011. Le complice de Duchêne n'est autre que Charles Frémont, qui a donc menacé sa propre fille Céline en l'harcelant anonymement par téléphone. Rattrapé par son passé, Frémont agresse Franck et part en cavale, avant d'être arrêté à la douane. Philippe Duchêne et Charles Frémont sont emprisonnés, le premier pour meurtre, et le second pour complicité.

- Les enfants de la rue : Luna Torres et Sacha Malkavian enquêtent sur une bande d'enfants vivant dans la rue, dont l'un, Lucas, est dans le coma à cause d'une chute. Il s'avère que ces enfants sont victimes de Stan Mercier, un proxénète qui prostitue les deux filles et force les garçons à voler. Après plusieurs semaines dans le coma, Lucas se réveille. Luna et Sacha parviennent à les aider à fuir l'emprise de Stan et les envoient dans un foyer décent. Mario refuse et préfère fuir Marseille, à l'air libre. Stan, de son côté, échappe à la police grâce à sa sœur, qui n'est autre que la commissaire Anne Olivieri. Il est toutefois interné dans un hôpital psychiatrique.

- Violences conjugales : Samia Nassri retrouve Hélène Tressard, une amie d'enfance. Samia découvre des bleus sur le corps d'Hélène et soupçonne Martin, son mari, de la frapper, bien qu'Hélène nie. Samia rencontrera Martin et découvrira que ce dernier est élégant et poli mais dès que les regards sont plus loin, est capable de montrer un tout autre visage. Il s'avère que Samia a raison et que Martin fait vivre un enfer à Hélène. Un jour, Martin est retrouvé mort. Hélène est soupçonnée et avoue à Samia le meurtre, Samia découvrira qu'Hélène avait prévu le meurtre de Martin et qu'elle l'a recontactée pour qu'elle lui donne des cours de self défense. Samia n'arrive pas à comprendre Hélène, toutefois Ariane Hersant défendra à son tour Hélène et l'aidera à prouver la légitime défense même s'il n'en est rien.

- Les amours de Léa : Léa Nebout tombe amoureuse de Camille Dautret, la femme du président de l'hôpital. Camille finit par elle aussi succomber à Léa. Quand Laurent Dautret l'apprend, il décide de se venger en réduisant les coûts budgétaires concernant l'hôpital, entraînant ainsi la suppression de plusieurs postes, dont ceux de Benoît Cassagne et de Stéphane Prieur. Il va même vouloir jusqu'à faire enlever Léa avec l'aide de Stan Mercier, le frère de la commissaire Olivieri, mais cela va échouer, Stan s'étant trompé de cible en enlevant Cristal, l'ex de Léa. Par la suite, Laurent décide d'enlever sa fille et de partir à l'étranger avec elle mais finalement, il sera arrêté par la police en ayant essayé de forcer un barrage de police. L'intrigue se termine donc par l'incarcération de Laurent Dautret aux Baumettes et par la séparation de Camille et Léa, celle-ci voulant octroyer la plupart de son temps à ses enfants pendant que leur père est en prison. Les amours de Léa ne seront pas sans conséquences : Laurent fait voter de lourdes économies à Marseille-Est, qui poussent Stéphane Prieur et Benoît Cassagne au licenciement.

- Elias en prison : Emma Rimez est recrutée par Chris Ford à GTS, une nouvelle entreprise de transition écologique qui s'est implantée en plein quartier du Mistral. Emma est chargée du recrutement d'un directeur général : elle fait appel à Vincent Chaumette. Clément Bommel est également recruté comme ingénieur, et Jérôme Belesta devient agent de sécurité. Céline Frémont met fin à son parcours d'avocate pour devenir la directrice juridique de l'entreprise, tandis que César Cordonnier est le nouveau DRH. Céline entretient une liaison secrète avec Chris Ford, jusqu'à que ce dernier soit retrouvé assassiné. Tous les soupçons se portent sur Elodie Launay, une employée qui détournait les comptes de la société avec Chris. Auditionnée, Emma est contrainte de révéler un lourd secret : Chris l'a violée en Australie. Accusée du meurtre, Emma peut compter sur le soutien de César, qui s'accuse à sa place. Il révèle à la police être le fils biologique de Chris Ford. Finalement, les masques tombent : c'est Elias Barazi, le mari de Barbara Évenot, qui a tué Chris. Ce dernier était un passeur de migrants, et avait aidé son neveu à venir à Marseille. Elias lui reprochait de l'avoir laissé tomber en refusant de l'envoyer à Londres. Il est écroué, et Barbara et lui divorcent.

### Épisodes diffusés en première partie de soirée

#### Prime timede décembre 2017
- Titre : Pour toujours les premiers
- Nombre et durée des épisodes : 1x100 minutes (approximatif)
- Réalisateur : Philippe Dajoux
- Première(s) diffusion(s): 
  -  France : 26 décembre 2017 sur France 3
  -  Belgique : 23 décembre 2017 sur La Deux
  -  Suisse : 22 décembre 2017 sur RTS Un
- Audience(s) : 
  -  France : 3,12 millions de téléspectateurs[37]
  -  Belgique : 
  -  Suisse :
- Résumé : Après la mort d'Yves Coplain, Roland tient à respecter la dernière volonté de son vieil ami : le faire incinérer et disperser ses cendres au stade Vélodrome. Mais Astrid, la fille d'Yves, fait rapatrier le corps à Paris pour le faire enterrer au cimetière de Saint-Germain-en-Laye. En effet, ayant toujours voulu à son père de n'avoir été jamais présent, Astrid fait tout pour le garder auprès d'elle. N'acceptant pas cette situation, Roland s'embarque dans le mini-bus d'Yves, accompagné de sa femme Mirta mais aussi Luna, César, Alison et Léa, tous ayant bien connu le défunt. Commence alors un road-movie mouvementé entre Marseille et Paris…

#### Prime timed'avril 2018
- Titre : Amours vraies
- Nombre et durée des épisodes : 1x100 minutes (approximatif)
- Réalisateur : Didier Albert
- Première(s) diffusion(s) : 
  -  France : 3 avril 2018 sur France 3
  -  Belgique : 30 mars 2018 sur La Deux
  -  Suisse : 30 mars 2018 sur RTS Un
- Audiences :
  -  France : 4,29 millions de téléspectateurs[38]
  -  Belgique : 
  -  Suisse :
- Résumé : Après avoir réussi à prouver que Nicolas Berger est l'Enchanteur grâce aux analyses d'ADN montrant ses liens familiaux avec Marc Alibert, Patrick Nebout lance une intervention avec ses collègues à l'hôpital Marseille-Est afin d'arrêter le chirurgien sur place. En réalité, ce dernier se doutait de l'embuscade et s'est enfui en voiture. Il croise Blanche Marci et Noé Ruiz et les emmène avec lui, en prétextant une sortie au zoo. Johanna, inquiète en apprenant la nouvelle, tente de les retrouver malgré les mises en garde de son mari Xavier Revel. Elle suit leur voiture, qui finit par lui échapper. La police lance alors une course-poursuite pour les localiser, et enquête sur le passé de Berger. Il s'avère qu'après la mort de sa mère assassinée, il a été placé en famille d'accueil, où son père adoptif le maltraitait. Pendant ce temps, Nicolas avoue à Blanche être l'Enchanteur et lui propose de recommencer avec lui une nouvelle vie, sous une autre identité. Blanche accepte à contre-cœur, mais lui supplie de laisser Noé avec son père, et ils l'abandonnent sur une aire d'autoroute. Après un long trajet où Nicolas lui raconte son enfance douloureuse, interrompu par Blanche qui tente de s'échapper sans succès, ils arrivent dans un gîte. Les recherches de la police sont désespérées, et Xavier recommande à Johanna de rentrer chez elle, mais elle lui en veut froidement de ne jamais l'écouter. Dans le gîte, Nicolas organise un dîner romantique en tête-à-tête avec Blanche. Il lui dit qu'il l'aime comme personne, mais Blanche ne veut pas lui pardonner les meurtres qu'il a commis. Le chirurgien lui propose alors de se suicider avec lui par empoisonnement, et Blanche accepte pour éliminer l'Enchanteur. Avec l'aide d'Emma Rimez et de Franck Ruiz, Johanna parvient à localiser le gite grâce à la tablette de Noé, qui était restée dans la voiture de Nicolas. Elle prévient Nebout et Xavier et part secourir sa mère. Elle arrive plus vite qu'eux, et découvre le cadavre de l'hôte, tué par Nicolas car il a tout découvert et tenté de prévenir la police. Elle arrive à temps pour assommer Nicolas, alors que celui-ci forçait Blanche à finir son verre de poison. Lorsque l'épisode s'achève, Blanche et Nicolas, empoisonnés, perdent connaissance…

Parallèlement, Rochat se rend à un rassemblement de célibataires désirant faire des rencontres via l'application Amours vraies. Il est accompagné par Nathan, qui lui sert de coach. Vincent et Jeanne sont également présents et vont reformer leur couple à cette occasion. Rochat fait la connaissance d'Angela, une femme avec qui le courant passe bien, jusqu'à ce qu'il découvre qu'elle est la directrice d'un lycée qui a touché des subventions qu'il estime injustes. Finalement, c'est Nathan qui va rencontrer l'amour en la personne d'Aurélie, la fille maladroite d'Angela, venue accompagner sa mère sur place.

## Saison 15 (2018-2019)
La quinzième saison de Plus belle la vie a été diffusée sur France 3 du 8 octobre 2018 au 4 octobre 2019.
Cette saison se compose de 260 épisodes réguliers (épisodes 3641 à 3900), sans compter les épisodes hors-série diffusés en première partie de soirée le 15 janvier 2019 et le 24 septembre 2019.

### Évolution de la distribution
Acteurs principaux :
Dans cette saison, le feuilleton compte 8 acteurs principaux, crédités dans cet ordre dans le générique de fin :
- Sylvie Flepp : Mirta Torres
- Michel Cordes : Roland Marci
- Cécilia Hornus : Blanche Marci
- Serge Dupire : Vincent Chaumette
- Rebecca Hampton : Céline Frémont
- Anne Décis : Luna Torres
- Laurent Kérusoré : Thomas Marci
- Alexandre Fabre : Charles Frémont

Acteurs récurrents partis au cours de la saison :
- Marie Daguerre : Anne Olivieri
- Manon Bresch : Thérèse Marci[note 14]
- Sara Mortensen : Coralie Blain[note 15]
- Laurent Orry : Jérôme Belesta

Acteurs récurrents arrivés au cours de la saison :
- Guillaume Delorme : Hadrien Walter
- Coralie Audret : Coralie Blain
- Julien Meunier : Sébastien Leduc
- Jean-Luc Borras : Jean Lougane

Autres acteurs invités notables :
- Flavie Péan : Victoire Lissajoux
- Dounia Coesens : Johanna Marci
- Sophie de La Rochefoucauld : Caroline Évenot

### Principales intrigues
- Le retour de Stan Mercier : Patrick Nebout et Babeth Nebout trouvent que Jocelyn va de plus en plus mal et qu'il a besoin d'un garde malade à ses côtés afin que celui-ci soit surveillé pendant la journée à cause de ses absences à répétition. Jocelyn est contre cette idée jusqu'à ce qu'il fasse la connaissance de Quentin, un jeune garde malade ayant besoin d'argent. Il s'avère en réalité que Quentin n'est autre que Stan Mercier, le frère de la commissaire Olivieri. Il s'est infiltré au sein de la famille Nebout dans le simple but de faire séparer le couple Babeth/Patrick afin que sa sœur et Patrick se mettent ensemble. En effet, Stan a décidé de devenir l'ange gardien de sa sœur. Son plan marche dans un premier temps mais dans un second temps, Jocelyn finit par s'apercevoir des manigances de Quentin alias Stan et lors d'une violente dispute entre les deux, Jocelyn finit, par accident, par mettre le feu à la maison de Stan, qui est laissé pour mort. Il s'avèrera plus tard que Stan a survécu à l'incendie, mais qu'il a été gravement brûlé. Alors que Patrick et Babeth ont décidé de se réconcilier, Anne Olivieri, qui est au chevet de son frère, met au point un stratagème pour se venger des Nebout. Ainsi, à cause d'elle, Patrick va être accusé à tort d'avoir volé de l'argent contenu dans des scellés et va être momentanément envoyé en prison. Patrick est finalement innocenté, mais il se fait enlever par Anne, qui se suicidera sous ses yeux.

- La résurrection de Victoire : Sacha Malkavian fait la connaissance de Paul Simonian, une personne riche et connue dans tout Marseille, dont il a sauvé le fils. Pour remercier Sacha de cet acte héroïque, Paul décide de lui trouver un poste de journaliste d'investigation, vu que Sacha a quitté son poste en démissionnant de Massilia News. Une amitié s'installe alors rapidement entre les deux hommes mais il s'avère en réalité que Paul Simonian jouerait un rôle important concernant les réseaux terroristes. En effet, selon la DGSI, Paul Simonian ferait du trafic d'armes en faveur des terroristes. De ce fait le commandant Ferri, membre de la DGSI, décide de mettre la pression à Sacha car il est le seul à pouvoir l'aider à faire tomber Simonian, vu les liens qu'il entretient avec celui-ci. Sacha accepte donc d'aider Ferri dans un premier temps mais il fait la connaissance dans un second temps de Mathilde Vasquez, le sosie de feue Victoire Lissajoux et collaboratrice de Simonian. En réalité, Mathilde et Victoire ne sont qu'une seule et même personne. En effet, contrairement à ce que Sacha pensait, Victoire a survécu à sa tentative de suicide et travaille désormais pour les services secrets. Elle aide le commandant Ferri à faire tomber Simonian. Cependant, l'amour étant trop fort entre Sacha et Victoire, celui-ci décide de tout plaquer, et donc de quitter Luna en se faisant passer pour mort afin de s'enfuir à l'étranger avec Victoire et de pouvoir vivre ce qu'il a à vivre avec celle-ci. Quelques mois plus tard, le commandant Ferri parvient à retrouver Victoire et Sacha, qui devront l'aider à coincer Paul Simonian. Victoire et Sacha reviennent donc au Mistral et annoncent qu'ils vont se marier, pour tendre un piège à Paul. À cause de Ferri, Sacha et Luna vont être victimes d'un accident de voiture. Sacha en sort indemne, mais Luna perd l'usage de ses jambes.

- L'évasion de Mathias : Jean-Paul Boher est victime d'un chantage du détenu Mathias Desprez, accusé d'une agression qu'il n'a pas commise. En effet, c'est Boher qui est à l'origine de cette agression : il a autrefois passé à tabac l'homme qui avait agressé la sœur de Matthias, dont il était amoureux, et Mathias s'est retrouvé en prison à sa place. À partir de cela, Mathias veut que Boher le fasse évader sinon il le dénoncera. Boher s'exécute alors en le faisant évader avec l'aide d'Abdel et de Karim Fedala. Mathias veut par la suite que Boher lui offre une nouvelle vie en le faisant partir à l'étranger. Boher va alors tout faire pour trouver assez d'argent pour que Mathias puisse refaire sa vie en s'infiltrant chez les frères Cortez. L'un des frères, Raphaël Cortez, est celui que Boher a rendu paraplégique. Le plan de Boher marche à merveille dans un premier temps en trouvant l'argent nécessaire à la suite d'un braquage de bijoux qu'il a entrepris avec les frères Cortez mais dans un second temps, les Cortez arrivent à retrouver la trace de Mathias Desprez pour que Raphaël puisse se venger de celui qui l'a rendu paraplégique. Sous la pression, Mathias lui avoue que c'est en réalité Boher son vrai agresseur. Boher, alors en danger, est finalement sauvé par Ariane et Samia. L'intrigue se termine donc par la mort des frères Cortez tués par Ariane, la fuite de Mathias en Algérie et par la séparation entre Boher et Ariane, celle-ci s'étant rendu compte qu'il aimait toujours Samia.

- Sous terre : Gabriel Riva décide de partir en randonnée avec sa fille Thérèse, avec laquelle il s'est éloigné depuis qu'il a retrouvé ses parents à qui il mentait sur sa sexualité depuis trente ans. Mais Thérèse et Gabriel se perdent, et finissent par chuter dans une grotte. Ils se retrouvent prisonniers pendant une dizaine de jours, et les efforts entrepris par les pompiers et les chasseurs pour les retrouver ne mènent à rien. Thomas Marci est désemparé, et est convaincu que son mari et sa fille ont péri. Le miracle arrive : au bout du onzième jour, Thérèse et Gabriel sont retrouvés, dans un piteux état. Ils sont totalement déshydratés, mais sont bel et bien vivants et hors de danger. Ces onze jours sous terre ont laissé des traces : Gabriel est désormais moins dur avec sa famille, tandis que Thérèse change du tout au tout en devenant plus égoïste. Elle s'éloigne de Baptiste et tombe amoureuse du pompier qui l'a sauvée, Mickaël.

- Les bleus de Mathis : Emma Rimez et Baptiste Marci découvrent que Mathis a d'étranges bleus sur tout le corps, et ne les expliquent pas. Ils se retrouvent rapidement accusés de maltraitance sur leur enfant, qui est confié à l'Aide sociale à l'enfance le temps de lever les doutes. En parallèle, Emma se rapproche de César Cordonnier, secrètement amoureux d'elle de longue haleine. Il la réconforte pendant cette triste épreuve. Baptiste se met à travailler pour Gilles Faro grâce à son ami d'enfance Jordan, mais ces derniers sont deux escrocs notoires qui se servent de lui. Baptiste tente de leur échapper mais se fait menacer. Baptiste et Emma sont au bord de la rupture, et se rejettent l'un sur l'autre les bleus de Mathis : qui l'a frappé ? Emma ne fait plus confiance à Baptiste, et elle le quitte pour César. Ce dernier n'hésite pas à se faire accuser des bleus de Mathis pour lui prouver son amour. Il va jusqu'à préparer leur cavale pour partir loin de la justice et de Baptiste, avec Mathis. Finalement, les analyses médicales révèlent que les bleus de Mathis sont dus à une maladie dermatologique. L'ASE rend l'enfant à ses parents, et Baptiste et Emma se réconcilient puis se marient.

- Le casse du Crédit Provençal : Luna Torres apprend que la directrice du Crédit Provençal l'a escroquée en lui faisant signer un avenant à sa police d'assurance qui divise par cinq la somme de cette police. Luna décide alors de monter un casse pour récupérer ce qui lui est dû. Karim, qui est mis au courant du casse par Abdel Fedala, accepte d'aider Luna. En réalité, Karim a un plan : menacé par Pavel, un dangereux trafiquant marseillais, il doit lui rembourser des centaines de milliers d'euros sous menace de la mort de sa femme Elsa. Luna peut compter sur le soutien d'Alison, qui drague Fabio, un agent de sécurité de la banque, afin d'obtenir le code de sécurité. Mirta Torres délaisse Roland Marci et se laisse embarquer dans le braquage : elle tombe sous le charme de Karim. Fou de jalousie, Roland les trahit. C'est la rupture. Finalement, le braquage a lieu, mais Karim et Abdel doublent Luna pour sauver Elsa. Mirta est accusée du casse, et part en prison. Elle est finalement disculpée après le licenciement de la directrice. Son remplaçant promet à Luna de lui payer son séjour en Suisse lui permettant de potentiellement retrouver l'usage de ses jambes.

- Il faut sauver Francesco : À la fin de la saison, un piège se refermera sur le nouveau couple fraîchement formé par Estelle Cantorel et Francesco Ibaldi. Un couple à la botte d'un dénommé Pavel, nouveau baron de la drogue marseillais que les policiers du Mistral appellent le "nouveau baron sanglant de Marseille" va les piéger pour les forcer à faire tout ce qu'ils demandent. Dans un premier temps, Shine, une délinquante, va assassiner Alexis Baudreuil, un employé que Francesco avait engagé pour faire l'intérim au food-truck, avant de le licencier après s'être rendu compte que ce dernier vendait de la cocaïne avec les sandwichs. Mais, avant de l'assassiner, le couple prendra soin de mettre les empreintes de Francesco sur l'arme du crime, pour que ce dernier finisse aux Baumettes. Par la suite, ils feront du chantage à Estelle pour qu'elle transforme son institut de beauté en blanchisserie qui deviendra la plaque tournante de leur trafic. Devant le désespoir d'Estelle et dans l'espoir de mettre Pavel hors d'état de nuire, Abdel Fedala va demander à Johanna Marci de jouer sa petite amie pour mettre Max et Shine en confiance. Le couple finira par être arrêté. Estelle et Francesco peuvent donc recommencer à profiter pleinement de la vie.

### Épisodes diffusés en première partie de soirée

#### Prime timede janvier 2019
- Titre : Secrets
- Nombre et durée des épisodes : 1x100 minutes (approximatif)
- Réalisateur : Michel Hassan
- Première(s) diffusion(s) : 
  -  France : 15 janvier 2019 sur France 3
  -  Belgique : 11 janvier 2019 sur La Deux
  -  Suisse :
- Audiences :
  -  France : 3,52 millions de téléspectateurs[39]
  -  Belgique : 
  -  Suisse :
- Résumé : Alors que Boher se pense hors de danger, il espère pouvoir baisser la garde. Mais, de son côté, Mathias a décidé de dévoiler son vieux secret. Immédiatement, les Cortez réagissent et décident d'obtenir réparation de manière à rétablir leur honneur. Samia et Ariane réussiront-elles à mettre leurs querelles de côté et à s'allier toutes les deux pour sauver Boher ? Mais, très vite, il apparaît que Boher n'est pas le seul mistralien à avoir des choses à cacher. Qui est cette femme que Riva a embrassée ? Baptiste, Thérèse et Thomas ne sont pas au bout de leurs surprises à mesure que le voile se lève. Chacun essaie de faire en sorte que ses secrets ne viennent bouleverser le fragile équilibre qui permet aux habitants du quartier de vivre ensemble…

#### Prime timede septembre 2019
- Titre : Révélations
- Nombre et durée des épisodes : 1x100 minutes (approximatif)
- Réalisateur : Marion Lallier
- Première(s) diffusion(s) : 
  -  France : 24 septembre 2019 sur France 3
  -  Belgique : 20 septembre 2019 sur La Deux
  -  Suisse : 20 septembre 2019 sur RTS Un
- Audiences :
  -  France : 3,66 millions de téléspectateurs[40]
  -  Belgique : 
  -  Suisse :
- Résumé : Alors que de nombreux habitants du Mistral sont réunis au gymnase Marcel Pagnol pour assister au match de handball de l'équipe féminine du lycée Scotto, la structure du gymnase s'effondre, prenant au piège de nombreuses personnes dans le bâtiment. Alors que les survivants attendent d'être secourus, les retournements de situation s'accumulent : Coralie décide d'assumer son amour pour Théo et de quitter Clément; Abdel et Mathias sont coincés ensemble et se disputent l'amour d'Alison; Jean-Paul Boher et Léa Nebout collaborent pour sauver les survivants et nouent une vraie amitié. Enfin, le corps de Jérôme Belesta est retrouvé par Jean-Paul, laissant Laetitia, Kévin et Tom dans le désespoir.

## Saison 16 (2019-2020)
La seizième saison de Plus belle la vie a été diffusée sur France 3 du 7 octobre 2019 au 4 septembre 2020.
Cette saison se compose de 200 épisodes réguliers (épisodes 3901 à 4100), sans compter l'épisode hors-série diffusé en première partie de soirée le 24 mars 2020.
Cette saison est la plus courte de l'histoire du feuilleton. Elle a été amputée de 60 épisodes en raison de la pandémie de Coronavirus, qui a entraîné l'arrêt temporaire des tournages à partir du mois de mars. Du 4 mai au 26 juin 2020, la diffusion d'inédits a été remplacée par des rediffusions de la saison 11.

### Évolution de la distribution
Acteurs principaux :
Dans cette saison, le feuilleton compte 8 acteurs principaux, crédités dans cet ordre dans le générique de fin :
- Sylvie Flepp : Mirta Torres
- Michel Cordes : Roland Marci
- Cécilia Hornus : Blanche Marci
- Serge Dupire : Vincent Chaumette
- Rebecca Hampton : Céline Frémont
- Anne Décis : Luna Torres
- Laurent Kérusoré : Thomas Marci
- Alexandre Fabre : Charles Frémont

Acteurs récurrents partis au cours de la saison :
- Alexis Baginama Abusa : Valère Malonda
- Lani Sogoyou : Carole Leconte
- Eliot de Faria : Noé Ruiz
- Sam Chemoul : Tom Gassin
- David Marchal : Clément Bommel
- Enola Righi : Antoine Bommel
- Grégoire Plantade : Luis Careil

Acteurs récurrents arrivés au cours de la saison :
- Renaud Dehesdin : Julien Barrault
- Florian Lesieur : Noé Ruiz
- Ella Philippe : Nisma Bailly

Autres acteurs invités notables :
- Renaud Roussel : Arnaud Mougin
- Aurélie Vaneck : Ninon Chaumette
- Laurent Hennequin : Andres Galeano

### Principales intrigues
- L'effondrement du gymnase : Les lycéens de Vincent-Scotto participent à un match caritatif de handball. Parmi eux se trouve Antoine. Dans les gradins, de nombreux habitants et lycéens sont venus acclamer les élèves, mais le gymnase s'effondre. Rochat, Nathan, Sidonie, Mila, Angèle et Valère sont prisonniers d'une même cavité, Blanche, Théo et Coralie de l'autre. Jean-Paul Boher et Léa Nebout sont également prisonniers, et parviennent à s'extraire pour porter secours aux victimes. Les uns après les autres, tous les Mistraliens sont retrouvés, mais un homme manque à l'appel : Jérôme Belesta est finalement retrouvé mort. Au même moment, Sacha Malkavian et Victoire Lissajoux se retrouvent menacés par un étrange inconnu. Seta, sa mère, est même victime d'un empoisonnement. Il s'avère que les deux affaires sont liées au retour du diabolique Arnaud Mougin. En effet, Arnaud n'est pas mort en mer et il est revenu dans l'unique but de se venger de Sacha, qui lui a volé sa fille adoptive Océane, ainsi que de la famille Belesta. Il sera arrêté et emprisonné avant d'avoir pu tuer Sacha.

- Un monde meilleur pour Mathis : Baptiste Marci et Emma Rimez font la connaissance de Joachim et Olivia, un couple d'écolos qui vient de débarquer à Marseille. Joachim est par ailleurs la nouvelle recrue que l'entreprise GTS a embauchée et il est très apprécié par ses collègues, notamment par Emma. Cependant, il s'avère qu'Olivia est une extrémiste de l'écologie et qu'elle entreprend des actions totalement illégales. Elle a d'ailleurs saccagé le champ de maïs d'un agriculteur car celui-ci n'avait pas le droit de le faire à l'endroit en question, et cela en présence de Baptiste. Par la suite, leur enfant est atteint d'un cancer car leur propriété est polluée depuis plusieurs années par une entreprise qui y laisse des déchets toxiques, qui sont interdits en France. L'entreprise responsable de tout cela est en réalité celle de Claudia, la compagne de Céline Frémont. Elle est démasquée mais l'enfant devient aveugle à la suite de son cancer, au grand désespoir de Joachim et Olivia. Ils décident alors de quitter Marseille pour partir à l'étranger.

- Balance ton porc : Manu Mongaut, un célèbre footballeur de la région, est accusé de viol. Faute de preuves, la police doit le relâcher. Il est alors agressé par un mystérieux inconnu masqué qui s'est fixé pour but de venger toutes les femmes qui ont pu être agressées sexuellement. Ninon Chaumette, qui est de passage au Mistral, décide d'avouer qu'elle aussi a été victime d'un viol lorsqu'elle était au lycée Vincent-Scotto, viol commis par Baron, son professeur de mathématiques. Il s'avère que Baron est toujours professeur au lycée et qu'il harcèle une camarade de classe de Mila. En apprenant cela, Ninon se décide à porter plainte contre lui. Avec Estelle, elle découvre que Baron conservait des photos de jeunes filles dénudées, dont une de Ninon elle-même. Il est écroué à la suite des aveux d'Angèle. Parallèlement, Ariane Hersant découvre que le vengeur masqué est une personne bien connue du Mistral, puisqu'il s'agit d'Eugénie Grangé, qui lui avoue avoir été violée par Manu Mongaut. Ariane et Eugénie passent un accord : Ariane ne la dénoncera pas si elle supprime le site qu'elle a créé pour venger les victimes de viol et si elle stoppe ses agressions, et Eugénie accepte. De son côté, Vincent Chaumette commet l'irréparable en trompant Jeanne Carmin avec sa collègue de travail Cerise. Il la rabroue sèchement. Pour se venger, Cerise balance toute la vérité sur le site d'Eugénie. Écœurée, Jeanne quitte Vincent.

- Elsa Mafiosa : Elsa Bailly est en butte à l'assassinat de son frère, Renaud Bailly, qu'elle n'avait pas vu depuis 15 ans. Celui-ci devait rembourser une énorme somme d'argent à un certain Pavel, caïd et baron de la drogue de Marseille, qui avait harcelé Estelle quelques mois plus tôt. Elsa accepte de devenir à la fois la tutrice des enfants de Renaud, qu'elle connaît à peine, et la gérante de l'agence de pompes funèbres de son frère. Elle doit travailler avec William, son ex et aussi l'associé de Renaud. Très vite, la jeune femme découvre que l'agence dissimule plusieurs affaires louches, dont un trafic d'organes. Avec l'aide de Karim et d'Abdel, elle découvre l'identité de l'assassin de son frère : Arthur Simonin, le thanatopracteur de l'agence, qui est en réalité un chirurgien tchèque radié de l'ordre des médecins et qui pratique des greffes d'organes volés pour des clients fortunés, dont la filleule d'Anémone Vitreuil. Sur le point d'être découvert, il fait enlever Alison pour récupérer l'argent que Renaud lui a volé. Les choses tournent mal et Alison est grièvement blessée au foie en tentant de s'échapper. Elle a besoin d'une greffe de toute urgence. Elsa fait alors pression sur la préfète en la menaçant de révéler qu'elle a obtenu une greffe du cœur grâce au trafic de son frère afin de faire libérer Arthur Simonin, le seul à pouvoir se procurer un foie compatible dans des délais rapides. Simonin accepte d'opérer Alison en échange des 10 millions d'euros volés par Renaud. Alors qu'il est sur le point de s'enfuir à l'étranger, Karim le dénonce à Samir, l'homme de confiance de Pavel, pour pouvoir rembourser les dettes d'Elsa.

- Le Cold Case de Léo : Léo Castelli enquête sur un certain Étienne Millard, un homme qui vient tout juste de sortir de prison et que le capitaine de police connaît bien. Il y a quelques années, Léo l'a fait écrouer sur un faux prétexte, dans l'unique but de l'empêcher de commettre de nouveaux crimes sordides. Léo est convaincu qu'Etienne Millard a tué Adam Fréjean, un jeune adolescent, mais n'a jamais réussi à trouver les preuves suffisantes. Tout juste sorti de prison, Millard nargue Léo en logeant au Céleste Hôtel. Il se rapproche de Baptiste Marci, sous les yeux ahuris de Léo. Persuadé que Baptiste est en danger, Léo va très loin mais se fait mettre à pied. Il se cache pendant plusieurs jours dans l'appartement de Roland Marci et peut compter sur le jeune Kevin Belesta qui poursuit son enquête officieusement. Baptiste accepte de servir d'appât, mais Kevin et Léo perdent sa trace. Ils finissent par arriver à temps, quelques minutes avant que Millard réussisse à l'enterrer vivant. Il est définitivement écroué.

- En quarantaine : Jennifer Valle, la mère de Mila et d'Alison Valle, doit rembourser une dette de 10 000 € à Sid, l'ex petit copain de Jenny. Mila, qui a obtenu un stage à l'hôpital grâce à Jeanne Carmin, vole les patients afin de rembourser la dette de sa mère. Elle va même jusqu'à voler Jeanne en lui dérobant la broche d'Elise. En découvrant que Mila l'a trahie, Jeanne refuse de lui pardonner, et la vire de chez elle. Mila repart vivre chez sa mère, et assiste à une engueulade entre Sid et elle. Elle prend un coup de couteau et se retrouve aux urgences, non loin d'un homme revenant de Chine et qui crache du sang. L'homme meurt quelques instants plus tard, victime d'un syndrome respiratoire aigu sévère. Cette maladie bubonique extrêmement contagieuse plonge l'hôpital en quarantaine : Léa, Babeth et Mila sont enfermées, et Emilie est infectée et plongée dans le coma. Jeanne, regrettant d'avoir viré Mila, décide de rentrer dans la zone en quarantaine mais elle est contaminée. Le Dr Ghika tente de la tuer en l'empoisonnant et la plonge dans le coma. Babeth Nebout et Léa découvrent son mobile : Jeanne avait découvert quelques jours avant d'être empoisonnée qu'il exerçait illégalement la profession de médecin depuis son arrivée en France. Ghika prend la fuite. La quarantaine est levée, mais Jeanne reste dans le coma.

- La chute de Pavel : Xavier Revel est de retour au Mistral après l'assassinat de sa consœur Carole Leconte. Il souhaite faire tomber une bonne fois pour toutes l'énigmatique Pavel, baron de la drogue qui sévit déjà depuis plusieurs mois à Marseille. Irina Kovaleff, une flic débarquée d'Ukraine pour faire tomber Pavel, semble jouer double dans l'enquête qu'elle mène avec Jean-Paul Boher. En réalité, Pavel n'est autre qu'Andres Galeano, l'équithérapeute et nouvel amoureux de Luna Torres. Celle-ci tombe des nues en apprenant la vérité, qu'elle avait comprise après l'attaque du ranch qui a causé la mort de plusieurs personnes. Andres révèle toute la vérité à Luna : il a pris l'identité de Pavel il y a 25 ans après que ce dernier a décimé toute sa famille. Irina est en réalité la fille d'Andres, et elle souhaite tuer Pavel pour venger la mort supposée de son père. Andres découvre la vérité sur Irina grâce à Luna et Jean-Paul, mais Irina lui tire dessus avant qu'il n'ait le temps de lui révéler la vérité. Sous le choc, Irina tente de se suicider. Andres décide de se sacrifier pour donner son sang à Irina afin de la sauver. Il est sain et sauf, mais perd l'usage de ses jambes, et finit aux Baumettes.

- Le bébé de Barbara : Barbara Évenot revient au Mistral avec un bébé prénommé Léon à la suite d'un voyage de plusieurs mois à l'étranger. Elle refuse de dire la vérité sur le bébé aux Mistraliens, et finit par faire croire à Nathan Leserman qu'il est le père de Léon et qu'ils ont couché ensemble après une beuverie l'été dernier. Léo Castelli est tout heureux d'être grand-père mais la réalité est tout autre : Barbara a pris le bébé d'une amie sourde, Pauline Gardin, car le couple Merle menaçait de le lui voler. Hervé Merle, pédiatre, recherche activement Léon, et finit par le retrouver à la coloc. Il tente de le voler à Barbara mais Mouss arrive à temps. Hervé et Cécile enlèvent Pauline pour l'exhorter à dire où se trouve son fils, mais elle refuse. Nathan et Barbara font appel à Luna Torres pour les aider à faire tomber le couple, car Hervé et Cécile n'engagent que des personnes handicapées dans leur restaurant. Le voile tombe : Cécile a accouché d'un enfant mort-né, et a fait un transfert sur Léon. Ils sont écroués.

- A qui profite le crime ? : Le psychologue Alexandre Melmont, nouveau compagnon d'Ariane Hersant, est retrouvé assassiné. Tous ses patients sont tour à tour suspectés : Thomas Marci est rapidement disculpé, mais les charges pèsent sur Patrick Nebout, qui avait débuté une thérapie de couple avec Babeth. Il avait frappé Melmont quelques heures avant sa mort sur la place du Mistral. Xavier le met à pied. Entre Babeth et lui, la rupture est proche. Kevin, qui enquête sur le meurtre avec Jean-Paul, retrouve des dizaines de clés USB cachées dans des pots de fleurs. Ils découvrent que Melmont filmait tous ses patients à leur insu : Laetitia Belesta était sa patiente, mais elle ne payait pas les séances. La mère de Kevin cache un lourd secret aux enquêteurs : Melmont l'a violée. Alison Valle figure également dans la patientèle de Melmont, et elle révèle face caméra le trafic d'organes duquel Elsa Bailly est à la tête. Elsa est emprisonnée. Petit à petit, Ariane comprend l'homme qu'était son compagnon : il faisait chanter les Fedala, et c'est pour cela qu'il a pu lui offrir un manoir à 2 millions d'euros. Elle décide de le revendre pour réparer les horreurs que son compagnon a réalisées. Finalement, les enquêteurs retrouvent l'arme du crime, et l'ADN révèle celui d'une femme. Laetitia, Alison, Babeth, Emilie et Elsa sont innocentées mais lorsque vient le tour de Sabrina Gocelin, son compagnon Stan décide de s'accuser à sa place. Et pour cause : Stan, le frère d'Anne Olivieri, était le patient de Melmont, mais ce dernier était horrible avec lui et le droguait. Furieuse, Sabrina, en couple avec Stan depuis quelques semaines, a tué Melmont de sept balles en plein cœur. Stan est emprisonné à la place de Sabrina.

### Épisodes diffusés en première partie de soirée

#### Prime timede mars 2020
- Titre : Sans retour
- Nombre et durée des épisodes : 1x100 minutes (approximatif)
- Réalisateur : Pascal Roy
- Première(s) diffusion(s) : 
  -  France : 24 mars 2020 sur France 3
  -  Belgique : 20 mars 2020 sur La Deux
  -  Suisse : 20 mars 2020 sur RTS Un
- Audiences :
  -  France : 3,45 millions de téléspectateurs[42]
  -  Belgique : 
  -  Suisse :
- Résumé : Andrès et Mirta vont organiser une merveilleuse surprise à Luna : une fête rassemblant ceux qu’elle aime au cours de laquelle le responsable du centre équestre va enfin assumer l’amour qu’il a pour la patronne du Céleste. Hélas, ce qui aurait pu être beau comme une cérémonie de mariage va virer au cauchemar. Le ranch d’Andrès va être pris d’assaut par de mystérieux assaillants. Un siège va s’organiser.

Mirta, Roland, Thomas, Gabriel, Estelle, Francesco : tous vont risquer leurs vies et personne ne va ressortir indemne de ce qui va advenir. De lointains secrets vont affleurer à la surface. Face à la mort, le pire et le meilleur va émerger de chacun. Même Franck, Blanche, Eric et Noé vont en subir les conséquences.
Tous ensemble, ils vont s’apprêter à accomplir un voyage dont personne ne va revenir indemne. Un voyage où la pire des vérités va finir par émerger.

## Saison 17 (2020-2021)
La dix-septième saison de Plus belle la vie a été diffusée sur France 3 du 7 septembre 2020 au 20 août 2021. Cette saison débute prématurément, en raison de la Pandémie de Covid-19[réf. nécessaire], qui a conduit à une interruption de huit semaines du feuilleton entre le 4 mai et le 26 juin 2020.
Cette saison se compose de 250 épisodes réguliers (épisodes 4101 à 4350), sans compter l'épisode hors-série diffusé en première partie de soirée le 15 décembre 2020.
Le début de saison est marqué par un changement des génériques de début et de fin.

### Évolution de la distribution
Acteurs principaux :
Au début de cette saison, le feuilleton compte 8 acteurs principaux, crédités dans cet ordre dans le générique de fin :
- Sylvie Flepp : Mirta Torres
- Michel Cordes : Roland Marci
- Cécilia Hornus : Blanche Marci
- Serge Dupire : Vincent Chaumette
- Rebecca Hampton : Céline Frémont
- Anne Décis : Luna Torres
- Laurent Kérusoré : Thomas Marci
- Alexandre Fabre : Charles Frémont

Acteurs récurrents partis au cours de la saison :
- Fabienne Carat : Samia Nassri
- Guillaume Delorme : Hadrien Walter
- Gladys Cohen : Seta Malkavian
- Malika Alaoui : Mila Valle

Acteurs récurrents arrivés au cours de la saison :
- Tim Rousseau : Kilian Corcel
- Marie Mallia : Lola Corcel
- Kjel Bennett : Bilal Bailly
- David Bàn : Valentin Carrier
- Lisa Cipriani : Camille Rimez
- Simon Ehrlacher : Romain Vidal
- Prudence Leroy : Fanny Lorène

Autres acteurs invités notables :
- Thierry Ragueneau : François Marci
- Philippe Granarolo : Bruno Livia
- Pierre Chevallier : Philippe Boher
- Slimane Benaïssa : Ahmed Nassri
- Laurent Hennequin : Andres Galeano

### Principales intrigues
- Marci vs Marci : Roland Marci reçoit un appel à l'aide de Sophie Corcel, une amie de longue date, qu'il n'a pas revue depuis quinze ans. Violentée par son compagnon Mathieu, la trentenaire trouve refuge au Mistral, en squattant l'appartement de Thomas Marci et Gabriel Riva. À son retour de vacances, Thomas déchante en découvrant que son père a installé sans son accord une parfaite inconnue à son domicile, avec ses deux enfants. Roland cache un lourd secret : il fait croire à son entourage que Sophie est l'amie d'un vieil ami aujourd'hui décédé, mais la vérité est tout autre. En 2004, Sophie et Roland étaient amants, et de leur liaison sont nés les jumeaux Kilian et Lola. Las de mentir à sa famille depuis quinze ans, Roland décide d'assumer ses torts et révèle la vérité à Blanche, Mirta et Thomas. Sous le choc, ce dernier fait appel à François Marci, son frère aîné installé à la Nouvelle-Orléans. Mais son retour fait resurgir les rancœurs du passé : François se range du côté de son père et tombe amoureux de Sophie. Revenu pour se venger de Thomas, à qui il lui reproche de lui avoir volé sa place, François ne le ménage pas. Mathieu, l'ex violent de Sophie, revient à la charge, et menace Roland de l'égorger. François le tue. Roland couvre son fils, mais Thomas, qui découvre la vérité, l'oblige à partir en cavale. Quand Roland apprend la vérité, il quitte le Mistral, jurant à Thomas qu'il ne lui pardonnera jamais.

- Pour sauver Mouss : Le commissariat du Mistral accueille un nouveau commissaire qui s'appelle Étienne Mazelle, un homme proche de la retraite qui tombe sous le charme de Mirta Torres. Installé à l'hôtel Céleste, il tombe au hasard sur Mouss Bongor, l'ami de Mila et Luna en situation de handicap. Il le suit à la trace, le prend en photo, et va jusqu'à le faire accuser du crime de Monique Perrier, la meilleure amie de Claire. Mazelle le fait écrouer à la prison des Baumettes, pour une raison gardée secrète. Luna Torres et Mila, aidées d'Abdel Fedala, remuent ciel et terre pour sauver Mouss. En prison, il cohabite avec le redoutable Dr Livia, condamné à la perpétuité quinze ans plus tôt pour les meurtres d'Iris Lenoir, Khadidja Castelli, Julie Pailleron, Jade Bouraoui et Aude Estavar. D'abord convaincue par la culpabilité de Mouss, Claire Richet comprend qu'il est innocent, et se décide à aider Luna et Mila à le faire s'évader. Elles mettent en place un plan d'évasion de grande envergure, que Sabrina Gocelin découvre. Elle tente de le court-circuiter pour faire sortir son petit-ami Stan de prison. Luna se fait engager comme professeure de théâtre auprès du directeur de la prison, Michel Minkowski. Le jour de la grande évasion, Andres trahit Luna après avoir appris qu'elle roucoulait avec son kiné, Bertrand. Mouss parvient finalement à s'évader, après avoir fait chuter Stan de plusieurs mètres. Ce dernier se retrouve à l'hôpital. Mazelle missionne Syd Carlin d'éliminer Mouss et Mila : Léo Castelli, par amour pour Claire, se range du côté de Mouss, et met en place un plan pour piéger le commissaire. Syd tente de tuer Mouss, qui portait un gilet pare-balles, et est arrêté. Il dénonce Mazelle, arrêté à son tour. En prison, une mutinerie permet à Andres/Pavel de s'évader.

- Jacob : Baptiste Marci souhaite un deuxième enfant avec sa femme Emma Rimez mais celle-ci est perturbée par une vision du passé : en plein marché, elle croit reconnaître Camille, sa petite sœur disparue dix ans plus tôt à Nice. Emma a vu juste : Camille est retrouvée par les policiers du Mistral, et réclame sa sœur. La psychiatre Natacha Friedman exhorte Emma et Baptiste à accueillir Camille chez eux pour lui apprendre à vivre. Mais Camille est atteinte du syndrome de Stockholm, et voit son ravisseur, Jacob, comme son véritable père. Elle pense à lui sans arrêt, cherche à le revoir, et met tout en œuvre pour y parvenir. Camille tue le chat qu'Emma et Baptiste ont adopté pour Mathis, car Jacob lui a appris à tuer son animal de compagnie quand elle fait une bêtise. Pour forcer les policiers du Mistral à lui rendre Camille, Jacob s'en prend à Lucie, la fille de Jean-Paul Boher : sa vie contre celle de Camille. En parallèle, Alice, la mère d'Emma et Camille, est de retour, et persécute sa fille cadette. Elle la drogue, et l'insulte. Camille s'enfuit de la maison dans laquelle Alice la retient prisonnière, et part retrouver Jacob pour sauver Lucie. Elle attache Jacob aux barreaux de son lit, et la maison explose à l'arrivée des policiers. Camille, indemne, s'installe chez Emma et Baptiste. Jacob, passé pour mort aux yeux de tous, s'enfuit.

- En quête de vérité : Samia Nassri et Jean-Paul Boher doivent se marier avec leur conjoint respectif au 31 décembre. Cependant, il s'avère que Boher aime toujours Samia et refuse d'épouser Irina, la fille de Pavel. Celui-ci, fraîchement évadé de prison, décide de venger le chagrin de sa fille en s'en prenant à Léa, la meilleure amie de Boher. Celle-ci est toutefois sauvée et Pavel décide de s'enfuir avec sa fille avant d'être attrapé par la police. Par la suite, Samia, brisée par sa séparation avec Hadrien Walter, décide de partir en Algérie retrouver son frère sans rien dire à personne. De ce fait, Boher pense que la disparition de Samia est liée à la police municipale. Il décide alors de démissionner du commissariat pour devenir chef de la police municipale. Il fait la connaissance de ses collègues, Machet et Berger, et est convaincu qu'ils ont tué Samia car ils étaient liés au politicien Julien Barrault, le pire ennemi de Samia. En réalité, Samia est tout simplement morte dans un accident de voiture en Algérie aux côtés de son frère Malik. La dépouille de cette dernière est alors ramenée et enterrée à Marseille, en présence de nombreux mistraliens.

- Le procès des Fedala : La juge Viviane Colbert est chargée du procès d'Elsa Bailly dans l'affaire du trafic d'organes. Le procureur de la République Xavier Revel refuse qu'Abdel Fedala assure la défense de sa belle-mère, mais la juge accepte. En prison, Elsa développe une ménopause prématurée. Abdel demande sa mise en liberté dans l'attente du procès, que Xavier Revel refuse. En prison, il sauve la vie d'Elsa pendant un incendie. A l'hôpital, Xavier lui accorde finalement la liberté dans l'attente de son procès, à la seule condition de ne plus voir Karim. Elle s'installe au Céleste. Lorsque le procès démarre, Xavier est troublé par celle qu'il doit condamner. Des sentiments réciproques se développent, et le procureur et la condamnée deviennent amants. De son côté, Alison Valle est toujours traumatisée par le don d'organes clandestin dont elle a bénéficié. Grâce à des tests ADN, elle retrouve la trace de celle à qui elle doit la vie : Chloé Rousseau. Alison s'intéresse à la mémoire cellulaire et se rapproche de la famille de Chloé. Abdel ne la comprend plus, et s'éloigne d'elle. Au même moment, Arthur Simonin revient en France tout en essayant de faire porter sa responsabilité du trafic d'organes à Elsa qui sera renvoyée en prison. Cependant, Xavier, dessaisi de l'affaire, et Karim, qui aura découvert l'infidélité d'Elsa, vont s'allier pour retrouver le faussaire complice de Simonin et libérer Elsa. Finalement condamnée à seulement 9 mois de prison ferme et deux ans avec sursis, Elsa est libérée mais se sépare de Xavier afin de le protéger des représailles de Karim. Christophe Rousseau, quant à lui, finit par pardonner à Alison et accepte son aide et celle d'Abdel afin de démarrer une nouvelle vie loin de Marseille.

- Patrick, un homme abîmé : Patrick Nebout est victime d'un viol lors d'une enquête sur des cambriolages. Sous le choc, il se renferme sur lui-même et devient violent et irritable avec sa famille et ses collègues. Il fait la connaissance d'Olivier Jourdan, un coach sportif à qui il confie son terrible traumatisme. Olivier et Patrick se lient d'amitié, et le premier accueille le second à son domicile. Malheureusement, Olivier n'est autre que le gourou d'une secte. Patrick s'éloigne de la famille Nebout auprès de celle que s'est construite Olivier. Il s'y lie d'amitié avec Pascal et Fleur, et est mis à pied par le commissaire Cissé. Dubitatives, Emilie et Léa enquêtent sur Olivier et découvrent grâce à Kevin qu'il a été plusieurs fois suspecté de diriger une secte. Emilie se rapproche d'Olivier pour le piéger et sortir Patrick de ses griffes. Elle débarque dans la secte, et Olivier tente de la violer en lui faisant ingérer à son insu du GHB. Patrick arrive à temps pour sauver sa fille, et frappe Olivier jusqu'à sang. Ils fuient et appellent la police. Olivier Jourdan est arrêté, et Patrick se libère du traumatisme qu'il a subi en révélant à sa famille et à ses collègues avoir été violé par Thibault Clément.

- Le retour de Jacob : Eric Norman et Ariane Hersant sont chargés de l'enquête sur la mort suspecte de Sabine Lambert, une employée de Pôle-Emploi retrouvée emmurée vivante et attachée à un radiateur. Ariane est convaincue que le commissaire Raphaël Cissé, fraîchement nommé à la tête du Mistral à la suite de l'incarcération d'Etienne Mazelle, a un lien avec la victime. Elle ne s'y trompe pas : Cissé et Sabine étaient amants, et ont eu un enfant ensemble, Robin. Le commissaire ignore par ailleurs son existence. Il retrouve sa trace grâce à Ariane, mais commet des impairs avec lui : persuadé, à tort, que Robin est le tueur de Sabine, il le fait écrouer. Ariane a une autre piste : celle d'un tueur en série. Une deuxième victime renforce son hypothèse : Serge Bonnet, un client du Sélect discourtois avec les femmes, est à son tour retrouvé emmuré. Quelques jours plus tard, Enzo Richard, un jeune ado de 17 ans, est également retrouvé mort, selon le même modus operandi. Ariane finit par découvrir que toutes les victimes avaient un lien avec Camille, la petite sœur d'Emma Rimez et pense que Jacob tire les ficelles. Ariane voit juste : Jacob les a tuées pour venger Camille ; Sabine l'avait humiliée lors d'un entretien à Pôle-Emploi, Serge avait tenté de la violer, et Enzo lui avait volé son téléphone portable. Pour lui éviter la prison, Camille n'hésite pas à se ranger du côté de Jacob en orchestrant son propre enlèvement. Se faisant engager comme vigile de nuit au Céleste sous une fausse identité, Jacob disparaît du jour au lendemain après avoir enlevé Ariane (qui est séquestrée pour avoir suivi Camille, Jacob se fait passer pour une victime de séquestration avec l'aide de Camille, afin de savoir quel est la raison de suivre Camille). Les deux sont retrouvés ensemble, sains et saufs. Perçu comme une victime par Ariane et Cissé, Jacob est libre. Camille et Jacob créent l'identité de Michel Augier dans l'ordinateur du Céleste, pour mettre la police sur la piste d'un tueur ayant fui à Bangkok. Finalement, la dernière victime de Jacob sera choisie par Camille elle-même : refusant de quitter sa sœur Emma Rimez pour aller vivre à Nice avec sa mère, Camille demande à Jacob de l'éliminer. Ce dernier enterre Alice Ruiz sous des tonnes de gravats en la tuant, parce qu'elle est abusive envers ses filles. Puis Jacob et Camille tuent Maxime pour les abus d'Emma.

- Les échoués : Fanny, Romain, Rochat, Bilal et Laetitia participent à une virée écologique sur la mer Méditerranée organisée par GTS et chapeautée par Céline Frémont. Mais après quelques jours, le bateau fait naufrage sur une île supposée déserte, et le skipper, Mickaël, décède. Les six naufragés doivent apprendre à survivre ensemble pendant plusieurs semaines, mais sont rejoints par Valentin Carrier, qui s'était caché dans le bateau en apprenant la présence à bord de Laetitia. Sur l'île, les naufragés découvrent qu'ils ne sont pas seuls : la famille Soubeyrand y vit. Francis, le père, règne en maître, et apeure les naufragés. Il plante une flèche dans le plexus solaire de Laetitia, qui s'en sort sans séquelles. Fanny reconnaît Alexandre, le fils de Francis : petits, ils étaient amoureux. C'est le coup de foudre. Mais Alexandre se met à dos son jumeau, Jérémie, en voulant aider les naufragés à regagner la terre ferme. Jérémie blesse son frère à l'arbalète, mais les naufragés parviennent à s'enfuir. De retour au Mistral, Bilal reste en contact avec Ambre, la sœur des jumeaux, enlevée à sa famille d'accueil y a plus de quinze ans. Jérémie débarque au Mistral, prêt à en découdre avec les naufragés : il se fait passer pour Alexandre aux yeux de Fanny, qui tombe dans le panneau. Aidée de Romain, et contre l'avis de sa mère Carmen, Fanny enquête sur la disparition de son père. Elle découvre que le cadavre sur l'île n'est autre que le sien : Jean-Jacques Guézo aurait tué l'ambassadeur du Gabon peu avant de mourir, pour une histoire de trafic d'œuvres d'art. Francis débarque à son tour au Mistral et terrorise Céline avant d'assommer Romain. Fanny retourne sur l'île, à la recherche d'une couronne que son père y a laissée. Elle y découvre toute la famille Soubeyrand, dont Bianca, la matriarche. La clan décide de lui laisser la vie sauve, et Fanny, grâce à Alexandre, parvient à reconstituer les pièces du puzzle de sa famille. Elle comprend que c'est son beau-père, Christophe, qui est le meurtrier de son père, et le dénonce à la police. De retour sur la terre ferme, Fanny choisit Alexandre, au grand désarroi de Romain, qui tente de noyer son chagrin avec Ariane.

### Épisodes diffusés en première partie de soirée

#### Prime timede décembre 2020
- Titre : Évasions
- Nombre et durée des épisodes : 1x90 minutes (approximatif)
- Réalisateur : Claire de La Rochefoucauld
- Premières diffusions : 
  -  France : 15 décembre 2020 sur France 3
  -  Belgique : 14 décembre 2020 sur Tipik
  -  Suisse : 14 décembre 2020 sur RTS Un
- Audiences :
  -  France : 3,01 millions de téléspectateurs[43]
- Résumé : Mouss, emprisonné aux Baumettes, est cloué sur sa chaise roulante. Il est prisonnier d'une double injustice. Afin de lui venir en aide, Mila, Luna et Claire ont décidé de s'allier pour mettre en place un plan d'évasion des plus risqués. Mais, le jour J, tout ne se passera pas comme prévu. Réussiront-elles à sauver Mouss des Baumettes pendant la représentation théâtrale des autres prisonniers ? Jeanne est prisonnière de son propre corps. Cela fait maintenant des mois qu'elle est dans le coma. Pour la sortir du coma, Vitreuil, Vincent, Estelle et Francesco tentent le tout pour le tout et la transportent au coeur des Alpes. C'est là où elle a vécu quelques années auparavant les plus beaux jours de son existence. Mais que s'est-il passé pour Jeanne de si fabuleux et inoubliable pour elle ? Parviendront-ils à réveiller les souvenirs de Jeanne, et se réveillera-t-elle enfin ? Ou n'était-ce encore qu'une lubie de sa mère prête à tout pour retrouver sa fille ?

## Saison 18 (2021-2022)
La dix-huitième saison de Plus belle la vie a été diffusée sur France 3 du 23 août 2021 au 18 novembre 2022.
Cette saison se compose de 315 épisodes réguliers (épisodes 4351 à 4665), sans compter les épisodes diffusés en première partie de soirée le 30 novembre 2021, le 5 juillet 2022 et le 18 novembre 2022.

### Évolution de la distribution
Acteurs principaux :
Au début de cette saison, le feuilleton compte 8 acteurs principaux, crédités dans cet ordre dans le générique de fin :
- Sylvie Flepp : Mirta Torres
- Michel Cordes : Roland Marci
- Cécilia Hornus : Blanche Marci
- Serge Dupire : Vincent Chaumette
- Rebecca Hampton : Céline Frémont
- Anne Décis : Luna Torres
- Laurent Kérusoré : Thomas Marci
- Alexandre Fabre : Charles Frémont

Le 10 janvier 2022, Michel Cordes disparaît du générique de fin, qui ne crédite désormais plus que 7 acteurs principaux. L'acteur quitte définitivement la série en octobre 2022.
Acteurs récurrents partis au cours de la saison :
- Jean-Marie Galey : Jocelyn Sandré[note 16]
- Grant Lawrens : César Cordonnier
- Myra Tyliann : Alison Valle
- Avy Marciano : Sacha Malkavian[44]
- Flavie Péan : Victoire Lissajoux
- Coralie Audret : Coralie Blain
- Kjel Bennett : Bilal Bailly

Acteurs récurrents arrivés au cours de la saison :
- Horya Benabet : Betty Solano
- Roxane Turmel : Sylvia Escola
- Nicolas Berger Vachon : Bastien Castel
- Alixe Guidoni : Sunalee Castel

Autres acteurs invités notables :
- Thierry Ragueneau : François Marci
- Adriana Karembeu : Adriana Karembeu
- Théo Curin : Hugo Castel
- Agnès Soral : Charlotte Gauthier
- Dounia Coesens : Johanna Marci
- Ambroise Michel : Rudy Torres
- Aurélie Vaneck : Ninon Chaumette
- Valérie Baurens : Agathe Robin
- Ana Ka : Amandine Turpin
- Coline d'Inca : Sybille Cassagne
- Bruno Moynot : Lucien
- David Baiot : Djawad Sangha
- Fabienne Carat : Samia Nassri
- Laurent Orry : Jérôme Belesta
- Marie Daguerre : Anne Olivieri
- Virgile Bayle : Guillaume Leserman
- Geoffrey Sauveaux : Lucas Marci

### Principales intrigues
- La traque de Jacob : Baptiste Marci et César Cordonnier s'associent en montant une entreprise de réparation de vélos, pour le plus grand plaisir de leurs compagnes respectives. Emma Rimez et Barbara Évenot se lient d'amitié. Cette dernière lui révèle avoir envie de materner, mais César n'est pas vraiment mûr… En réalité, ce dernier en pince toujours pour Emma, et met tout en œuvre pour organiser des virées à quatre pour la voir. Sans s'en apercevoir, Baptiste et Barbara se rapprochent, et se découvrent des points communs. Le plan de César fonctionne. En parallèle, il est le maître-chanteur de Jacob, dont il a découvert l'identité en plaçant un mouchard chez Baptiste et Emma pour espionner cette dernière. Il ordonne à Jacob de tuer Maxime Dupré, le prof de parachute qui tourne autour d'Emma et qui tente de la violer. Jacob s'exécute et ensevelit Dupré sous des tonnes de gravats. Baptiste et Barbara tombent amoureux, et couchent ensemble, pour le plus grand plaisir de César qui les piège et révèle la vérité à Emma. Mais son plan est un échec : amoureuse de Baptiste, elle accepte son incartade et souhaite attendre qu'il vive ce qu'il a à vivre avec sa rivale. César demande à Jacob de tuer Baptiste, mais Jacob le double et finit par découvrir son identité. César a assuré ses arrières et fait savoir à Jacob qu'un fichier sera envoyé au commandant Patrick Nebout s'il venait à le tuer. Du côté de la police, le commandant a demandé à Kevin Belesta de mettre sa relation avec Emilie entre parenthèses pour charmer Camille afin de retrouver la trace de Jacob. Kevin couche avec cette dernière, et la fait parler. Mais Camille le double en faisant tuer Pascal Henry, le cousin de Jacob, à sa place. La police croit Jacob mort, et ce dernier peut à présent se venger de César Cordonnier. Face à son destin, ce dernier accepte d'avoir perdu la partie, et se laisse tuer par Jacob et Camille. Tout le Mistral le croit parti au Canada pour toujours.

- Le retour d'Abdel : Abdel Fedala refuse que Nisma participe au mariage de sa cousine Lamia, car ce dernier est réalisé selon le rite musulman qu'il rejette. Nisma lui reproche son islamophobie. Il finit par céder, mais se fâche avec l'oncle de la mariée lorsque celui-ci lui demande d'offrir Nisma à son fils Youssef. Quelques heures plus tard, Abdel est porté disparu. Jean-Paul Boher et Karim Fedala s'allient pour retrouver Abdel, mais sa veste tâchée de sang et sa montre sont retrouvées dans un lac de la propriété de l'oncle de Lamia. Les Fedala se font une raison : Abdel est mort. En réalité, il est tenu endormi par un ravisseur qui lui vole son sang… En réalité, sa ravisseuse n'est autre qu'Imène, la veuve d'un militaire qui est mort dans l'explosion du fourgon de 2017. Abdel se prend d'affection pour elle. Quand il tente de s'enfuir, elle feint un malaise, et il rétropédale pour lui sauver la vie. La femme prend son arme et le menace de mort. Abdel parvient finalement à la raisonner en lui proposant de retrouver la trace de sa fille Imène, prête à partir faire le djihad et dont elle n'a plus de nouvelles depuis deux ans. Abdel infiltre une mosquée dans laquelle Ridouane et Muwaffaq choisissent leurs proies. Abdel réussit son infiltration, mais Barbara Évenot le grille. Elle part retrouver les ados, partis se réfugier chez les Soubeyrand, et réussit à les convaincre de rentrer à Marseille en leur expliquant qu'Abdel est vivant. Souhaitant retrouver un sens à sa foi, Nisma demande à Abdel de l'aider à ramener Amina à sa mère, et intègre la mosquée en se faisant passer pour une jeune femme perdue, prénommée Sofia. Muwaffaq et Ridouane tombent dans le piège, et sont arrêtés. Nisma réussit à approcher Amina et à la convaincre de renoncer à partir ; les retrouvailles entre mère et fille sont émouvantes. Abdel peut enfin faire son retour au Mistral, mais il déchante en apprenant qu'Alison Valle ne lui pardonne pas sa fausse-mort : elle a retrouvé l'amour depuis, et plaque le Mistral définitivement pour s'installer avec ce dernier.

- La nouvelle famille : Lorsque l'électricité revient à Marseille, les Mistraliens craignent qu'il y ait des surcharges un peu partout. François remarque des bruits étranges dans les sous-sols de la place du Mistral. Il se souvient de son expérience à la Nouvelle-Orléans qui avait provoqué des explosions des compteurs électriques et des tuyaux d'eau après la tempête. Et pour cause, le trop-plein de charges provoque une explosion de gaz au Céleste : les habitants du Mistral sont sous le choc, beaucoup sont sans logement. Luna est déprimée et voulant refaire sa vie loin du Mistral, elle est catégorique et souhaite revendre l'hôtel au plus grand désespoir de sa mère Mirta. C'est Anémone Vitreuil et Julien Barrault qui vont se manifester auprès de Luna pour acheter le bâtiment. En réalité, cela est compris dans un projet plus vaste de reconstruction de tout le quartier. Par chance, un couple se déclare intéresser pour reprendre l'hôtel. En parallèle, Luna Torres retrouve Bastien, un ancien amour rencontré en 2001. Elle découvre que Bastien fait partie de la famille Castel, les acheteurs. Luna se retrouve contrainte d'accepter la vente à Vitreuil et Barrault. Les Mistraliens sont sous le choc, ils font tout pour persuader Luna de renoncer. Bastien menace de mort Barrault, qui renonce. Les Castel deviennent les nouveaux propriétaires de l'hôtel, mais au même moment, Elodie Castel disparaît en pleine mer à la suite d'une violente dispute avec son mari. Suspecté d'avoir fait disparaître sa femme, Bastien enquête avec Luna pour prouver son innocence, et remonte jusqu'à Philippe Talbot, l'ancien amant de sa femme, qui se trouve à Marseille. L'homme se fait tuer au moment où il allait leur révéler la vérité sur la disparition d'Elodie. En réalité, cette dernière a pu acheter cash le Céleste grâce à de l'argent sale qu'elle a obtenu grâce aux trafics qu'elle réalise avec un narco-trafiquant d'Amérique du Sud. C'est lui, aidé de ses hommes de main, qui la retient captive depuis trois semaines. Il est finalement appréhendé, et Elodie obtient le statut de témoin protégé, lui permettant d'éviter la prison pour l'argent sale qu'elle a touché et qui lui a permis d'acquérir le Céleste. Néanmoins, menacée de mort par Carillo, elle fuit le Mistral avec son fils Hugo. Le Zéphyr ouvre ses portes, et Luna s'engage avec Bastien au grand dam d'Akira et Sunalee.

- L'échange : Manon Gardin, qui a échangé son bébé avec celui de Patrick Nebout et Babeth Nebout, se fait engager par ces derniers comme aide-ménagère. Alors qu'ils sont prêts à la licencier pour engager une cousine de Jeanne, elle met le feu à leur appartement pour sauver la vie de Raphaël. Patrick et Babeth, redevables, la prennent sous son aile. Manon est la victime de Rayan Bardet et Anh Hao Tran, deux petites racailles de cité qui la font chanter et la terrifient. Patrick, qui s'est pris d'affection pour Manon, met tout en œuvre pour la sauver de la cité, mais Manon se retourne contre les Nebout, et leur vole Raphaël. Ils la retrouvent dans un couvent bénédictin, ce qui pousse Manon à leur révéler la vérité : elle a échangé son bébé avec le leur, qui est désormais né sous X. Babeth et Patrick sont sous le choc, mais décident d'éviter la prison à Manon. Ils veulent vivre à cinq, avec Manon et leurs deux bébés. Pour ce faire, Patrick doit d'abord faire condamner Rayan et Anh Hao, mais ces derniers le poussent à faire un go-fast. Patrick met sa carrière en danger pour aider Manon, et réalise le go-fast. Rayan et Anh Hao sont finalement arrêtés, au moment où Manon révèle à Kenji Serban, un rival de ses bourreaux, qu'il est le père de Raphaël. Elle réussit à convaincre l'assistante sociale qu'elle est une bonne mère et qu'elle est capable de s'occuper de son fils Rémi. Patrick et Babeth se portent garants. Manon récupère son enfant, mais les Nebout et Manon sont obligés d'échanger leurs prénoms pour n'éveiller les soupçons de personne. Manon et Babeth partent vivre plusieurs mois en Dordogne pour revenir dans quelques mois avec leurs bébés échangés, sans que personne puisse le remarquer. Avant son départ, Babeth révèle la vérité à Emilie, Léa et Jean-Paul, mais refuse de le dire à sa mère Yolande, par peur qu'elle ne le révèle à ses amis.

- Poker Face : Théo Bommel est de retour à Marseille après deux ans d'absence, mais sans Coralie. Son comportement tout feu tout flammes intrigue sa mère Delphine et le compagnon de cette dernière, Franck Ruiz. Théo prétend être devenu trader, et immensément riche. Il loue une villa en bord de mer pour plusieurs milliers d'euros par mois, et dilapide son argent sans réfléchir, allant jusqu'à acheter un scooter à Noé. Ce dernier est sous le choc lorsqu'il apprend que Théo s'est déshabillé sous les yeux de Lola en lui proposant de coucher ensemble. Delphine voit clair dans le comportement de son fils : elle est convaincue qu'elle lui a transmis sa bipolarité et s'effondre. Franck enquête sur son beau-fils et découvre qu'il n'est pas trader mais joueur de poker. Il est surendetté et doit 50 000 € aux Liberati, patrons du cercle. Delphine décide d'arrêter son traitement pour jouer au poker aux côtés de son fils, en se faisant passer pour une célèbre cantatrice. Elle rafle la mise, et permet à Théo de rembourser ses créances. Mais quelques heures plus tard, alors qu'il attend impatiemment le retour de Coralie Blain, Théo la retrouve morte dans la piscine, assassinée. Delphine, prise de panique, décide de cacher le corps de Coralie dans une champignonnière. Ce dernier est rapidement retrouvé par un promeneur, et Théo, dans un état second et mutique, se laisse accuser du crime par la police. Delphine, par amour pour son fils malade, s'accuse du crime pour lui éviter la prison. Franck, prêt à tout pour disculper sa compagnon et Théo, enquête sur le cercle de jeux, et découvre que Théo faisait chanter les frères Soubeyrand ; en effet, il avait découvert qu'ils trichaient, et qu'ils échangeaient leur place plusieurs fois dans la même soirée afin de ne jamais être épuisés, pour mieux plumer leurs adversaires. Face au chantage, Alexandre s'est rendu à la villa pour en découdre avec Théo, mais est tombé sur Coralie, et l'a assommée. Le coup a été fatal, et elle est morte dans la piscine. Les frères Soubeyrand sont arrêtés, Delphine disculpée, mais Théo demande à être interné en hôpital psychiatrique. Il en ressort quelques mois plus tard, et se lie d'amitié avec Sybille Cassagne lors du bal des anciens élèves.

- La chute de Jacob : Jacob recommence à tuer, cette fois-ci des policiers pour se venger de la relation de Camille avec Kevin. Pour faire chuter Jacob et enfin découvrir son identité, Ariane Hersant doit faire équipe avec le lieutenant Mathieu Lombard, un lourdaud dont elle aura bien du mal à assumer les sentiments qu'elle éprouve pour lui. Très attirée par ce dernier alors même qu'elle le trouve hideux, Ariane se laisse aller et couche avec lui. Traumatisée par les sévices que Jacob lui a fait subir l'année passée, elle est prête à tout pour découvrir son identité. Julien, qui n'est autre que Jacob, fait semblant d'aider Ariane et Mathieu dans leur enquête, pour être au plus près des éléments qui pourraient le confondre. Ariane et Mathieu finissent par comprendre le pot-aux-roses en remontant les données téléphoniques de Camille : ils comprennent que Jacob est toujours vivant, et est toujours à Marseille, près d'elle. Ils font le lien avec Julien, et Jacob est finalement arrêté. Mathieu repart à Nice, et largue Ariane après l'avoir entendue l'humilier devant Éric, car n'assumant pas son attirance.

- Trahisons : Abdel Fedala s'éprend d'Elisa Coutant-Marceau, une charmante avocate, alors que Barbara tombe sous le charme de Tim Pascaud, un jeune journaliste victime d'un accident, et qui enquête sur l'entreprise BTC. Alors qu'il accepte de défendre les intérêts de Tim, Abdel découvre que l'avocate de la partie adverse n'est autre qu'Elisa, qui est elle-même la fille du président-directeur général de BTC, Vincent Marteau. Tim et Barbara Évenot craignent qu'Abdel fasse mal son travail d'avocat en les défendant mal, mais Abdel parvient à faire comprendre à Elisa que son père est mouillé jusqu'au cou. Ce dernier a un homme de main, à qui il demande d'éliminer Barbara, Tim et Abdel, qui en savent trop sur lui. L'échange est filmé par Abdel, qui avait placé une caméra quelques instants plus tôt dans le bureau. L'identité de l'homme de main est difficilement trouvable, mais Abdel déchante quelques jours plus tard en découvrant qu'il s'agit de son père, Karim Fedala, qui est retombé dans ses travers de malfaiteur. Il ne lui pardonne pas. Abdel et Elisa sont au pied du mur : soit ils dénoncent ensemble leurs pères, et les envoient en prison pour de longues années, soit ils les couvrent. Bon gré mal gré, ils décident de les couvrir, tout en coupant les ponts avec ces derniers. Ils fondent ensemble leur propre cabinet d'avocats, le cabinet Coutant-Fedala, et Tim, quant à lui, se laisse acheter par Marceau en acceptant le poste de directeur de rédaction d'un quotidien parisien. Choquée, Barbara le quitte.

- Été brûlant : Pour changer les idées de Sunalee, qui a été trahie par Dimitri au bal des anciens élèves, Luna Torres et son nouveau compagnon Bastien ont comme idée de louer un van pour faire le tour de l'arrière-pays. Mirta est très inquiète pour eux, car d'importants incendies menacent la zone en raison des températures caniculaires qui surplombent le ciel marseillais. Plusieurs feux se déclenchent sur la région, et les pompiers sont sur le qui-vive. Baptiste, agacé par les soucis que rencontre Emma avec sa sœur Camille, se réfugie dans son travail, et se rapproche de Justine, avec laquelle il avait eu une aventure extra-conjugale quelques mois plus tôt. Ils remettent le couvert. Ensemble, ils découvrent que les feux provoqués dans les forêts de Marseille sont volontaires et criminels, et réalisés grâce à une pierre, posée toujours au même endroit. Baptiste quitte Emma pour Justine, et s'installe avec elle, au moment où sa femme apprend l'assassinat de sa mère Alice par Jacob. Ce dernier reconnaît le meurtre, et épargne Camille, qui le remercie pendant l'interrogatoire par un signe que reconnaît Kevin Belesta. Emma et ce dernier n'ont plus aucun doute : Camille est la complice de Jacob. Ils la suivent, et la surprennent en train de brûler la carte d'identité de César. Sa culpabilité dans la disparition de ce dernier ne fait plus aucun doute. Emma et Kevin la séquestrent et la font passer aux aveux. Camille est internée dans une unité pour malades difficiles, tandis que Rochat apprend l'assassinat de son neveu. Du côté des feux, l'enquête amène le SDIS 13 et le commissariat du Mistral à la secte d'Olivier Jourdan. Ce dernier nie tout en bloc, mais a un comportement énigmatique. En réalité, le pyromane n'est autre que la nouvelle compagne de Romain Vidal. Celle-ci sera alors arrêtée et emprisonnée.

- Les évadés : Marseille est en ébullition : Le docteur Livia, Pavel, Lorraine Fournier et Stan Mercier s'évadent alors qu'ils devaient être transférés dans une prison du Nord Pas-de-Calais. Le commissaire Jean Paul Boher et son équipe doivent faire leur maximum pour les retrouver. Il s'avère qu'Agathe Robin et Djawad Sangha font eux aussi partis des évadés : la première a été emprisonnée pour meurtre, le second pour trafic de drogue. Le capitaine Léo Castelli décide alors de réintégrer la police afin d'arrêter son vieil ennemi, le docteur Livia, et de comprendre pourquoi Agathe a été emprisonnée. Par la suite, Livia décide de se venger de Vincent Chaumette car celui-ci l'avait empêché de tuer Charlotte Le Bihac à l'époque. Pour cela, il décide d'hypnotiser son ancienne patiente, Céline Frémont, afin de la manipuler pour qu'elle tue Vincent. Cependant, son plan échouera car Vincent, ayant compris que Céline était sous hypnose comme Charlotte à l'époque, préviendra Léo Castelli afin que le commissaire Boher et son équipe puissent l'arrêter. Ainsi, Livia se retrouvera une nouvelle fois derrière les barreaux, ce qui sera un grand soulagement pour Léo. Il retrouvera ensuite Agathe et comprendra que celle-ci est retombée dans la prostitution et a été arrêtée pour avoir tué son proxénète en état de légitime défense. En parallèle, Stan Mercier décide de retrouver son ancienne compagne Sabrina afin de la convaincre de partir en cavale avec lui. Nathan décide alors de le dénoncer à la police, ce qui permettra son arrestation sans que Sabrina ne sache que c'est lui qui l'a dénoncé. Quant à Pavel, il s'avère être en couple avec Lorraine Fournier. Il décide alors de se cacher chez Luna Torres avec elle. Celui-ci décide même de se venger de Luna en la faisant enlever. Il décide de la tuer mais il n'y arrive pas car il s'avère être encore amoureux d'elle. Pour se venger Lorraine décide de tuer Pavel en l'empoisonant, mais elle sera arrêtée par la police grâce à Agathe qui savait où se cachaient Pavel et Lorraine. Ainsi, Revel décidera de gracier Agathe pour sa collaboration à l'arrestation des évadés et félicitera le commissaire Boher pour avoir réussi à mettre hors d'état de nuire de dangereux criminels. Toutefois, Djawad Sangha reste introuvable.

- Les morts vous parlent : Le commissariat est en ébullition : Jean-Paul Boher doit être décoré après avoir brillamment résolu l'enquête des Évadés. Mais Jean-Paul voit resurgir brutalement le fantôme de son ex-femme Samia Nassri, retrouvée morte dix-huit mois plus tôt en Algérie dans un accident de voiture aux côtés de son frère aîné Malik. Jean-Paul fait un malaise en pleine cérémonie. Quelques jours plus tard, c'est au tour de Patrick Nebout de faire des cauchemars sur la commissaire Anne Olivieri, qui s'est suicidée par amour pour lui en avril 2019. Elle l'avertit d'un danger imminent, et lui prévoit une lourde vengeance. Kevin Belesta revoit à son tour son père Jérôme, mort assassiné trois ans plus tôt par Arnaud Mougin. Déstabilisé par ce fantôme qu'il voit partout, il commet une lourde bévue.

### Épisodes diffusés en première partie de soirée

#### Prime timede novembre 2021
- Titre : Black-out
- Nombre et durée des épisodes : 1x90 minutes (approximatif)
- Réalisateur : Marion Lallier
- Premières diffusions : 
  -  France : 30 novembre 2021 sur France 3
  -  Belgique :  sur Tipik
  -  Suisse :  sur RTS Un
- Audiences :
  -  France : 2,29 millions de téléspectateurs[45]
- Résumé : Enceinte de 9 mois, Léa accompagne Betty, Noé Ruiz et Bilal, condamnés à des travaux d'intérêt général loin de Marseille. Les ados vont alors réussir à convaincre la jeune femme de faire un tour de téléphérique. Alors qu’ils sont dans une cabine au-dessus du vide, tout s’arrête soudainement… Notre Dame de la Garde disparaît dans la nuit, le port s’éteint, la Place du Mistral plonge dans le noir. C’est le black-out ! En un instant, les premières conséquences se font sentir : plus de feux rouges, plus d’électroménager, plus de système de sécurité ni d’alarme, des ascenseurs coincés entre 2 étages et … la cabine du téléphérique de Léa Leroux immobilisée en plein ciel. Jean-Paul Boher, qui était en train de se préparer pour la cérémonie qui allait faire de lui un capitaine de Police, va alors devoir prouver à quel point il mérite ses nouveaux galons. Tandis qu’ils vont tous deux devoir relever une série de défis afin de se retrouver et préserver leur bébé à naître, nos Mistraliens seront soumis à un dilemme permanent : penser à soi ou bien mettre ses forces en commun pour aider les plus faibles. Un vent de solidarité va souffler sur le Mistral…

#### Prime timede juillet 2022
- Titre : Retrouvailles
- Nombre et durée des épisodes : 1x90 minutes (approximatif)
- Réalisateur :
- Premières diffusions : 
  -  France : 5 juillet 2022 sur France 3
  -  Belgique :  sur Tipik
  -  Suisse :  sur RTS Un
- Audiences :
  -  France : 2,18 millions de téléspectateurs[46]
- Résumé : à venir.

#### Prime timede novembre 2022
- Titre : Sept Mariages pour un enterrement
- Nombre et durée des épisodes : 1x90 minutes (approximatif)
- Réalisateur :
- Premières diffusions : 
  -  France : 18 novembre 2022 sur France 3
  -  Belgique :  sur Tipik
  -  Suisse :  sur RTS Un
- Audiences :
  -  France : 2,80 millions de téléspectateurs[47]
- Résumé : Alors que le Mistral est encore marqué par la mort de Roland Marci, son fils Kilian décide de demander en mariage sa petite amie Betty, qui accepte. L'annonce de leurs fiançailles devient rapidement virale et entraîne plusieurs autres demandes en mariage dans les environs du Mistral. C'est ainsi que Luna et Bastien décident eux aussi de se marier, tout comme Estelle et Francesco, Kévin et Alexandra, Abdel et Elisa, ou encore François et Blanche (ces deux derniers se mariant ensemble pour la deuxième fois). Mirta décide quant à elle d'épouser son amie Yolande, afin de l'aider à subvenir à ses besoins et à ne plus être une charge pour sa famille.

Or, Barbara découvre qu'Abdel est le père de l'enfant qu'elle attend. Prenant conscience du fait qu'elle est toujours amoureuse d'Abdel, elle va essayer d'empêcher le mariage de ce dernier avec Elisa.
Luna voit quant à elle les préparatifs de son mariage avec Bastien perturbés par le retour à Marseille de son ancien compagnon, Guillaume Leserman. Celui-ci souffre d'amnésie rétrograde et est persuadé d'être toujours en couple avec Luna.
Estelle voit elle aussi les préparatifs de son mariage perturbés : son fiancé Francesco est arrêté par la police, car soupçonné d'être responsable d'une intoxication alimentaire qu'ont subie plusieurs clients de son food-truck. Rapidement, Estelle soupçonne son ancien compagnon, Djawad, d'être le véritable coupable.